# Liste der Kulturdenkmale in Marienberg

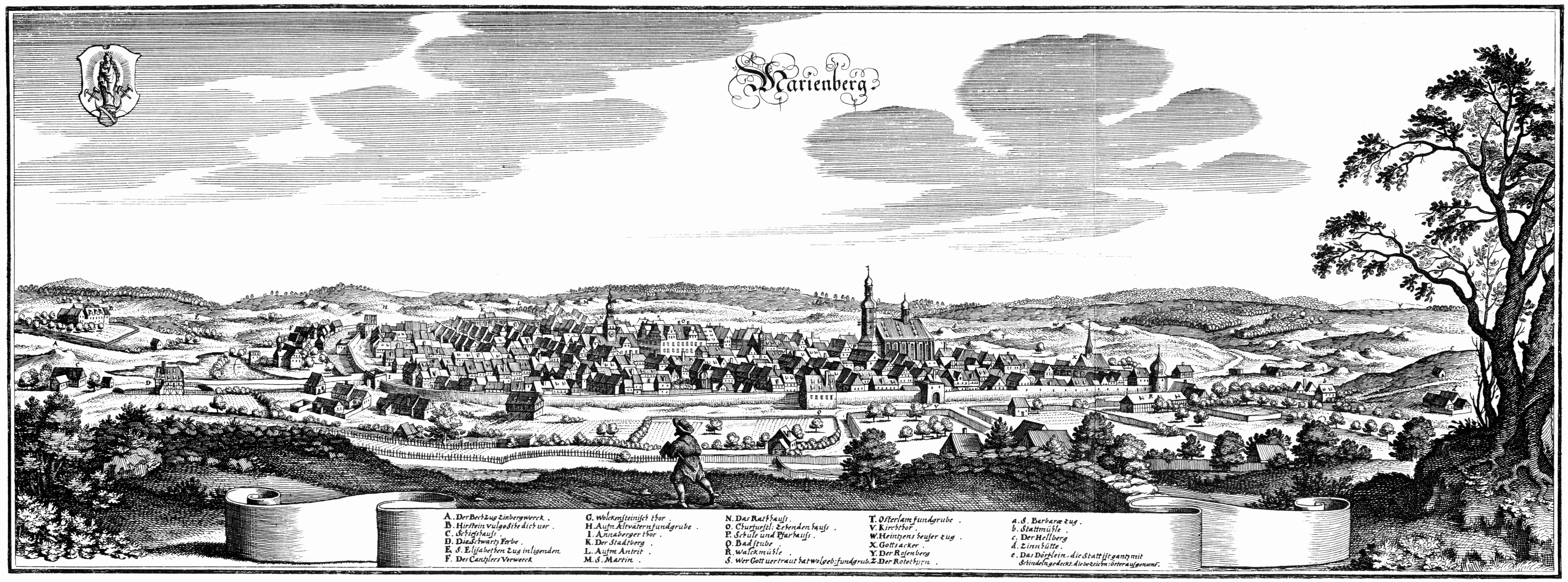
Merian: Alte Ansicht von Marienberg

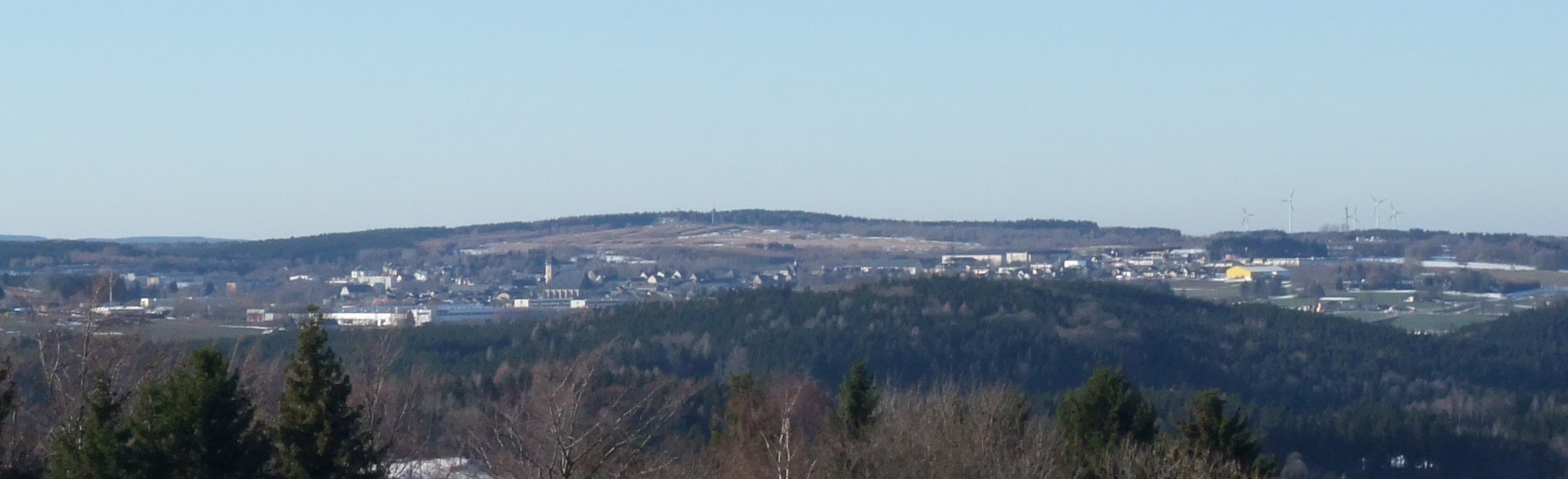
Panorama von Marienberg

Die Liste der Kulturdenkmale in Marienberg enthält die Kulturdenkmale in Marienberg.
Diese Liste ist eine Teilliste der Liste der Kulturdenkmale in Sachsen.

## Legende
- Bild: Bild des Kulturdenkmals, ggf. zusätzlich mit einem Link zu weiteren Fotos des Kulturdenkmals im Medienarchiv Wikimedia Commons. Wenn man auf das Kamerasymbol klickt, können Fotos zu Kulturdenkmalen aus dieser Liste hochgeladen werden:
- Bezeichnung: Denkmalgeschützte Objekte und ggf. Bauwerksname des Kulturdenkmals
- Lage: Straßenname und Hausnummer oder Flurstücknummer des Kulturdenkmals. Die Grundsortierung der Liste erfolgt nach dieser Adresse. Der Link (Karte) führt zu verschiedenen Kartendiensten mit der Position des Kulturdenkmals. Fehlt dieser Link, wurden die Koordinaten noch nicht eingetragen. Sind diese bekannt, können sie über ein Tool mit einer Kartenansicht einfach nachgetragen werden. In dieser Kartenansicht sind Kulturdenkmale ohne Koordinaten mit einem roten bzw. orangen Marker dargestellt und können durch Verschieben auf die richtige Position in der Karte mit Koordinaten versehen werden. Kulturdenkmale ohne Bild sind an einem blauen bzw. roten Marker erkennbar.
- Datierung: Baubeginn, Fertigstellung, Datum der Erstnennung oder grobe zeitliche Einordnung entsprechend des Eintrags in der sächsischen Denkmaldatenbank
- Beschreibung: Kurzcharakteristik des Kulturdenkmals entsprechend des Eintrags in der sächsischen Denkmaldatenbank, ggf. ergänzt durch die dort nur selten veröffentlichten Erfassungstexte oder zusätzliche Informationen
- ID: Vom Landesamt für Denkmalpflege Sachsen vergebene, das Kulturdenkmal eindeutig identifizierende Objekt-Nummer. Der Link führt zum PDF-Denkmaldokument des Landesamtes für Denkmalpflege Sachsen. Bei ehemaligen Kulturdenkmalen können die Objektnummern unbekannt sein und deshalb fehlen bzw. die Links von aus der Datenbank entfernten Objektnummern ins Leere führen. Ein ggf. vorhandenes Icon  führt zu den Angaben des Kulturdenkmals bei Wikidata.

## Kulturdenkmale nach Ortsteilen

### Marienberg
| Bild                                    | Bezeichnung | Lage                                                                         | Datierung                                                                      | Beschreibung | ID                       |
| --------------------------------------- | --- | ---------------------------------------------------------------------------- | ------------------------------------------------------------------------------ | --- | ------------------------ |
| Weitere Bilder                          | Denkmalschutzgebiet Historische Altstadt Marienberg                                                                            | (Karte)                                                                      | 1521 Stadtgründung (Altstadt)                                                  | Innerhalb der Begrenzungen der ehemaligen Stadtmauer, nach Plänen von Ulrich Rülein von Calw wurde wohl zum ersten Mal die italienische Städtebautheorie („Idealstadt“) auf deutschem Boden umgesetzt, Struktur von überregionaler stadtentwicklungsgeschichtlicher Bedeutung. Marienberg entstand ab 1521 in planmäßiger Anlage, Hintergrund des Entstehens waren umfangreiche Silberfunde. Unter Herzog Heinrich dem Frommen und nach den Plänen von Ulrich Rülein von Calw wurde wohl zum ersten Mal die italienische Städtebautheorie der „Città Ideale“ auf deutschem Boden umgesetzt. Marienberg kann somit als die erste Renaissance-Idealstadt nördlich der Alpen gelten (z. B. noch vor Zamość in Polen, dem „Padua des Nordens“), und bildete auch die Grundlage der Konzeption weiterer Bergbauorte im Erzgebirge. Für die Stadtstruktur bestimmend ist der große rechteckige, auf der (bis auf NW) höchsten Stelle liegende Marktplatz in der Stadtmitte, von welchem nach allen Seiten je drei Straßen im rechten Winkel abgehen. Weitere Querstraßen zerteilen das Stadtareal in rechteckige Bebauungsflächen. Die zum Teil erhaltene Stadtmauer umfasste annähernd ein Quadrat von 550 bis 600 m Seitenlänge (nur im Süden verlief sie nicht rechtwinklig zum Straßennetz), dessen Ecken mit Rundtürmen besetzt waren. Fünf Stadttore – im W zwei – gewährten den Zugang zur noch heute in Struktur und Bebauung erlebbaren Ortsanlage. Von der Stadtbefestigung sind an Bauten das Zschopauer Tor im NW und der Rote Turm im O erhalten, von der Mauer selbst etwa ein Drittel, der Verlauf des Grabens wird im SW und besonders im NO durch ab dem 19. Jahrhundert entstandene Grünanlagen verdeutlicht. Einige Gebäude mit Kern aus dem 16. Jahrhundert sind noch wesentlich, manche in Teilen (Portale, Fenstergewände, Holzdecken, Keller) erhalten. Hier stechen hervor das Rathaus, das Bergamt, das Fürstenhaus, als Zeugnis der Arbeit das Arbeitergebäude Lindenhäuschen sowie natürlich die nicht zentral, sondern zum Ortsrand nach SO hin gelegene Marienkirche, eine der berühmten obersächsischen Hallenkirchen der Spätgotik. Das Ortsbild wird heute geprägt durch vor allem im 18. und 19. Jahrhundert entstandene zwei- bis dreigeschossige traufständige Bebauung, die häufig mit Gaupen versehene Walm- oder Krüppelwalmdächer aufweisen. Diese Häuser sind überwiegend Putzbauten, die meistens durch sparsame Schmuckelemente in Form von Gesimsbändern, Nutungen, Stuck sowie Natursteingewänden gekennzeichnet sind. Es finden sich, besonders ab dem späteren 19. Jahrhundert, auch ziegelsichtige Fassaden, erhaltene Fachwerkkonstruktionen gibt es hingegen nur einige wenige. An neueren Baudenkmalen bestimmen das Gymnasium, die Exerzierhalle, zwei Militärbauten sowie extra muros das 1910 entstandene E-Werk das Bild der Innenstadt mit. Marienberg ist aus geschichtlichen, städtebaulichen, künstlerischen und wissenschaftlichen Gründen von besonderem öffentlichen Erhaltungsinteresse. Eine Satzung nach Denkmalrecht (§ 21 SächsDSchG) besteht seit 2004. | 08955916                 |
| Direkt Bild zu diesem Denkmal hochladen | Gedenkstätte für die Opfer des Faschismus, mit Ehrenhain                                                                       | (Karte)                                                                      | 1953 (Gedenkstätte)                                                            | Zur Erinnerung an 218 im April 1945 ermordete KZ-Häftlinge, geschichtlich von Bedeutung. | 08956122                 |
| Weitere Bilder                          | Kursächsischer Viertelmeilenstein (Wettin Eiche)                                                                               | (Karte)                                                                      | bezeichnet 1724                                                                | Rest eines Viertelmeilensteins, Sandstein, Jahreszahl „1724“, verkehrsgeschichtlich von Bedeutung. Ein Viertelmeilenstein mit der Reihennummer 51 und mit der Jahreszahl 1724 aus Granit, steht als Rest (ohne Kopfstück und mit der Inschrift „Wettin Eiche“) an der Eisenstraße im Wald. Ursprünglich stand er an der Böhmischen Straße, in der Wüstenschlette, kurz vor dem Gasthaus Grenzland. 1999 fand man die Platte des Viertelmeilensteines auf dem Marienberger Armeeplatz. Achtung, Fehler in der Denkmalliste. ID 08956123 beschreibt Viertelmeilenstein (Wettin Eiche) mit Standort Viertelmeilenstein (Reitzenhain). | Wikidata-Objekt anzeigen |
| Weitere Bilder                          | Kursächsischer Viertelmeilenstein (Reitzenhain)                                                                                | (Karte)                                                                      | bezeichnet 1724                                                                | Viertelmeilenstein, Sandstein, Jahreszahl „1724“, verkehrsgeschichtlich von Bedeutung. Der Viertelmeilenstein Nr. 53 von 1724 befindet sich etwa 1 km vor dem Ortseingang vom OT Reitzenhain, rechts der B 174, im Wald, etwa 70 m von der Straße entfernt, an der alten Straße Marienberg – Chomutov am Originalstandort. Im Jahre 1722 begann man im Kurfürstentum Sachsen mit der Aufstellung der Kursächsischen Postmeilensäulen. Kurfürst Friedrich August I. wollte hierdurch ein zeitgemäßes Verkehrs- und Transportleitsystem im Kurfürstentum aufbauen, um Handel und Wirtschaft zu fördern. Er beauftragte mit Generalvollmacht Magister Adam Friedrich Zürner (1679 – 1742) mit der Durchführung. Das System der Postmeilensäulen umfasste Distanzsäulen, Viertelmeilensteine, Halb- und Ganzmeilensäulen. Die Distanzsäulen sollten in den Städten vor den Stadttoren, später nur auf den Marktplätzen aufgestellt werden. Entlang der Poststraßen wurden Viertelmeilensteine, Halb- und Ganzmeilensäulen aufgestellt. Sie erhielten eine fortlaufende Nummerierung (Reihennummer), beginnend vom Anfang der Vermessung. Die Ganzmeilensäulen wurden außerhalb der Städte an den Poststraßen im Abstand von 1 Meile (= 9,062 km) aufgestellt. Die Distanzsäulen waren mit dem Monogramm „AR“ für „Augustus Rex“, dem kursächsisch und polnisch-litauischen Doppelwappen sowie der polnischen Königskrone gekennzeichnet. Die Ganzmeilen-, Halbmeilensäulen und Viertelmeilensteine waren alle ähnlich beschriftet, alle trugen kein Wappen, aber das Monogramm „AR“. Die Entfernungsangaben erfolgten in Wegestunden (1 Stunde= ½ Postmeile = 4,531 km). Dieses Meilensystem war das erste europäische Verkehrsleitsystem. Der hier betrachteten Säule kommt als Teil des überregional bedeutenden Postwegesystems eine hohe verkehrsgeschichtliche Bedeutung zu. Achtung, Fehler in der Denkmalliste. ID 08956123 beschreibt Viertelmeilenstein (Wettin Eiche) mit Standort Viertelmeilenstein (Reitzenhain). | 08956123                 |
| Weitere Bilder                          | Denkmal | (Karte)                                                                      | bezeichnet 1773                                                                | Ortshistorische Bedeutung. Jagdsäule aus Porphyr mit Wappen, Krone und Inschrift zur Erinnerung an die kurfürstliche Jagd vom 2. – 11. September 1773 | 08956114                 |
| Direkt Bild zu diesem Denkmal hochladen | Gedenkstein | (Karte)                                                                      | 1913                                                                           | Ortshistorische Bedeutung. In Gestalt eines Porphyrsteines (zur Erinnerung an die Völkerschlacht bei Leipzig) mit zwei Sandsteinbänken. | 08956115                 |
| Direkt Bild zu diesem Denkmal hochladen | Meilenstein | (Karte)                                                                      | um 1860                                                                        | Zum Kilometerstein umgearbeitet, mit Inschriften, verkehrshistorische Bedeutung. Königlich-Sächsischer Ganzmeilenstein, umgearbeitet zum Kilometerstein mit Inschriften: Marienberg, Reitzenhain und „Jöhstadt 16,7 km“, Sandstein, rund 1,00 Meter hoch. | 08956386                 |
|                                         | Gedenkstein | (Karte)                                                                      | 1669                                                                           | Mit deutscher und lateinischer Inschrift, ortshistorische Bedeutung. Bezeichnet: „Drauriges Andenken Hern Rittmeister Johann Paul Münchs ... welcher alhier am 23. Aprilis Ao 1669 von einigen abgedauchten Officirern so als Kauff-Leuthe mit Ihme gereißet – Straßenräuberisch ist angefallen, mit einem Schuße durchs Haupt ermordet und ausgeplündert worden. – Die Thäter aber wurden zu Eüßenach balde attraßiret, dafür zur Strafe gezogen und folgenden 3. July daselbst aufs Radt geleget.“ | 08956121                 |
|                                         | Denkmal | (Karte)                                                                      | 1929                                                                           | Ortshistorische Bedeutung, da an dieser Stelle einst die Umspanne stand. In Gestalt eines kleinen Porphyrsteines mit Inschrift | 08956120                 |
| Direkt Bild zu diesem Denkmal hochladen | Zeuggraben als Wasserzuführungsgraben für die Kunstgezeuge in Lauta, Abschnitt Marienberg                                      | (Karte)                                                                      | 1551                                                                           | Bergbauhistorische Bedeutung (siehe auch Gemarkung Reitzenhain und Gemarkung Kühnhaide). Einzeldenkmal der Sachgesamtheit Reitzenhainer Kunst- und Zeuggraben: (siehe auch Sachgesamtheitsliste, OT Marienberg, ohne Anschrift – Obj. 09305555) Offener Graben, ursprünglich von Reitzenhain nach Gelobtland, dort Abzweigung Richtung Großrückerswalde/Wüstenschlette und weiter über Wolfsberg, Hirschstein nach Lauta, heutiger Verlauf über Gelobtland und Gebirge bis Schlettenbach in Dörfel, rund 18 Kilometer lang. | 08956385                 |
| Direkt Bild zu diesem Denkmal hochladen | Kilometerstein | (Karte)                                                                      | 2. Hälfte 19. Jahrhundert                                                      | Beschriftung, verkehrsgeschichtlich von Bedeutung. Mit Inschrift und Kilometer 15,0, aus Sandstein. | 08956118                 |
|                                         | Zeuggraben | (Karte)                                                                      | 1551                                                                           | Anlage von bergbauhistorischer Bedeutung. Zeuggraben als Wasserzuführungsgraben für die Kunstgezeuge in Lauta, bestehend aus drei Abschnitten in den Gemarkungen Marienberg, Kühnhaide und Reitzenhain, der Abschnitt Marienberg als Einzeldenkmal. Sachgesamtheit Reitzenhainer Kunst- und Zeuggraben: (siehe Einzeldenkmalliste, OT Marienberg, ohne Anschrift – Obj. 08956385), die Abschnitte Kühnhaide und Reitzenhain als Sachgesamtheitsbestandteile (siehe Sachgesamtheitsliste, OT Kühnhaide, ohne Anschrift – Obj. 09305557 und OT Reitzenhain, ohne Anschrift – Obj. 09305556). | 09305555                 |
|                                         | Kriegerdenkmal für die Gefallenen der Befreiungskriege 1813/1814                                                               | Am Kaiserteich (Karte)                                                       | 1813–1814                                                                      | Sandsteinobelisk mit Inschrift, ortshistorische Bedeutung. | 08956059                 |
| Weitere Bilder                          | Ehemaliger Speicherbau | Am Kaiserteich 3 (Karte)                                                     | 1806–1809                                                                      | Städtebaulich dominant, mit hohem Krüppelwalmdach und drei Reihen Hechtgaupen, von ortshistorischer und bergbauhistorischer Bedeutung. Bergmagazin, im Auftrag des Marienberger Bergamtes 1806–1809 erbauter Speicherbau für die Lagerung von Korn für Notzeiten, der für Bergstädte des Erzgebirges charakteristische Bautyp (vergleiche auch Annaberg und ehemals Johanngeorgenstadt) prägt auch hier eindrücklich, obwohl außerhalb des historischen Stadtkerns gelegen, durch seine Größe und Gestalt als Solitär das Ortsbild mit. Viergeschossiger verputzter Bruchsteinbau mit großen flachbogigen Portalen an den Längsseiten, Ladeluke an der Schmalseite, zahlreiche liegende Fenster mit Sandsteingewänden, mehrstöckiges steiles Krüppelwalmdach mit drei Reihen Hechtgaupen. Gegenwärtig Kultureinrichtung mit Museum, Bibliothek und Café, diente das Gebäude bereits verschiedenen Funktionen, als Militärkammer, als Marienberger Fahrzeugfabrik (1923, Gebrüder Sattler, Ausführung Emil Schönherr) sowie als Obst- und Gemüselager (1961). | 08956058                 |
| Weitere Bilder                          | Elektrizitätswerk | Am Lindenhäuschen 1 (Karte)                                                  | 1910                                                                           | Erstes Elektrizitätswerk der Stadt, ortsgeschichtlich von Bedeutung, von Behrens’ AEG-Bau in Berlin beeinflusst, technisches Denkmal, besondere baugeschichtliche Bedeutung ehemaliges Elektrizitätswerk in den Grünanlagen am einstigen Freiberger Tor, erbaut 1910 durch die Fabrikantenfamilie Baldauf, deren Knopffabrik sich schräg gegenüber befand (siehe Am Roten Turm 1); kubischer Generatorraum als Zentralbau auf rustiziertem Sandstein-Sockel, mit drei großen Fensterfronten in stilisierter Thermenarchitektur, Einfassung durch Putzbögen, Blendfenster in Lanzettform, polygonal gebrochene Giebel; Der markante Bau ist nicht nur technisches Denkmal und von ortsgeschichtlicher Relevanz, sondern hat auch überörtliche baugeschichtliche Bedeutung, da sehr deutlich die vom geometrischen Jugendstil beeinflusste Formensprache von Peter Behrens zitiert wird, dessen AEG-Turbinenhalle in Berlin nur ein Jahr zuvor entstand. Das im gleichen Stil angebaute Verwaltungsgebäude zeigt sogar die Aufschrift „Gebrüder Baldauf“ in Peter-Behrens-Schrift – es ist gleichwohl kein Denkmal, da es sich um einen Neubau als Wohnhaus handelt, der nach einem Großbrand 2004 entstand. Das Technikgebäude diente zu DDR-Zeit als Kaufhaus (1949 HO-Lager, 1973 Großraumverkaufsstelle Kaufhaus Adrett mit 265 m² Verkaufsraum, auch nach 1990 noch in dieser Funktion). 1947 wurde eine Zwischendecke eingezogen. | 08955987                 |
| Direkt Bild zu diesem Denkmal hochladen | Gartenarchitektonische Gestaltung im ehemaligen Grabenbereich der Stadtbefestigung (Einzeldenkmal der Sachgesamtheit 09305552) | Am Roten Turm (Poststraße, Schillerlinde, Schulstraße, Trebrastraße) (Karte) | Ab 1856                                                                        | Einzeldenkmal der Sachgesamtheit Stadtbefestigung Marienberg; wichtiges stadtgeschichtliches Zeugnis der ehemaligen Befestigung der Bergstadt, seit 2019 zugehörig zur Kernzone des UNESCO-Welterbes Montanregion Erzgebirge/Krušnohoří | 09306658                 |
| Weitere Bilder                          | Kontorhaus und Produktionsgebäude einer ehemaligen Knopffabrik                                                                 | Am Roten Turm 1 (Karte)                                                      | 1910–1918                                                                      | Kontorgebäude (bezeichnet „1894“); historisierende Klinkerfassade mit Eckerker, Produktionsgebäude (1910–1918) sachlicher Skelettbau, baugeschichtliche und ortsgeschichtliche Bedeutung, bildprägendes Ensemble - Kontorhaus und Produktionsgebäude der ehemaligen Knopffabrik Baldauf nehmen eine Quartierseite an der Grünanlage in Anspruch. - Kontorgebäude zur Freiberger Straße (bezeichnet 1894): Historisierende Klinkerfassade mit Eckerker, der ursprüngliche eklektizistische Türmchenstil inzwischen vereinfacht, über hohem Sockelgeschoss zwei Geschosse mit orangem Backstein, darüber Mezzaningeschoss, alle Gliederungen, Gesimse, Fenstergewände in Sandstein, Erker mit geschweifter Verdachung an der abgeschrägten Ecke (Es gab wohl einen Vorgängerbau, ein Dokument von 1881 erwähnt Max L. Theyson, Chemnitz.) - Produktionsgebäude: Allmähliche Erweiterung der Anlage (Kessel- und Maschinenhaus von 1905 nicht mehr vorhanden), 1910–1912 sachlicher Skelettbau von 19 zu 12 Achsen durch Architekt Oscar Geyer (Zwickau), dreigeschossig mit Dachgeschoss, segmentbogig abgeschlossene Mittelrisalite; je zwei Achsen optisch durch Lisenen zusammengefasst, profiliertes Kranzgesims, das dritte Obergeschoss und Vereinheitlichung der Fassade erst 1918 | 08955985                 |
|                                         | Turm, sogenannter Roter Turm                                                                                                   | Am Roten Turm 2 (Karte)                                                      | Mitte 16. Jahrhundert                                                          | Einzig erhaltener von ehemals vier Rundtürmen an den Ecken der Stadtbefestigung, ortsgeschichtlich von Bedeutung. Einzeldenkmal der Sachgesamtheit Stadtbefestigung Marienberg:(siehe auch Sachgesamtheitsliste – Obj. 09305552, Obere Bahnhofstraße) Bruchsteinbau von acht Metern Durchmesser, als Abschluss geschweifte Haube, Geschütz- und Gewehrluken in unterschiedlicher Höhe. | 08955995                 |
| Direkt Bild zu diesem Denkmal hochladen | Verwaltungsgebäude in geschlossener Bebauung, Teil des Rathauses                                                               | Amtsstraße 1 (Karte)                                                         | bezeichnet 1847, Kern älter (Verwaltungsgebäude)                               | Mit Tordurchfahrt, zeittypische Putzfassade, Teil der marktnahen Bebauung, baugeschichtlich und städtebaulich von Bedeutung. Verwaltungsgebäude in geschlossener Bebauung, Teil des Rathauses, 1847 rechtwinklig zum hinteren Rathaus als dessen Ergänzung entstanden, regelmäßiger Grundriss, jedoch verhältnismäßig starke Wände, dreigeschossiger Massivbau mit einfacher Putzfassade und breiter Durchfahrt, Satteldach von 1949 mit Dachhäuschen von 1994, 1949 wurde zur Erlangung eines zweiten Obergeschosses das Dach angehoben, wobei der Dachstuhl neu entstand, 1994 wurden noch einige Erdgeschoss-Öffnungen verändert. Das Gebäude ist Teil der marktnahen Bebauung und baugeschichtlich und städtebaulich von Bedeutung. | 08955937                 |
| Weitere Bilder                          | Wohnhaus in geschlossener Bebauung                                                                                             | Amtsstraße 2 (Karte)                                                         | 1914, Kern älter                                                               | Mit Ladeneinbau, Putzbau mit Erker, Teil der marktnahen Bebauung, städtebaulich und baugeschichtlich von Bedeutung. Wohnhaus in geschlossener Bebauung, mit Ladeneinbau, dreigeschossiger Putzbau mit Erker, die Korbbogentür mit Ohren, mittig polygonaler Erker über zwei Geschosse mit geschweifter Kupferhaube, ein Tonnengewölbe im Keller sowie ein Erdgeschoss-Gewölbe verdeutlichen, dass der Kern des marktnahen Hauses älter ist als die 1914 durch Oscar Krumbiegel entstandene Situation mit neuer Fassade, zweitem Obergeschoss, dem Erker und neuen Innentreppen, bereits 1867 existierte ein Hintergebäude für die Druckerei Engelmann und auch 1924 findet sich im Gebäude eine Druckerei (Neubert & Mehner), das Schaufenster entstand erst 1997 in seiner aktuellen Form. | 08955938                 |
| Weitere Bilder                          | Wohnhaus in halboffener Bebauung                                                                                               | Amtsstraße 3 (Karte)                                                         | 18. Jahrhundert, Kern älter                                                    | Mit vorkragendem Fachwerk-Obergeschoss, eines der wenigen Fachwerkhäuser der Stadt, baugeschichtliche und städtebauliche Bedeutung. Wohnhaus in heute halboffener Bebauung, Erdgeschoss massiv, Obergeschoss mit vorkragendem zweiriegeligem Sichtfachwerk, Giebel verputzt und verschiefert, steiles Satteldach mit altdeutscher Schieferdeckung und ohne Ausbauten, schönes altes Türblatt im Korbbogengewände, eine historische Bestandszeichnung zeigt einen barocken Erdgeschoss-Grundriss, die Wandstärke beträgt dort 70 Zentimeter. Ein etwa 50 Jahre altes Foto des Hauses zeigt zudem dessen geringen Veränderungsgrad seither. Baugeschichtliche Bedeutung als eines der wenigen erhaltenen Fachwerkhäuser der Stadt, städtebauliche Bedeutung sowie bildprägend als optischer Bestandteil der Giebelstaffelung auf der Straßenseite nach NW. | 08955956                 |
| Weitere Bilder                          | Wohnhaus in geschlossener Bebauung und in Ecklage                                                                              | Amtsstraße 4 (Karte)                                                         | 1902, Reste älter                                                              | Zeittypische Putzfassade, baugeschichtlich von Bedeutung. Wohnhaus in geschlossener Bebauung und in Ecklage, der zweigeschossige Massivbau von sieben mal sieben Achsen, mit schönen Türflügeln zur Töpferstraße und flach gedecktem Mansarddach, ist ein Neubau von 1902 (Glasermeister Gustav Seltmann, Ausführung Emil Gläser). Im Keller befinden sich noch Reste vom Vorgängerbau. 1987 Entfernung der Gaupenverdachungen und Fensterbekrönungen, trotzdem noch baugeschichtliche Bedeutung und vor allem städtebauliche Relevanz. | 08955939                 |
|                                         | Wohnhaus in geschlossener Bebauung                                                                                             | Amtsstraße 5 (Karte)                                                         | 18. Jahrhundert, Kern Anfang 17. Jahrhundert                                   | Zeittypische Putzfassade, baugeschichtlich und städtebaulich von Bedeutung. Wohnhaus in geschlossener Bebauung, zweigeschossiger Massivbau mit Sandsteingewänden, Tür mit kräftig profiliertem, geradem Sturz, Satteldach mit zwei großen stehenden Gaupen (neu), 1902 entstand die Fassade neu und im Obergeschoss gab es Grundrissänderungen (Bauleiter Emil Gläser für Gutsbesitzersohn Heinrich Schaarschmidt), jedoch deutet der unregelmäßige Erdgeschoss – Grundriss auf eine Entstehungszeit des Hauses im 18. Jahrhundert hin. | 08955957                 |
| Weitere Bilder                          | Wohnhaus in geschlossener Bebauung                                                                                             | Amtsstraße 6 (Karte)                                                         | bezeichnet 1790                                                                | Mit Korbbogenportal, städtebaulich und baugeschichtlich von Bedeutung. Wohnhaus in geschlossener Bebauung, dreigeschossiger Bau von sieben Achsen, mittig Korbbogenportal, Schlussstein bezeichnet „JCS 1790“, flaches Satteldach zur Straßenseite. Hinten ist noch das ursprüngliche Mansarddach erkennbar, das 1908 (Ausführung Oscar Krumbiegel für Zinna Bauer) vorn für ein zweites Obergeschoss entfernt wurde. | 08955965                 |
| Weitere Bilder                          | Wohnhaus in geschlossener Bebauung                                                                                             | Amtsstraße 7 (Karte)                                                         | 18. Jahrhundert, Kern 17. Jahrhundert                                          | Barocker, womöglich noch älterer gedrungener Baukörper, städtebaulich und baugeschichtlich von Bedeutung. Wohnhaus in geschlossener Bebauung, zweigeschossiger Massivbau mit schiefergedecktem Satteldach und Dachhäuschen, die stehenden Gaupen von 1992, der gedrungene Baukörper wahrscheinlich aus der Barockzeit, womöglich aber noch älter, trotz Veränderungen im Wand-Öffnungs-Verhältnis der Fassadenseite baugeschichtliche Bedeutung, als Bestandteil des historischen Stadtkerns außerdem städtebauliche Relevanz. | 08955958                 |
| Weitere Bilder                          | Wohnhaus in geschlossener Bebauung, mit Einfriedungsmauer im Hof                                                               | Amtsstraße 9 (Karte)                                                         | Anfang 18. Jahrhundert, später überformt                                       | Bildprägendes Gebäude mit Segmentbogenportal, städtebaulich und baugeschichtlich von Bedeutung. Wohnhaus in geschlossener Bebauung, mit Einfriedungsmauer im Hof, dreigeschossiger Massivbau mit Sandstein- und Porphyrgewänden, steiles, die anderen Häuser überragendes Dach, größtenteils noch mit Winterfenstern, Segmentbogenportal, Korbbogentür. 1910 entstand das zweite Obergeschoss durch Verkürzung des Mansarddaches (Bauherr Schneidermeister Max Albin Schaarschmidt, Ausführung Oscar Krumbiegel), das 18. Jahrhundert als Erbauungszeit des Hauses wird nahegelegt unter anderem durch Gewölbe im Erdgeschoss. Baugeschichtliche Bedeutung, städtebauliche Relevanz sowie bildprägend als Bestandteil der gestaffelten Giebellandschaft der Amtsstraße nach NW. | 08955959                 |
| Weitere Bilder                          | Wohnhaus in geschlossener Bebauung                                                                                             | Amtsstraße 11 (Karte)                                                        | 18. Jahrhundert, später überformt                                              | Barocker Baukörper mit um 1910 gestalteter Fassade (zentrales Dachhaus), städtebaulich und baugeschichtlich von Bedeutung. Wohnhaus in geschlossener Bebauung, zweigeschossiger, verputzter Massivbau mit Natursteingewänden, Segmentbogentür mit Schlussstein, barocker Baukörper mit 1914 gestalteter Fassade, Mansarddach um 1910 mit zentralem Dachhaus ausgebaut, vergrößertes seitliches Erdgeschoss-Fenster, ebenfalls mit Schlussstein, alte Tür – für Wirtschaftsbesitzer Fritz Schwipper, Ausführung Oscar Krumbiegel; baugeschichtlich und als Strukturbestandteil der historischen Altstadt städtebaulich von Bedeutung. | 08955960                 |
| Weitere Bilder                          | Wohnhaus in Ecklage und in halboffener Bebauung                                                                                | Amtsstraße 13 (Karte)                                                        | 1. Hälfte 18. Jahrhundert                                                      | Mit Segmentbogenportal, stattliches barockes Gebäude, von baugeschichtlicher und besonderer städtebaulicher Bedeutung. Wohnhaus in Ecklage und in halboffener Bebauung, zweigeschossiger massiver Barockbau mit Natursteingewänden, Segmentbogenportal mit Schlussstein, ausgebautes Mansarddach mit Walm, bildlich der Kopfbau der Stadt zum Zschopauer Tor, daher von großer baugeschichtlicher und städtebaulicher Bedeutung. 1884 Hausbesitzer Friedrich Theodor Demmler, Maler. Der Neubau des Dachgeschosses im Sinne eines zweiten Obergeschosses 1898 sowie einer großen liegenden Gaupe – beides durch Emil Gläser – wurde anscheinend 1991 und 1993 im Sinne des Originals rückgängig gemacht, auch wurden auf der prägnanten Giebelseite wieder Fenster geöffnet und das Dach mit maßvollen Gaupen versehen. | 08955961                 |
| Weitere Bilder                          | Wohnhaus in halboffener Bebauung und in Ecklage, mit Anbau                                                                     | Amtsstraße 14 (Karte)                                                        | um 1750                                                                        | Stattliches barockes Gebäude mit Segmentbogenportal, baugeschichtlich von Bedeutung und besondere städtebauliche Relevanz. Wohnhaus in halboffener Bebauung und in Ecklage, mit Fachwerk – Anbau, zweigeschossiger Massivbau, stattliches barockes Gebäude mit Segmentbogenportal (mit Schlussstein), steiles Mansarddach mit Walm, zwei stehende Gaupen, bildlich ein Kopfbau der Stadt zum Zschopauer Tor, daher von großer baugeschichtlicher und städtebaulicher Relevanz. Bestandszeichnung von 1910 (Bauherr Friedrich Moritz Siegert) zeigt unregelmäßigen Grundriss und durchgehende Flure in beiden Etagen sowie Kreuzgewölbe im Erdgeschoss. Das rechtwinklig anschließende Hintergebäude wurde 1921 wieder aufgebaut. | 08955963                 |
| Weitere Bilder                          | Wohnhaus in Ecklage und geschlossener Bebauung                                                                                 | Annaberger Straße 9 (Karte)                                                  | 1789                                                                           | Baugeschichtliche und städtebauliche Bedeutung. Wohnhaus in Ecklage und geschlossener Bebauung, von baugeschichtlicher und – als Strukturbestandteil des historischen Stadtgrundrisses von Marienberg – auch von städtebaulicher Bedeutung. Der Bau, erst 1789 entstanden, folgte einem Vorgänger, der aber bereits beim Stadtbrand 1684 abgebrannt war. Bis dahin blieb die Stelle unbebaut. Der Bauherr des heutigen Baues war Carl Gottlob Lötzsch, dessen Sohn Carl August Lötzsch hier ab 1812 eine Fleischerei betrieb. Der zweigeschossige Putzbau aus Gneisbruchsteinen wurde 1925 unter Beibehaltung des historischen Dachstuhls um ein Geschoss erhöht. Das Wand-Öffnungs-Verhältnis ist durch späteren Ladeneinbau leicht verändert. Im Inneren finden sich barocke Details und Kreuzgratgewölbe. | 09305931                 |
| Direkt Bild zu diesem Denkmal hochladen | Gartenpavillon | Anton-Günther-Weg 2c (Karte)                                                 | 1902                                                                           | Ursprünglich zum Grundstück des ehemaligen Marienberger Stadtrates Gerhard Baldauf gehörender Fachwerkpavillon, von baugeschichtlichem Wert. Das Gartenhaus ist 1902 erbaut worden und wird in der Roitzsch-Chronik, Band XVIII, Bl. 36, zur OLN 488 b als „Gartenhaus Gerhard Baldauf“ bezeichnet. Auf einem Sockel aus Zyklopenmauerwerk ist über fünf Stufen die Veranda des Gartenhäuschens zu erreichen. Vier verzierte Holzstützen tragen das quadratische Dach, das ähnlich einem asiatischen Tempel den Raum und die Terrasse überfängt. Das Gebäude besteht aus einer mit Ziegeln ausgesetzten Fachwerkkonstruktion. An den Stirnseiten gibt es je ein Fenster, an der Gartenseite links und rechts der Tür ein Fenster. Die Rückseite zur Straße hin ist fensterlos. In die Scheiben der dreiflügeligen Fenster ist ein Jugendstilornament eingeätzt/eingestrahlt. Oberhalb der Fenster und der Tür sind die Gefache verglast. Über den Fenstern wurden dafür farbige Scheiben verwendet und ein geschnitztes Holzornament vorgesetzt, das durch eine Senkrechte geteilte Oberlicht der Tür ist aus Klarglas. Um 1900 gehörten vergleichbare Gartenhäuser und Gartenpavillons zur üblichen Ausstattung von Villengärten. Sie waren demnach weit verbreitet in großer Gestaltungsvielfalt. Im Laufe der Zeit gingen durch Leerstand und Bauvernachlässigung der größte Teil dieser Gartenhäuser verloren, so dass dieses besonders anspruchsvoll gestaltete Gartenhaus zu den wenigen original erhaltenen Bauwerken seiner Art gehört. | 09303622                 |
| Weitere Bilder                          | Villa (mit angebautem Wintergarten), Remisengebäude, Pavillon und Villengarten (Gartendenkmal)                                 | Anton-Günther-Weg 4 (Karte)                                                  | 1907–1908, später erweitert                                                    | Mächtige, vielgliedrige und reich gestaffelte Villa mit monumentaler Dachlandschaft, sowohl neobarock als auch Reformarchitektur der Zeit um 1910, Ursprungsbau von den Chemnitzer Architekten Zapp & Basarke für den Unternehmer Theobald Baldauf (Mitinhaber der 1895 gegründeten Knopf- und Metallwarenfabrik Gebr. Baldauf), ortshistorische und besondere baukünstlerische Bedeutung Die Villa mit angebautem Wintergarten, Garage, Pavillon und Villengarten (Gartendenkmal) ist mächtig, vielgliedrig und reich gestaffelt mit monumentaler Dachlandschaft. Sie ist sowohl Zeugnis des Neobarock wie auch der Reformarchitektur um 1910. Das Anwesen hat ortshistorische und besondere baukünstlerische Bedeutung und kann als herausragendes Beispiel seiner Gattung in Sachsen gelten. Dem heute sichtbaren Bau von 1912–1913 des Zwickauer Architekten Gustav Hacault, der auch den Wintergarten entwarf, ging ein 1907–1908 erbautes Landhaus von Alfred Zapp (Büro Zapp & Basarke, Chemnitz) voraus, ein fast schon sachlich zu nennendes Gebäude, das 1910 auch in einer Architekturzeitschrift behandelt wurde. Dieses wurde beim Umbau zum heutigen Bauwerk, dessen Bauherr Stadtrat Gerhard Baldauf (1883–1945) war, quasi eliminiert. Hacault plante auch die Einfriedung des großen Gartens zur Freiberger Straße mit, die heute verloren ist. 1920 entstand die Garage nach Planung des Zwickauer Architwekten Oscar Geyer. 1936 wurde das Anwesen an Hermann Lesser (Inhaber der Stroh- und Filzhutfabrik Lesser, Clausnitzer & Co. mit Sitz in Dresden-Leuben) verkauft und in den folgenden Jahren als betriebliches Ferienheim genutzt. Nach dem Krieg war das Anwesen zunächst Kreiskommandantur der sowjetischen Militäradministration, ab 1952 Pionierhaus „Philipp Müller“. Das Gebäude steht seit 1982 unter Denkmalschutz und ist seit 1997 als Kultur- und Freizeitzentrum in öffentlicher Hand. - Gebäude: - Villa (1907–1908 bzw. 1912–1913): Zweigeschossiger Putzbau über hohem Sockelgeschoss aus Sandstein mit zahlreichen Vor- und Rücksprüngen, Vordach auf hölzernen Pfosten am nördlichen Seiteneingang, drei breite Rundbogenfenster mit Bleiverglasung im Obergeschoss, an der Gartenfront zwei halbrunde Seitenrisalite mit plastischem Schmuck und Altan sowie großzügiger Terrasse mit mehreren Treppen zum Garten und in der Mittelachse darunter liegender Grotte, ausgestaltet mit Zement-Grottierungen, ursprünglich als Wasserbecken nicht begehbar; Terrasse 1974 vollständig umgestaltet, dabei die Grotte verschüttet, aber inzwischen wieder freigelegt, jetzt mit modernem Gitter verschlossen, ursprüngliche vordere Einfassung aus grottierten Steinen jedoch fehlend; Die Terrasse mit Balustrade wurde in Anlehnung an den historischen Zustand rekonstruiert. - Wintergarten (1913, Anbau an der Südwestfront der Villa), als insgesamt dreiteiliger, langgestreckter verglaster Seitenflügel mit polygonalem Kopfbau über hohem Sockelgeschoss (Ein- bzw. Durchfahrt von der Vorfahrt der Villa zum Garten sowie Anzucht-/Pikierraum), Dachflächen des Kopfbaus in sich wiederum polygonal gebrochen, als Bekrönung Kreuzblume, Eckbetonung mit steinernen Pfeilern, diese mit Kartuschen und Masken verziert, im Inneren am Zugang von der Villa ein repräsentativer Vorraum (Wandgliederungen mit schillernden Fliesen sowie gemusterte Bodenfliesen vermutlich historischer Bestand, ursprünglich durch verglaste Türen und mittiges Bogenfenster vom Verbinder als dem Durchgang zum Kopfbau abgeschlossen), am Treppenabgang zum Verbinder zwei Geländer aus Beton in Astwerknachbildung mit integrierten Pflanzgefäßen, mittig Brunnenbecken in ähnlicher Dekoration, im Kopfbau Wasserbecken mit reicher Zementbeton-Grottierung gefasst (Rückwand mit Kaskaden, an zahlreichen Stellen eingearbeitete Vertiefungen zur Aufnahme von Pflanzgefäßen – im historischen Zustand restauriert?) - Remise bzw. Garage, südlich der Villa, erbaut 1920 als kleiner eingeschossiger Bau mit Walmdach - Gartenpavillon (Datierung unbekannt, saniert, neben der Garage) als weiß gestrichener Holzbau über Sandsteinsockel und mit Ziegeldach, dreistufige Treppe, schmaler Vorplatz mit ornamentiertem Holzgeländer und Bodenfliesen, Innenraum allseitig verglast (teils farbiges bzw. strukturiertes Glas), Eckpfosten außen mit geometrischen Ornamenten (vergoldet bzw. farbig gefasst) - Einfriedung kürzlich in Anlehnung an den historischen Zustand rekonstruiert (Sockel wenigstens teilweise auf Neubau nach 1945 zurückgehend?, Holzzaun und -tore, Torpfeiler mit Sandsteinabdeckungen, Pforte am Anton-Günther-Weg mit hölzernem Bogen) - Erschließung: - Zufahrt und Zugang zur Villa von Nordwesten (Anton-Günther-Weg), weitere Zugänge im Norden und Osten (Freiberger Straße) - Ursprüngliches Wegesystem des Gartens nur fragmentarisch erkennbar (unter anderem im Bereich des „Steingartens“), Mittelachse durch den Garten heute mit Splittdecke (nicht mit der baulichen Struktur der Villa korrespondierend – auf die Bauperiode des Landhauses zurückgehend oder jüngeren Ursprungs?) - Bodenmodellierung / Gewässer: - Gelände in östlicher Richtung abfallend - Im südwestlichen Bereich ansteigendes Gelände zum Anton-Günther-Weg deutlich profiliert (historischer Zustand?), dort als Abfangung für die Zufahrt zum Wintergarten (Einfahrt des Sockelgeschosses, eventuell ursprünglich auch Zufahrt zur Garage) Stützmauer, wahrscheinlich Ziegelmauerwerk mit Betonüberzug (Oberflächengestaltung vielleicht zum größten Teil von Instandsetzung nach 1945 stammend?), am südlichen Ende dreistufiger Aufgang mit niedrigen Wanden (Zugang zu einem früheren Sitzplatz o. ä.?) - Im südöstlichen Teil des Gartens ursprünglich Teich, heute verfüllt (Abschnitt zwar gegenüber dem übrigen Gartenareal tiefer liegend, jedoch planiert, ursprüngliche Modellierung der Uferpartien heute oberflächig nicht erkennbar) - Im nordöstlichen Bereich „Steingarten“ um erhöhtes Rundbeet mit drei nischenförmigen Sitzplätzen / Bankstandorten, Einfassungen aus Zementbeton-Grottierungen (an den Sitznischen als Stützmauern das angehügelte Gelände abfangend), bogenförmiger Weg zur heutigen Hauptachse des Gartens, nach Westen und Osten zwei weitere Wegeanschlüsse - Vegetation: - Altbaumbestand hauptsächlich südöstlich der Villa, besonders auffallend zwei Blutbuchen (Fagus sylvatica f. purpurea), außerdem Spitzahorn (Acer platanoides), Schwarzkiefer (Pinus nigra), Gemeine Fichte (Picea abies) und andere Arten, weitere Einzelexemplare von älteren Laubbäumen an anderen Stellen des Gartens - Im Bereich des „Steingartens“ markante Gruppe von älteren Nadelgehölzen (Gemeine Fichte, Stechfichte, Kiefer u. a.), dort im Unterschied zum sonst weitgehend „beräumten“ Areal des Gartens auch Strauchgruppen - Weitere Anpflanzungen sind vielleicht der Zeit nach dem Zweiten Weltkrieg zuzuordnen: reihenförmige Anpflanzung mit Lärchen an der nördlichen Grundstücksgrenze (2014 nicht mehr vorhanden), Gehölze im Bereich westlich der Villa; Andere Neupflanzungen der jüngsten Zeit stehen anscheinend in keiner Beziehung zur historischen Gestaltung des Gartens (Crataegus?-Allee im östlichen Bereich). Eine Begutachtung des Gehölzbestandes erfolgte im Rahmen der Begehung im Oktober 2014 nur flüchtig. - Ausstattung: - Brunnenbecken mit profilierter (Sandstein-?) Einfassung auf quadratischem Betonsockel vor der Terrasse, ursprünglich Betrieb einer Leuchtfontäne (heutige Auskleidung mit Fliesen modern) - Eiserner Mast einer hohen Doppelleuchte am „Steingarten“ nach 2002 entfernt - Sichtbeziehungen: Möglicherweise wurde die Anlage des Gartens auf Sichtbeziehungen zur Stadt mit der markanten St.-Marien-Kirche ausgerichtet, auch sind historische Sichtbeziehungen zur Kapelle des Friedhofs sowie zum repräsentativ gestalteten, auf Veranlassung von Gerhard Baldauf um 1910 errichteten Elektrizitätswerk an der Freiberger Straße denkbar. Deutung / Bewertung: Die Villa Baldauf mit ihrem Garten stellt ein eindrucksvolles Zeugnis bürgerlicher Wohnkultur zu Beginn des 20. Jahrhunderts dar und besitzt somit kunst- und baugeschichtlichen Zeugniswert. Auf die Eigentümer- oder Bauherrenschaft der in Marienberg bedeutenden Unternehmerfamilie Baldauf gründet sich außerdem ein hoher ortsgeschichtlicher Wert. Der Garten mit den erhaltenen Ausstattungen (Pavillon, Grottierungen / Steingarten und Altbaumbestand) lässt gestalterische Individualität erkennen, als besonders eigenartige Elemente sind der Wintergarten an der Villa und das seiner ursprünglichen Bestimmung nach für eine elektrische Beleuchtung konzipierte Fontänenbecken zu beurteilen. Für eine eingehendere gartenhistorische Ansprache dieses bemerkenswerten Ensembles sind aber noch eingehendere Quellenforschung und eine sachkundige Bestandsanalyse erforderlich. | 08956041                 |
| Weitere Bilder                          | Wohn- oder Verwaltungsgebäude eines ehemaligen Gaswerkes                                                                       | Äußere Annaberger Straße 9 (Karte)                                           | 1874                                                                           | Einer der letzten an das ehemalige Gaswerk erinnernden Bauten, von baugeschichtlichem ortsgeschichtlichem Wert Wohn- und Verwaltungsgebäude des ehemaligen Gaswerks von 1874, mit einigen bereits 1880 erfolgten Umbauten; erinnert durch seine Position auch an die geografische Lage des ehemaligen Gaswerks; zweigeschossiger Putzbau mit überstehendem Krüppelwalmdach in Schieferdeckung, Wandgliederungen (Gesimse, Gewände, Eckbetonung) durch roten Backstein, damit einer zeittypischen Technik- und Sozialbau-Ikonografie folgend. Aufschluss- und umfangreiches Aktenmaterial zur technischen Ausstattung des Gaswerks sind im Kreisarchiv vorhanden. | 08956053                 |
|                                         | Wohnhaus in Ecklage und in geschlossener Bebauung, mit Anbau                                                                   | Baderstraße 1a (Karte)                                                       | 16. Jahrhundert, später verändert                                              | Putzfassade und Mansarddach, mit Ladeneinbau, stattliches Gebäude mit zweigeschossigem Anbau, im Kern aus der Renaissance-Zeit, Teil des Marktensembles, baugeschichtlich und städtebaulich von besonderer Bedeutung. Stattliches Wohnhaus in Ecklage und in geschlossener Bebauung, mit ebenfalls zweigeschossigem, aber niedrigeren Anbau über Eck, der breit gelagerte, gedrungene Baukörper mit Putzfassade und zum Teil abgefasten Fenstergewänden, heute im für die Erbauungszeit angenommenen Rot (Gewände) und Weiß (Wand) gehalten, wird von einem Mansarddach mit Walm überfangen und stammt im Kern aus der Renaissancezeit, eine alte Bestandszeichnung zeigt einen durchgehenden Hausflur und viele Erdgeschoss-Gewölbe (1981 nicht mehr vorhanden), vor allem aber ist zur Baderstraße ein Treppenhaus mit charakteristischen schrägen Fenstern und zeitgenössischen Malereien im Inneren erhalten. Das Dachgeschoss entstand 1899 quasi als Vollgeschoss, 1923 entstand das Schaufenster für Bäckermeister Paul Graupner (1888 bereits ein Backofen für Bäckermeister Karl Hermann Flader). Das Obergeschoss für das Hintergebäude wurde 1900 aufgesetzt. | 08955926                 |
| Direkt Bild zu diesem Denkmal hochladen | Wohnhaus in Ecklage und in halboffener Bebauung                                                                                | Bergstraße 2 (Karte)                                                         | 18. Jahrhundert                                                                | Stattlicher barocker Putzbau mit Mansarddach, an bildprägender Stelle, städtebaulich und baugeschichtlich von Bedeutung. Wohnhaus in Ecklage und in halboffener Bebauung, gedrungener zweigeschossiger, massiver Putzbau mit steilem, gewalmtem Mansarddach mit stehenden Gaupen, bildprägend giebelständig zur Kirchstraße an der Kreuzung mit der Bergstraße. Das wohl im 18. Jahrhundert entstandene Gebäude weist einen leicht unregelmäßigen Grundriss und einen durchgehenden Erdgeschoss-Flur mit Gewölbe auf (dieses auch im angrenzenden ehemaligen Abstellraum zu finden). Die Esse wurde 1869 eingebaut, das Hinterhaus entstand als Schlachthaus 1889 für Fleischermeister Hermann Wohlgemuth, die Ladenfenster (später noch vergrößert) sowie eine zweite Haustür stammen von 1942 (Oscar Krumbiegel für Walter Hirse). | 08955970                 |
|                                         | Wohnhaus in halboffener Bebauung                                                                                               | Bergstraße 5 (Karte)                                                         | 1881                                                                           | Zeittypische Putzfassade, schmales, sehr tiefes Wohnhaus, Teil der marktnahen Bebauung, baugeschichtlich von Bedeutung. Wohnhaus in halboffener Bebauung, das schmale, sehr tiefe Wohnhaus mit seiner nur dreiachsigen Fassade und mit flachem Satteldach (zwei stehende Gaupen) entstand 1881 neu nach einem Großfeuer (08.04.1881). Der Vorgängerbau erstreckte sich auch auf das Gelände der heutigen Bergstraße 3, der Keller stammt zum Teil noch daher. Der zweigeschossige, verputzte Bruchsteinbau hat gerade geschlossene Fenster- und Türgewände aus Porphyr, die Fenster haben (wieder) zeittypische T-Sprossungen, das schlichte Dekor ist historistisch. Bauherr war der Schuhmacher Karl Hermann Fessel, Ausführender Eduard Schreiter. | 08955972                 |
| Weitere Bilder                          | Amtsgebäude in offener Bebauung und in Ecklage                                                                                 | Bergstraße 7 (Karte)                                                         | 1898–1901                                                                      | Stattlicher roter Ziegelsteinbau mit Treppengiebel, im Stil des Historismus, in Ecklage zur Kirchstraße straßenbildprägend, baugeschichtlich und ortsgeschichtlich von Bedeutung. Das große Amtsgebäude in offener Bebauung und in Ecklage, fertiggestellt als Dependance des Hauptzollamtes Annaberg 1901, dominiert die Kreuzung von Bergstraße und Kirchstraße. Der stattliche rote, späthistoristische Ziegelbau des Landbaumeisters Canzler (Kgl. Landbauamt Chemnitz) ist zweigeschossig auf rustikalem Sockelgeschoss (Zyklopenmauerwerk) und gegliedert durch mehrere flache Risalite, von denen zwei, jeweils zu einer Straßenseite, eindrucksvoll in Treppengiebeln enden, gliedernd wirken auch die profilierten Sandsteingewände der teils gerade verdachten, teils segmentbogigen, kleinteilig gesprossten Fenster, zur Bergstraße zeigt das aufwändige Sandsteinportal mit großer Wappenkartusche, eiserne Zuganker und farbig abgesetzte Steine dienen als Schmuck. Hohes Dach mit Schleppgaupen. 1927 und 1934 gab es leichte Veränderungen der Grundrisse und den Dachausbau für Diensträume. | 08955971                 |
| Direkt Bild zu diesem Denkmal hochladen | Wohnhaus in halboffener Bebauung                                                                                               | Bergstraße 11 (Karte)                                                        | Anfang 18. Jahrhundert                                                         | Traufständiger Barockbau in Hanglage, weitgehend unverändert, baugeschichtlich und städtebaulich von Bedeutung. Wohnhaus in halboffener Bebauung, von baugeschichtlicher und städtebaulicher Bedeutung, traufständiger Barockbau in Hanglage, weitgehend unverändert. Der zweigeschossige Putzbau mit originalem Verhältnis von Öffnung und Wand und denkmalgerechter Fenstersprossung ist geprägt durch ein breites, mittiges Bogenportal. Das leicht überstehende Satteldach ist mit einer Hechtgaupe versehen worden. Eine Bestandszeichnung von 1906 (Baumaßnahmen für den Bäckermeister Bernhardt Hahn) zeigt große Tonnengewölbe im Keller, einen leicht unregelmäßigen Grundriss sowie einen durchgehenden Flur mit Kreuzgewölben. 1854 bereits wurde eine Esse eingebaut. | 08955973                 |
|                                         | Wohnhaus in offener Bebauung                                                                                                   | Bergstraße 13 (Karte)                                                        | bezeichnet 1521                                                                | Kleiner Bau mit Sitznischenportal der Renaissance, eines der ältesten erhaltenen Gebäude in der Stadt, baugeschichtlich und ortsgeschichtlich von Bedeutung. Wohnhaus in offener Bebauung, traufständiger kleiner Massivbau mit profiliertem Sitznischenportal der Renaissance, zusammen mit dem schräg gegenüber stehenden „Lindenhäuschen“ eines der ältesten erhaltenen örtlichen Gebäude, daher von baugeschichtlicher und ortsgeschichtlicher Bedeutung. Die Giebel des zweigeschossigen Gebäudes sind verbrettert, die Öffnungen weitgehend in originaler Größe. 1902 scheint jedoch ein großer Teil der Bausubstanz erneuert worden zu sein (Eigentümer zu der Zeit Ernst Theodor Ehrig, Wirtschaftsbesitzer). Das steile Satteldach ohne Ausbauten, das zur Traufe hin noch etwas ausschweift, scheint aber ursprünglich zu sein. | 08955974                 |
| Weitere Bilder                          | Wohnhaus in offener Bebauung                                                                                                   | Bergstraße 14 (Karte)                                                        | 1617 (dendrochronologisch datiert)                                             | Eingeschossiges Gebäude mit Sitznischenportal, eines der wenigen erhaltenen Bergarbeiterhäuser der Stadt, ortshistorisch und bergbaugeschichtlich von Bedeutung. Das traufständige, eingeschossige sogenannte Lindenhäuschen, ursprünglich ein Bergarbeiterwohnhaus, befindet sich in offener Bebauung am östlichen Rande der historischen Altstadt. Es fällt auf vor allem durch sein markantes rundbogiges, profiliertes Sitznischenportal, ist eines der ältesten Gebäude vor Ort (Bauhölzer gefällt 1617) und zudem weitgehend in seinem ursprünglichen Aussehen erhalten. Das macht es zu einem der wichtigsten Einzeldenkmale von Marienberg aus baugeschichtlichen, sozialgeschichtlichen und ortsgeschichtlichen Gründen. Der kleine massive Putzbau hat ein steiles Satteldach mit breiter Hechtgaupe. Der unregelmäßige Grundriss zeigt einen durchgehenden Flur mit Kreuzgewölbe und neben dem Eingang eine große Stube, ansonsten nur winzige Räume. Der Name des Hauses rührt von zwei rahmenden Linden her, die 1775 gepflanzt wurden und erst kürzlich ersetzt werden mussten. Das rückwärtige Gebäude hat Garagenfunktion und entstand erst 1998. | 08955975                 |
| Weitere Bilder                          | Transformatorenturm | Dörfelstraße (Karte)                                                         | 1912                                                                           | Markanter Bruchsteinbau im Heimatstil, gegenüber dem Roten Turm der alten Stadtbefestigung, von städtebaulicher, baugeschichtlicher und technikgeschichtlicher Bedeutung. Transformatorenturm von 1912, Bauherr: Erzgebirgisch-Vogtländische Bahn- und Elektrizitätsgesellschaft GmbH, Bruchsteinbau über quadratischem Grundriss, Ecken gebrochen, rechteckige Fensteröffnungen mit Fensterläden, heute Pyramidenhelm (ursprünglich Glockendach), in sehr gutem Originalzustand erhalten. Der Bau ist ein technisches Denkmal und verdeutlicht wie nur wenige Objekte seiner Art, wie intensiv sich zum Teil bei Funktionsbauten zur Zeit des aufkommenden Heimatstils um die Gestaltung gekümmert wurde. In diesem Fall wird Bezug genommen auf den gegenüber liegenden Roten Turm, der Teil der historischen Stadtbefestigung ist. (Am entgegengesetzten Ende der Altstadt findet sich ein weiterer Trafoturm aus der Zeit, der wiederum auf das Zschopauer Tor optisch Bezug nimmt). | 09299713                 |
| Weitere Bilder                          | Wohnhaus in offener Bebauung                                                                                                   | Dörfelstraße 3 (Karte)                                                       | 1929                                                                           | Verbrettertes Wohngebäude der 1920er Jahre, eines der wenigen Holzhäuser des Ortes, baugeschichtlich von Bedeutung. Einfamilienhaus in serieller Holzkonstruktion, 1929 hergestellt von der Firma Höntsch & Co. (Dresden-Niedersedlitz, auch Tetschen, Mödling und Riga) für Arthur Weidemüller, sogenannte „Hohlwandbauweise“, das heißt Kantholzgerüste wurden waagerecht verschalt. Zeitgenössische Baugestalt mit tief heruntergezogenem Mansardgiebeldach und vorspringendem Erdgeschoss-Erker, authentische Holzhäuser dieser Fabrikation haben bereits Seltenheitswert und sind baugeschichtlich bedeutend als Zeugnis vor allem der 1920er Jahre, in denen ein traditioneller Baustoff Fordschem Seriendenken unterworfen wurde (den Bauakten ist ein zeitgenössischer Höntsch-Katalog beigefügt). | 08956048                 |
| Weitere Bilder                          | Villa | Dörfelstraße 5 (Karte)                                                       | 1924                                                                           | Vielgliedriger Putzbau über unregelmäßigem Grundriss, Reformarchitektur der Zeit nach 1910, baugeschichtlich von Bedeutung Villa für den Schokoladenfabrikanten Alfred Hertel, Bauleitung und Ausführung 1924 durch Emil Schönherr, vielgliedriger Putzbau über unregelmäßigem Grundriss, Reformarchitektur, baugeschichtlich von Bedeutung, zwei dreiseitig vorspringende Erker im Obergeschoss, tief heruntergezogenes Mansarddach mit Fußwalm im Giebelbereich, feine Putzornamentik ähnlich Zopfstil, zu den Seiten ebenso hohe Anbauten mit aufwändig gegliederten Fenstern bzw. Balkon, Giebel mit stilisiertem Blattornament | 08956049                 |
| Weitere Bilder                          | Beamtenwohnhaus, mit Einfriedung                                                                                               | Dörfelstraße 7 (Karte)                                                       | 1925 (Beamtenwohnhaus)                                                         | Beamtenvilla der Metallwarenfabrik Wittig & Schwabe, markanter Putzbau, Reformarchitektur mit Einflüssen des Landhausstils, trotz beeinträchtigendem Anbau 1970 von baugeschichtlicher und ortsgeschichtlicher Bedeutung mit Einfriedung; konzipiert für 16 Köpfe einschließlich Dienstpersonal; markanter Putzbau von 1925 nach Entwurf von Emil Schönherr, Reformarchitektur mit Einflüssen des Landhausstils, trotz beeinträchtigendem Anbau von baugeschichtlicher und ortsgeschichtlicher Bedeutung; winkliger Grundriss, ein Baukörper mit steilem Walmdach, der andere, als Seitenrisalit mit Lisenengliederung endend, mit Krüppelwalmdach, beide Dachformen mit Überstand im Sinne des „Englischen Hauses“; Beim Anbau des Flachbaus 1970 verschwanden ein Erker, ein Balkon und einiges konvex grundetes Mauerwerk, der Anbau machte dann zirka 40 Prozent der Gesamtfläche aus. | 09305540                 |
| Weitere Bilder                          | Scheune | Dr.-Wilhelm-Külz-Allee 9 (Karte)                                             | vermutlich 18. Jahrhundert                                                     | Große, frei stehende Scheune mit sehr hohem Mansardgiebeldach, Teil der ländlichen Bebauung am Stadtrand, wirtschaftsgeschichtlich von Bedeutung. Mächtige freistehende Scheune mit sehr hohem Mansardgiebeldach, Relikt ländlicher Bebauung (Vorwerk?) in veränderter Umgebung, wirtschaftsgeschichtlich, ortsentwicklungsgeschichtlich und baugeschichtlich von Bedeutung. Erdgeschoss verputzter Bruchstein, Giebel verbrettert, die stehenden Gaupen neueren Datums. | 08956057                 |
| Direkt Bild zu diesem Denkmal hochladen | Fabrikantenvilla, Villengarten, Grotte und Aussichtsplatz                                                                      | Fabianweg 1 (Karte)                                                          | 1911                                                                           | Vielgliedriges Gebäude mit mächtigem Dach, Reformarchitektur, benannt nach der Unternehmer-Familie Donat, ortshistorisch, gartenhistorisch und baugeschichtlich von Bedeutung Fabrikantenvilla für Paul Donat von 1911, Ausführung durch Emil Gläser; Fabrikgebäude (Trebrastraße 10) von 1907, mit Grotte und Aussichtsplatz im Garten; über hohem Sockel aus Polygonmauerwerk zweigeschossiger Putzbau mit aufwändiger Gestaltung (Giebel, Erker, geschweifte Verdachung), seitlich des Eingangs zwei Halbsäulen, im Giebel Relief mit Fruchtkorb und Banken, zweigeschossige, hölzerne, verglaste Veranda Teil des ehemaligen Gartens der Fabrikantenvilla: Staffagebau mit Kaskade, Brücke und Teich aus grottierten Steinen, Teicheinfassung aus Naturstein, Brücke aus armiertem Beton, künstlich geschaffene Anhöhe mit Baumbestand (drei Lärchen), Reste der Treppenanlage zur Anhöhe mit Grottensteinen und Stahlskelett des ehemaligen Astwerkgeländers, Reststücke des Astwerkgeländers sowie Teilstücke der Grottensteine geborgen und eingelagert Donat-Villa (Villengarten / Landhausgarten) - Gebäude: Villa um 1911 erbaut - Einfriedung / Erschließung: - moderne Drahtgeflecht-Einfriedung - Bereiche an der Villa (Flurstück 463/16) zu Pkw-Stellplätzen eingerichtet - Bodenmodellierung / Ausstattung: - Aufhöhung im südwestlichen Teil des Flurstücks 463/15, dort Grotte / Kaskade aus künstlichen Grottierungen (Zementgrottierungen über Ziegelmauerwerk) - Wasserlauf und Teich mit Bruchstein-Einfassung (bzw. Schichtmauerwerk) und Betonbrücke, weitere grottierte Steine in freier Anordnung auf dem Hügel - Vegetation: - auf dem Hügel bei der Grotte/Kaskade eine Gruppe von Lärchen - südlich der Villa eine stattliche Linde - einige Rhododendron und Eiben vermutlich aus der historischen Ausgestaltung des Gartens stammend, weitere Gehölzpflanzungen aus jüngerer Zeit (Nutzung der Villa nach 1945 als Krankenhaus) Deutung / Bewertung: Die Villa Donat mit Garten verdeutlicht Wesenszüge bürgerlicher Wohnkultur des frühen 20. Jahrhunderts (bau- und ortsgeschichtliche Bedeutung). Bemerkenswertestes Element des Gartens stellt die Grotte / Kaskade dar, die den im regionalen Umfeld mehrfach noch vorhandenen künstlichen Grotten-Architekturen nahesteht, in ihrer Ausprägung als Kaskade und der Verbindung zu Teich und Brücke aber auch einen individuellen Charakter besitzt (gartenhistorischer Wert). | 08956040                 |
|                                         | Wohnhaus in Ecklage und in geschlossener Bebauung                                                                              | Fleischerstraße 1 (Karte)                                                    | 2. Hälfte 19. Jahrhundert, Kern womöglich älter                                | Teil der Marktbebauung, städtebaulich und baugeschichtlich von Bedeutung. Wohnhaus in Ecklage und in geschlossener Bebauung, dreigeschossiger Massivbau mit flachem Mansarddach und Dachhäuschen, Erdgeschoss verändert, profilierte Fenstergewände. Die Fassade des wohl in der 2. Hälfte des 19. Jahrhunderts entstandenen Gebäudes in einem reduzierten Historismus, 1949 Einbau einer HO-Gaststätte und Reduktion einiger Gaupenbekrönungen (durch Oscar Krumbiegel), der Denkmalwert resultiert in erster Linie aus der Tatsache, dass das Haus Teil der Marktbebauung und als Strukturbestandteil der historischen Altstadt Marienbergs städtebaulich von Bedeutung ist. | 08955923                 |
| Direkt Bild zu diesem Denkmal hochladen | Ehemaliges Hotelgebäude (zwei Gebäudeteile) in Ecklage und in geschlossener Bebauung                                           | Fleischerstraße 2 (Karte)                                                    | 1868                                                                           | Städtebaulich dominanter Putzbau im Stil des Historismus, Teil des Marktensembles, von städtebaulichem und baugeschichtlichem Wert. Das vergleichsweise aufwändig dekorierte Haus entstand 1868 in Ecklage und geschlossener Bebauung als Hotel zum Goldenen Kreuz (traditioneller Gasthofname in Marienberg), Bauherr und Ausführender war Heinrich August Schulze. Bald darauf diente das Gebäude der Amtshauptmannschaft. Dreigeschossiger Putzbau mit Walmdach, die rustikale Dekoration des Erdgeschosses im Rundbogenstil setzt sich in den Obergeschossen durch genutete Putzlisenen fort, der Mittelteil der Hauptfassade zum Markt wird durch zusätzliche Pilaster betont, die Fassaden umziehen kräftige verkröpfte Gesimse. Das 2. Obergeschoss ist allerdings erst 1968 entstanden, wodurch Dachhäuser und Balustraden verschwanden. Dennoch ist der städtebaulich dominante Bau Teil des Marktensembles und auch von baugeschichtlichem und ortsgeschichtlichem Wert. | 08955924                 |
| Direkt Bild zu diesem Denkmal hochladen | Wohnhaus in geschlossener Bebauung und in Ecklage                                                                              | Fleischerstraße 3 (Karte)                                                    | 19. Jahrhundert                                                                | Mit Eckladen, breitgelagerter Baukörper, Putzfassade, städtebaulich und baugeschichtlich von Bedeutung. Wohnhaus in geschlossener Bebauung und in Ecklage, zweigeschossiger massiver Putzbau mit abgeschrägter Ecke, dort Ladeneingang, weiterer Hauseingang. Breitgelagerter Baukörper von 7:5 Achsen, Walmdach mit acht stehenden kleinen Gaupen. Ein großes Tonnengewölbe im Keller zeugt wohl von älterer Bausubstanz, jedoch verdankt sich das heutige Aussehen des Gebäudes Umbauten von 1875 und vor allem von 1900 (Ausführung: Emil Gläser), als die Fassade späthistoristisch dekoriert wurde (gerade Fensterverdachungen, im Erdgeschoss mit Schlusssteinen, Gurtgesims). Die Fenster wurden 1929 im Zuge eines Umbaus zur Arztpraxis (für Dr. med. Hans Schulze, Bauleiter Paul Weidemann) vergrößert. | 08955980                 |
| Direkt Bild zu diesem Denkmal hochladen | Wohnhaus in geschlossener Bebauung                                                                                             | Fleischerstraße 7 (Karte)                                                    | bezeichnet 1804                                                                | Stattliches Gebäude mit spätbarocker Kubatur, mit Korbbogenportal, städtebaulich und baugeschichtlich von Bedeutung. Wohnhaus in halb geschlossener Bebauung, heute dreigeschossiger Massivbau mit Natursteingewänden und Korbbogenportal (Schlussstein bezeichnet ...339 G 1804), steiles Satteldach. Eine Bestandszeichnung von 1902 zeigt leicht unregelmäßigen Grundriss, durchgehenden Flur, mehrere Räume mit Kreuzgewölbe und Kellertonnen, weshalb ein älteres Entstehungsdatum als die auf dem Schlussstein markierte Jahreszahl anzunehmen ist. Das zweite Obergeschoss mit gestaffelter Wandvorlage kam erst 1924 dazu, zusammen mit Dachausbauten. | 08955977                 |
| Direkt Bild zu diesem Denkmal hochladen | Wohnhaus in offener Bebauung, mit Garten (Gartendenkmal)                                                                       | Fliederweg 1 (Karte)                                                         | 1928                                                                           | Auf kleiner Anhöhe gelegener Putzbau mit rundem Eckerker, baugeschichtlich von Bedeutung. Villenartiges Wohnhaus mit Garten (Gartendenkmal), auf kleiner Anhöhe gelegener zweigeschossiger Putzbau von 1928 (Prokurist Otto Schneider, Bauleitung Emil Schönherr) mit rundem Eckerker und schiefergedecktem Walmdach, die dunkelrote Wandfarbe denkmalgerecht. Vor allem eine der Straße zugewandte Dreifenstergruppe zeigt den zeitgenössischen expressionistischen Einfluss. | 08956052                 |
|                                         | Gedenkstein | Freiberger Straße (Karte)                                                    | 1913                                                                           | Grob behauene Sandsteinstele (Felsform) zur Erinnerung an die Völkerschlacht bei Leipzig 1813, Aufschrift „1813–1913“, ortsgeschichtlich von Bedeutung. Gedenkstein mit Baumpaar aus Winter-Linden (Tilia cordata), grob behauene Sandsteinstele (Felsform) zur Erinnerung an die Völkerschlacht bei Leipzig 1813, Aufschrift „1813–1913“. | 08955988                 |
| Weitere Bilder                          | Meilenstein | Freiberger Straße (Karte)                                                    | ab 1858 (Meilenstein)                                                          | Zum Kilometerstein umgearbeitet, verkehrsgeschichtlich von Bedeutung. Aus Sandstein, an der Vorderseite verwitterte Krone. | 08956045                 |
| Direkt Bild zu diesem Denkmal hochladen | Friedhofskapelle, Friedhofsmauer, 18 Grabmale und vier Soldatengräber                                                          | Freiberger Straße (Karte)                                                    | 1893                                                                           | Ortshistorische Bedeutung. Einzeldenkmale der Sachgesamtheit Friedhof Marienberg: (siehe auch Sachgesamtheitsliste – Obj. 09301359) Geschichte: 1533 wurde vor dem Freiberger Tor neben dem Hospital ein neuer Friedhof angelegt. Gleichzeitig wurde die Hospitalkirche gebaut, die mehrfach umgebaut und 1892 durch Brand zerstört wurde. 1893 Neubau nach Plänen von Th. Quentin. Friedhofsmauer: Bis 1832 wurde die alte Friedhofsmauer mit den Schwibbögen repariert, 1835 wurde dann eine neue Mauer errichtet, die heute noch größtenteils erhalten ist. Parentationshalle mit Kapelle: langgestreckter Bruchsteinbau mit Sandsteingliederungen, über dem Eingangsportal Rosette mit maßwerkartiger Gliederung, im Mittelbau befindet sich die Friedhofskapelle. Friedhofsbepflanzung: Am Weg zur alten Hospitalkirche befand sich ursprünglich eine Allee, möglicherweise Lindenbäume. In Abteilung P und an der Nordmauer in der nordwestlichen Ecke des Friedhofsteils des 16. Jahrhunderts befinden sich zwei markante Linden. Die heutigen Weiß- und Rotdornalleen sind auf die 1920er/1930er Jahre vermutlich zurückzuführen. - Grabmale, Soldatengräber: - 1. Grabmal ohne Bezeichnung: um 1750, Hilbersdorfer Porphyrtuff, gelb-rötlich, 1,71 m × 0,83 m × 0,25 m, Grabmal mit niedrigem Sockelbereich und hoher, sich nach oben verjüngender stelenartiger Platte. Das Grabmal wird durch Sockelprofil, Sockel- und Hauptgesims horizontal gegliedert. Auf dem Sockelgesims befindet sich links und rechts je ein Engel, der die große, von floralen Ornamenten umgebene Schriftkartusche hält. Im Sockelbereich befindet sich ebenfalls eine von floralen Ornamenten gesäumte Schriftkartusche. Standort: Südwestmauer/Friedhofserweiterungsteil von 1893. - 2. Grabmal ohne Bezeichnung: um 1750, Hilbersdorfer Porphyrtuff, gelb-rötlich, 1,55 m × 0,84 m × 0,19 m, Grabmal mit niedrigem Sockelbereich und hoher Platte. Das Grabmal wird durch Sockelprofil, Sockelgesims und einen vorhangartigen oberen Abschluss mit zwei Engelsköpfen horizontal gegliedert. Links und rechts auf dem Sockelprofil steht je eine allegorische Figur. Im Sockelbereich sowie der großen Platte befindet sich je eine Schriftkartusche, die von Rocaillen und floralen Ornamenten gerahmt wird. Standort: Südwestmauer/Friedhofserweiterungsteil von 1893. - 3. Grabmal ohne Bezeichnung: um 1750, Sandstein (mittel körnig), 1,78 m × 0,85 m × 0,19 m, Das hohe Grabmal ruht auf einem niedrigen Sockel. Der mittlere Bereich wird von einer Schriftkartusche und einer Schrifttafel dominiert. Oberhalb des mittleren Bereiches ist links und rechts je ein Putto angeordnet. Der linke Putto hält in seiner Hand eine Sense, der rechte hält ein Tier auf seinem Schoß. Den oberen Abschluss bildet ein von Wolken gerahmtes Himmelsloch. Im Wolkengebilde ist rechts ein Engelsköpfchen angeordnet (Kopf fehlt). Standort: Südwestmauer/Friedhofserweiterungsteil von 1893. - 4. Grabmal ohne Bezeichnung: um 1750, Hilbersdorfer Porphyrtuff, gelb-rötlich, 1,55 m × 0,93 m × 0,21 m, Grabmal mit niedrigem Sockelbereich und hoher Platte. Das Grabmal wird durch zwei Schriftkartuschen, die von Rocaillen und floralen Ornamenten gerahmt werden, gegliedert. Links und rechts des Sockels steht je eine allegorische Figur. Standort: Südwestmauer/Friedhofserweiterungsteil von 1893. - 5. Grabmal ohne Bezeichnung: vermutlich um 1750, Hilbersdorfer Porphyrtuff, gelb-rötlich, Einzelfigur, 0,91 m × 0,34 m × 0,24 m, Unterlebensgroße Figur, die sich mit dem rechten Arm auf eine Säule stütz. Der linke Arm ist vor dem Körper angewinkelt. In der linken Hand hält die Figur einen Gegenstand. Der Kopf ist nach rechts geneigt. Das Gewand der Figur reicht bis zum Boden. Auf der Rückseite ist die Figur nur grob behauen. Vermutlich gehört die Figur zu einem größeren Grabmal, dass vor einer Wand aufgestellt war. Standort: Südwestmauer/Friedhofserweiterungsteil von 1893. - 6. Grabmal ohne Bezeichnung: um 1730, Hilbersdorfer Porphyrtuff, gelb-rötlich, 1,60 m × 1,14 m × 0,17 m, Zweiteiliges Grabmal mit einem niedrigen Sockelstück und einer hohen Platte. Das Sockelstück wird horizontal gegliedert durch ein Fußprofil und zwei Gesimse. Das mittlere, geschwungene Gesims wird durch ein Blumenornament unterbrochen. Links und rechts auf dem auskragenden Gesims steht je eine allegorische Figur. Zwischen den beiden Gesimsen ist eine Inschrift angeordnet. Den mittleren Bereich der Platte bildet eine große, von floralen Ornamenten und Voluten gerahmte Schriftkartusche. Oberhalb der Schriftkartusche befindet sich auf zwei konsolartig nach außen gerichteten Giebelsegmenten je ein Engelskopf. Zwischen den beiden Engelköpfen ist der Gekreuzigte angeordnet. Den oberen Abschluss des Grabmales bildet eine Krone. Standort:Südwestmauer/Friedhofserweiterungsteil von 1893. - 7. Grabmal ohne Bezeichnung: 1863 oder danach, Sandstein (vermutl. Elbsandstein, Cottaer Varie.), 1,50 m × 0,68× m × 0,30 m, Grabmal mit einem postamentartigen Unterbau, auf dem eine Halbsäule mit Basis und profilierter Abschlussplatte steht. Ein alter Eisendübel auf der Oberseite der profilierten Abschlussplatte weist darauf hin, dass vermutlich ein Kreuz oder ähnliches das Grabmal bekrönt hat. Auf der Halbsäule ist ein Schriftzug eingearbeitet. Standort: Südwestmauer/Friedhofserweiterungsteil von 1893. - 8. Grabmal ohne Bezeichnung: 1684 oder danach (Sterbedatum), Hilbersdorfer Porphyrtuff, gelb-rötlich,1,52 m × 1,41 m × 0,27 m, Zweiteiliges Grabmal mit flachem Sockelbereich und eingezogenem Halbkreisbogenprofil als oberen Abschluss. Links und rechts auf dem gerade auslaufendem Profil ist je ein Putto angeordnet. Der rechte Putto hält ein Stundenglas, der linke einen Totenschädel in der Hand. Im zentralen Bereich der beiden Platten des Grabmales befinden sich zwei axialsymmetrische Schriftkartuschen, die links und rechts außen von je einem Bergmann gehalten und gestützt werden. Im unteren Bereich, zwischen den beiden Kartuschen, sind zwei Dübellöcher zu verzeichnen. Vermutlich war hier eine weitere Schriftplatte oder ähnliches befestigt. Im Rahmen der Bergungsarbeiten wurde eine einzelne, ovale Schriftplatte aus Marmor geborgen, die nach ihren Abmaßen in den Zwischenraum gehören könnte. Diese Annahme muss noch geprüft werden. Standort: Südwestseite der Friedhofskapelle. - 9. Erbbegräbnis Familie Donat: um 1730, Sandstein (Elbsandstein, Cottaer Varietät), aufrecht stehende weibliche Figur mit aufgeklapptem Buch, 1,74 m × 0,70 m × 0,44 m, neben Plastik Stein mit Inschrift für Frau Wilhelmine verwitwete Donat, 1796–1878, Beschreibung Skulptur: Lebensgroße weibliche Figur in ausdrucksvoller Haltung. Das Kopftuch schwingt, in einem bewegten Gewandfaltenwurf über die linke Schulter, wodurch in der Vorderansicht der nach vorn geneigte Kopf im Profil zu sehen ist. Der Oberkörper der Figur ist ebenfalls nach vorn geneigt. Das Gewand staucht sich über dem eng geschnallten Gürtel. In der linken Hand hält die Figur ein geöffnetes Buch, in dessen Seiten eine Inschrift eingearbeitet ist. Der rechte Arm, der ab dem Ellenbogengelenk fragmentarisch erhalten ist, befand sich vermutlich vor dem Körper in Höhe des rechten Oberschenkels. Der linke Fuß ist nach außen gedreht. Die Figur steht auf einer schmalen Plinthe. Die Rückseite der Skulptur ist nur wenig ausgearbeitet. Urnengrabmal des Karl Heinrich Donat: 1893 oder danach (Sterbedatum), Zöblitzer Serpentinit, 1,63 m × 0,32 m, Amphorenartige Urne auf einer toskanischen Säule. Inschriften sind sowohl in den Säulenschaft als auch in den Gefäßkörper eingearbeitet. Der Deckel des Gefäßes ist durch eine Schraubverbindung gesichert. Weiterhin Grabplatte für Hermann Gotthelf Donat (1792–1868) Standort: Erbbegräbnis Nummer 64 nahe Grabfeld O. - - 10. Erbbegräbnis Familie Wernecke-Pohlhaus, vermutlich Sandstein, um 1900, Relieftafel mit Landschaft, Wald, Bergen, untergehender Sonne und Wanderer (symbolische Darstellung des Lebensweges), Standort: Wandstelle 78. - 11. Erbbegräbnis Familie Baldauf (ehem. Knopffabrikant), ca. 1920/1930, Wandstelle mit Einfassung, Granit und Eisen, Schriftplatte geschliffener Granit, Fläche ca. 8 m × 4,5 m, in Gruft drei Särge, Standort: Wandstelle 77. - 12. Grabmal für Herrn Johann Ehrenfried Wagner, Magister und Pfarrer zu Marienberg, Stifter des örtlichen Waisenhauses, 1724 bis 1802, einfache Steintafel mit Inschrift sowie Einfassung, Standort: Wandstelle 72. - 13. Grabmal Fanny Margarethe Ilse Voigt, 1894 – 1911, Sandstein, Relief mit segnendem Christus und toter, Marmor, Inschrift: „Zum Andenken unseres heiß geliebten Kindes Fanny Margarethe Ilse Voigt...“, Weiterhin Grabmal für Erich Voigt, Sächsischer Forstmeister, 1913, Inschrift nicht vollständig lesbar, Findling und Galvanoplastik, „Unser teuerster bester Gatte und Vater Erich Voigt, Saechs. Forstmeister“, andere Daten schwer lesbar, laut Melderegister 2. Juni 1863 in Leipzig geboren, 10. August 1921 in Dresden verstorben. Wohnte seit 1909 im Markt 3 (482), kam von Gottleuba; Plastik von Stephan Sinding 1913. (Stephan Abel Sinding, * 1846 Trondheim, † 1922 Paris, mit Stationen in Kristiana, Berlin, Paris, Rom, Kopenhagen, Paris), Standort beider Grabmale: Wandstelle 71. - 14., 15. und 16. Soldatengräber: Soldatengrab für italienische Soldaten, um 1945, Sandstein, einfacher Stein mit Inschrift: „Qui riposano/ militari italiani/ hier ruhen/ italienische Soldaten“, Grabmal für Unteroffizier Rudolf Spieler, 1914 – 1938, Granit, Baumstumpf mit Propeller und Stahlhelm sowie Lorbeerlaub, Inschrifttafel mit Inschrift „Unteroffz./Rudolf/Spieler/1914/1938“, Soldatengrab mit Inschrift: „Den Verstorbenen/ und Gefallenen/ des 2. Weltkrieges/ zum Gedenken...“, Gedenkstein für den Obergefreiten Anton Eckhardt, den Soldaten Richter und den Obergefreiten Wilhelm Ringer, beerdigt 23. April 1945 (die Begrabenen wurden laut mündlicher Information wegen Desertation erschossen), Standort der Soldatengräber: Wandstelle 145 bzw. neben. - 17. Erbbegräbnis Familie Rechenberger: 1. Hälfte 18. Jahrhundert, aufrechter Grabstein verziert mit symbolischer Darstellung von Gott Vater, Standort: Erbbegräbnis Nummer 64 nahe Grabfeld O. - 18. Erbbegräbnis für Bürgermeister Dr. jur. Walther Heinze, 1883 – 1927, Klaus und Johanne Heinze, schlichter Stein mit Blumenbukett, Standort: Erbbegräbnis 82 neben Grabfeld W. - 19. Erbbegräbnis Familie Böttcher: Mitte 1920er Jahre, aufgeschichtete Natursteine (Felsen) mit Kreuz, davor lebensgroße Galvanoplastik des Johannes des Täufers mit Kreuzstab in Händen, Inschrifttafeln mit Familiennamen und Geburtsdaten, Standort: Erbbegräbnis 48. - 20: Soldatenfriedhof Zweiter Weltkrieg: neu gestaltete Anlage, Standort: Rand von Grabfeld S. - 21. Urnengrab, Schrift kaum lesbar: kannelierter Säulenstumpf mit Urne, teilweise Marmor, vermutl. Ende 18. Jh., Stadtarchiv: Laut Kirchenbuch (Totenbuch) von 1780, Nummer 48 wurde Johann Cornelius Donner, Churfürstlich Sächsischer bestallter Postmeister und Raths-Cämmerer alhier am 20. July 1780 beerdigt, (Nach Roitzsch Band VII Bl. 15, Angaben auch in „Gelehrtengeschichte...“ von Schmidt. Roitzsch weist in Stadtchronik auf Marmorsäule südwestl. der Friedhofskapelle hin.), Standort: Grabfeld T neben Grab 49. - 22. Erbbegräbnis Bürgermeister Gustav Alexander Karl, Ritter des Albrechtsordens 1. Klasse, 1856 – 1915, aufrecht stehender Stein, geschliffene Granitplatte mit Inschrift, Blumenbank, Einfriedung, Standort: Erbbegräbnis 20 bei Grabfeld F. | 08956043                 |
|                                         | Meilenstein | Freiberger Straße (Karte)                                                    | um 1860 (Meilenstein)                                                          | Versetzter und zum Kilometerstein umgearbeiteter Stationsstein, verkehrsgeschichtlich und ortshistorisch von Bedeutung. Meilenstein (Stationsstein), nach 1858, 1900 zum Kilometerstein umgearbeitet, Sandsteinstele mit rundem Abschluss, Relief Krone, darunter Orts- und Kilometerangaben. Verkehrsgeschichtlich und ortshistorisch von Bedeutung. Umsetzung 2002 vom originalen Standort diagonal gegenüber an der anderen Straßenecke Trebra-/Freiberger Straße. Inschriften: Vorderseite „Richtungspfeil nach links / Zöblitz 6,2 km / Ansprung 8,4 km / Olbernhau 14,9 km / Pockau 10,8 km / Richtungspfeil nach rechts/ Wolkenstein 7,6 km Annaberg 10,9 km“, Rückseite „Marienberg / 1900“, ein ehemals wohl königliches Wappen, Krone wahrscheinlich erneuert. | 08956042                 |
| Direkt Bild zu diesem Denkmal hochladen | Sachgesamtheit Friedhofsmauer, Friedhofskapelle, 18 Grabmale und vier Soldatengräber                                           | Freiberger Straße (Karte)                                                    | 1533–1537                                                                      | Sachgesamtheit Friedhof Marienberg, mit den Einzeldenkmalen: (siehe Einzeldenkmalliste – Obj. 08956043) sowie gärtnerische Friedhofsgestaltung (Gartendenkmal) im westlichen Bereich. Beschreibung siehe oben. | 09301359                 |
| Weitere Bilder                          | Pfarrhaus in geschlossener Bebauung und in Ecklage                                                                             | Freiberger Straße 2 (Karte)                                                  | 1899                                                                           | Repräsentative Putzfassade, stattlicher Neurenaissancebau zur Herzog-Heinrich-Straße und zum Markt, baugeschichtlich, ortshistorisch und städtebaulich von Bedeutung. Pfarrhaus in geschlossener Bebauung und in Ecklage, wahrscheinlich 1899, repräsentative Putzfassade, stattlicher Neurenaissancebau zur Herzog-Heinrich-Straße und zum Markt, über hohem Sockel zweigeschossiger Bau mit abgeschrägter Ecke und kräftiger Ornamentik, Erdgeschoss Rundbogenöffnungen und Putzrustika, späthistoristische Ornamentik (zum Beispiel Fensterverdachungen, Lisenen, Gurtgesimse), flaches gewalmtes Dach mit neun stehenden Gaupen, vorbildliche Sanierung. | 08956011                 |
| Weitere Bilder                          | Ehemaliges Bergamt, jetzt Wohnhaus in geschlossener Bebauung, mit Gedenktafel für Oberberghauptmann von Trebra                 | Freiberger Straße 4 (Karte)                                                  | 1771                                                                           | Stattliches breitgelagertes Gebäude, Putzbau mit Mansarddach und Segmentbogenportal, Teil der marktnahen Bebauung, baugeschichtlich, ortsgeschichtlich und städtebaulich von Bedeutung. Ehemaliges Bergamt in geschlossener Bebauung, erbaut 1771 nach Entwurf von Samuel Locke, Baudirektor in Dresden. Stattlicher traufständiger zweigeschossiger Massivbau mit Giebelmansarddach (mit Ausbauten), zentrales Segmentbogenportal mit Schlussstein, darin sächsisches Wappen, im Erdgeschoss Gedenktafel für den königlichen Oberberghauptmann Friedrich Wilhelm Heinrich von Trebra. Die Zeichnung Lockes zeigt ein Erdgeschoss mit Putznutung, das Obergeschoss – entgegen der jetzigen Situation – mit Fachwerk. 1900 siebenachsige Hechtgaupe für das Forstrentamt als Eingriff ins Mansarddach. | 08956010                 |
| Weitere Bilder                          | Königliches Postamt | Freiberger Straße 6 (Karte)                                                  | 18. Jahrhundert                                                                | Stattlicher Barockbau, Putzfassade, Mansarddach, bemerkenswerter Keller, Teil der marktnahen Bebauung, baugeschichtlich und städtebaulich von Bedeutung. Wohnhaus in geschlossener Bebauung, Kern 18. Jahrhundert oder älter, zweigeschossiger Massivbau mit Putzfassade, Mansarddach mit sechs stehenden Gaupen, Obergeschoss mit abgefasten Natursteingewänden, Erdgeschoss mit Segmentbogenportal sowie durchgehendem Flur mit Gewölben, bemerkenswerter Keller. 1867 Einbau einer Esse. 1900 gab es Fassadenänderungen (für Laura Burckhardt, Ausführender Karl Gross, Rittersberg) durch den Ladeneinbau mit rundbogigem Fenster rechts und durch die Neueinrichtung der zwei Öffnungen darüber. Das Mansarddach wurde für ein zweites Obergeschoss gekürzt, was 1987 anscheinend rückgängig gemacht wurde. Schön abgefaste Fenstergewände im Obergeschoss. | 08956009                 |
| Direkt Bild zu diesem Denkmal hochladen | Wohnhaus in halboffener Bebauung und in Ecklage                                                                                | Freiberger Straße 8 (Karte)                                                  | 18. Jahrhundert                                                                | Stattlicher Barockbau, mit Segmentbogenportal, baugeschichtlich und städtebaulich von Bedeutung. Wohnhaus in halboffener Bebauung und in Ecklage, mit sieben Achsen traufständig zur Freiberger Straße, stattlicher zweigeschossiger massiver Barockbau mit eingezogenem korbbogigen Portal, Krüppelwalmdach mit Dachhäuschen und Schieferdeckung, Grundriss leicht unregelmäßig, durchgehender Flur, viele Kreuzgewölbe. 1889 Einbau einer Schlachterei für O. Seifert, 1928 Ladenvergrößerung mit Einbau von Schaufenstern (für Fleischermeister Kurt Gessner, Ausführung Emil Gläser), auch 1985 Grundrissänderungen. | 08956008                 |
| Direkt Bild zu diesem Denkmal hochladen | Wohnhaus in Ecklage und in geschlossener Bebauung                                                                              | Freiberger Straße 10 (Karte)                                                 | 1759                                                                           | Umfangreicher, stattlicher Barockbau, Putzbau mit Mansarddach, straßenbildprägend, baugeschichtlich von Bedeutung. Wohnhaus in Ecklage und in geschlossener Bebauung, umfangreicher, stattlicher Barockbau, breitgelagerter zweigeschossiger massiver Putzbau von neun mal sechs Achsen mit hohem Mansarddach und zahlreichen Dachhäuschen, 1759 durch den Dresdner Baudirektor Samuel Locke für den Stadtrat Christoph Gottlob Caspers anstelle eines Vorgängerbaues entstanden. Das wohl als Ackerbürgerhaus errichtete Gebäude erhielt bereits 1891 die ersten Ladenfenster (Besitzer: Schreiber) und ist seither weiter im Erdgeschoss verändert worden, Steingewände im Ladenbereich mit Kanneluren. Das straßenbildprägende Haus ist schon wegen seiner Ausmaße eines der beeindruckendsten Gebäude Marienbergs und von baugeschichtlicher sowie städtebaulicher Bedeutung. | 08955982                 |
| Direkt Bild zu diesem Denkmal hochladen | Wohnhaus in geschlossener Bebauung                                                                                             | Freiberger Straße 16 (Karte)                                                 | 1912, Teile des Erdgeschosses älter                                            | Putzfassade mit betonter Mitte, mit Laden, Reformarchitektur, bildprägend und baugeschichtlich von Bedeutung Wohnhaus in geschlossener Bebauung, zweigeschossiger Massivbau, Putzfassade in Reformarchitektur, mit betonter Mitte (dort Eingang mit rustiziertem Gewände und schönem Türblatt) und mit Laden, der Mittelteil vorspringend mit abgerundeten Ecken und angedeuteter Kolossalordnung, Giebeldreieck schneidet das Mansarddach des traufständigen Gebäudes; Es entstand wesentlich 1912 für den Restaurateur Emil Kaden, Ausführung Emil Gläser, dabei war die Rede von Wiederaufbau. Dass der Kern des Bauwerks älter ist, zeigt der unregelmäßige Grundriss des Erdgeschosses, wo auch ein durchgehender Flur mit Kreuzgewölben erkennbar ist. | 08955983                 |
| Direkt Bild zu diesem Denkmal hochladen | Wohnhaus in geschlossener Bebauung                                                                                             | Freiberger Straße 18 (Karte)                                                 | 18. Jahrhundert                                                                | Zeittypischer Putzbau, bildprägend und baugeschichtlich von Bedeutung. Wohnhaus in geschlossener Bebauung, traufständiger zweigeschossiger Massivbau mit Putzfassade (Putz neu), Satteldach mit neuen, etwas überproportionierten Dachhäusern, intakt erscheinendes Verhältnis von Öffnungen und Wand, der unregelmäßige Grundriss mit durchgehendem Flur und Gewölben legt eine Entstehungszeit des Hauses im 18. Jahrhundert nahe, Teile könnten aber noch älter sein. 1865 gab es bauliche Veränderungen im Erdgeschoss (Bauherr Carl Wilhelm Hillig), 1903 erstmals Dachgaupen (Gottlob Schönherr, Ausführung Emil Gläser), die Haustür stammt von 1985. | 08955984                 |
| Direkt Bild zu diesem Denkmal hochladen | Kontorhaus und Produktionsgebäude einer ehemaligen Knopffabrik                                                                 | Freiberger Straße 20 (Karte)                                                 | 1910–1918                                                                      | Kontorgebäude (bezeichnet 1894): historisierende Klinkerfassade mit Eckerker, Produktionsgebäude (1910–18): sachlicher Skelettbau, baugeschichtliche und ortsgeschichtliche Bedeutung, bildprägendes Ensemble. Kontorhaus und Produktionsgebäude der ehemaligen Knopffabrik Baldauf nehmen eine Quartierseite an der Grünanlage in Anspruch. - Kontorgebäude zur Freiberger Straße (bezeichnet 1894): Über hohem Sockelgeschoss zwei Geschosse mit orangem Backstein, darüber Mezzaningeschoss, alle Gliederungen, Gesimse, Fenstergewände in Sandstein, Erker mit geschweifter Verdachung an der abgeschrägten Ecke. Historisierende Klinkerfassade mit Eckerker, der ursprüngliche eklektizistische Türmchenstil inzwischen vereinfacht (es gab wohl Vorgängerbau, ein Dokument von 1881 erwähnt Max L. Theyson, Chemnitz). - Produktionsgebäude: Dreigeschossig plus Dachgeschoss, segmentbogig abgeschlossene Mittelrisalite, 1910–12 sachlicher Skelettbau von 19:12 Achsen (Oscar Geyer, Zwickau), profiliertes Kranzgesims, durch Lisenen werden je zwei Achsen optisch zusammengefasst. 1918 drittes Obergeschoss und Vereinheitlichung der Fassade. - (Kessel- und Maschinenhaus von 1905 nicht mehr vorhanden). | 08955985                 |
| Weitere Bilder                          | Katholisch-Apostolische Kapelle                                                                                                | Goethering 3 (Karte)                                                         | 1894                                                                           | Historistische Kapelle im Rundbogenstil, kirchengeschichtliche, ortshistorische und baugeschichtliche Bedeutung Katholisch-Apostolische Kapelle, Ausführung 1894 durch Oscar Krumbiegel, Saalkirche, mit Lisenengliederung und Rundbogenfries, farbenreiche zeitgenössische Innendekoration (Triumphbogenmotiv mit Aufschrift „Ehre sei Gott in der Höhe“ zur Apsis), diese wiederum mit „mittelalterlicher“ Illusions-Architekturmalerei, Wände und Decken mit floralen Motiven bemalt, hölzerne Orgelempore; Das Gebäude ist bauliches Zeugnis der katholisch-romantischen Bewegung des 19. Jahrhunderts und hat daher neben der baugeschichtlichen auch religions- und sozialgeschichtliche Bedeutung. | 08956046                 |
| Weitere Bilder                          | Ehemaliges Waisenhaus | Goethering 5 (Karte)                                                         | 1881                                                                           | Monumentaler Bau über unregelmäßigem Grundriss, von ortshistorischer Bedeutung Ehemaliges Waisenhaus, errichtet 1881 durch August Findeisen, repräsentative unregelmäßige Dreiflügelanlage auf erhöhter Position über dem Tal des Schlettenbachs und an der südöstlichen Stadtbefestigung; Bauherr war der Dresdner Kaufmann Wolf Wagner, ein Urenkel Johann Ehrenfried Wagners, des Gründers des Marienberger Waisenhauses im Jahr 1771, das uf dem Grundstück Freiberger Straße 11 stand und durch dieses Bauwerk ersetzt werden sollte. Der Neorenaissancebau in zeitgenössisch geläufiger Formensprache für Bildungseinrichtungen erscheint für die Zwecksetzung „Waisenhaus“ zu aufwändig und überforderte den Bauherrn auch finanziell. Während der Bauzeit musste ein Aufsichtsrat, bestehend aus Superintendent und Bürgermeister, eingesetzt werden. Der zweigeschossige massive Altbau wird an den Hauptschauseiten durch Mittel- und Eckrisalit gegliedert, der Haupteingang durch ein weit ausladendes Rustikaportal betont. Sorgfältig bearbeitete Fenstergewände, Spiegel, Eckquader und anderes aus Sandstein zeugen vom repräsentativen Gestaltungswillen des Bauherrn. Bei einer Instandsetzung des Gebäudes im Jahr 1968 wurden der ursprüngliche Putz mit Quaderimitation durch einen Kratzputz ersetzt, der Dachreiter abgebrochen, die Dachkonstruktion verändert und hofseitig Sandsteinteile abgeschlagen. Dadurch gingen wesentliche architektonische Gestaltungselemente verloren. Auch ist heute, nach der Zerstörung der ursprünglichen Dachkonstruktion nach Brand 1971, den zwei Geschossen des Altbaus ein modernes Mezzaningeschoss aufgesetzt. Das Walmdach ist mit Schleppgauben besetzt. Trotz dieser Veränderungen ist der Dokumentationswert der Anlage noch hoch und die stadt- und sozialgeschichtliche sowie die architekturgeschichtliche Bedeutung gegeben. | 08956015                 |
|                                         | Ehemaliges Gasthaus in geschlossener Bebauung und in Ecklage                                                                   | Herzog-Heinrich-Straße 3 (Karte)                                             | Kern 18. Jahrhundert, womöglich älter                                          | Mit drei erhaltenen Renaissancefenstern im Erdgeschoss, stattlicher, palazzoartiger Putzbau, Teil der marktnahen Bebauung, städtebaulich, ortshistorisch und baugeschichtlich von Bedeutung. Ehemaliges Gasthaus in geschlossener Bebauung und in Ecklage, zweigeschossiger massiver Putzbau mit Mezzaningeschoss, mit drei erhaltenen Renaissancefenstern im Erdgeschoss, der heutige palazzoartige Bau geht auf einen weitgehenden Neubau von Obergeschoss (acht mal sechs Achsen) und Dach zurück und wurde vom Restaurateur (Gastwirt) Albert Oschütz 1867 in Auftrag gegeben. Dabei entstand eine Bestandszeichnung, auf dem der wesentlich ältere Grundriss des Erdgeschosses erkennbar ist. Das Rundbogenportal bezeichnet „WB 1886“ mit Pilastereinfassung, im Obergeschoss wenig aufgelegter, vegetabiler Schmuck. | 08956012                 |
| Weitere Bilder                          | Marienkirche | Herzog-Heinrich-Straße 5 (Karte)                                             | 1558–1564                                                                      | Kirche (mit Ausstattung); mächtige dreischiffige Hallenkirche mit Südturm, eine der späten großen Hallenkirchen Obersachsens, Inneres nach einem Stadtbrand im 17. Jahrhundert im Stil der Renaissance umgestaltet, baugeschichtlich, kunstgeschichtlich, ortsgeschichtlich und ortsbildprägend von Bedeutung. Der Bau wurde unter Leitung von Wolf Blechschmidt aus Pirna begonnen und 1560–64 von Christoph Kölbel aus Plauen beendet, 1610 bis auf die Außenmauern, den Turm und die heutige Sakristei niedergebrannt, Wiederaufbau seit 1616. Erst 1669–75 durch Andreas Klengel die hölzernen Pfeiler und Holzdecke durch toskanische Steinsäulen und Kreuzgewölbe mit stuckierten Rippen ersetzt. Restaurierung 1896–98 und 1947–58. Sorgfältig ausgeführter Quadersteinbau mit unregelmäßig fünfseitig geschlossenem Chor, an diesem die alte Sakristei mit Vorhangbogenfenster und -tür. Chor und Halle mit hohen zweigeschossigen und vierbahnigen Rundbogenfenstern, diese mit Maßwerk und reicher Profilierung, unter der Traufe Konsolgesims in Renaissanceformen. Das hohe Satteldach mit zahlreichen, im Dreieck gruppierten Gaupen. Mächtiger Westturm, die Zwiebelkuppel von 1616, flankiert von zwei Treppentürmen. An der Westseite aufwendig gestaltetes Portal mit gestaffeltem Kielbogen und Verstabungen, M. 16. Jahrhundert, an der Chornord- und -südseite Renaissanceportale mit Eierstäben und Diamantquaderung, an der Hallennordseite Rundbogenportal mit Verstabungen, Ende 16. Jahrhundert – Inneres. Die Vorhalle und die beiden Nebenräume mit Sterngewölben, wohl charakteristisch für die erste Bauphase. Zum Turmaufgang Spitzbogenportal mit Verstabungen. Die lichte siebenjochige Halle mit gefälligen Proportionen. Das Gewölbe trotz gotischer Bogenführung durch die Stuckierung in Barockformen geprägt: über den Kämpfern der mächtigen toskanischen Säulen freistehende Akanthusranken, Scheidbögen sowie Gurtbögen der Seitenschiffe mit stuckierter Akanthuszier. Umlaufende Emporen, die Brüstungen mit stuckierten Tuchgehängen, Fruchtschnüren und Engelsköpfen von Alessandro Pernasione, die Orgelempore von 1896. Die Sakristei an der Ostseite noch mit Rippengewölbe von 1558–60. Umfangreiche Ausstattung, zum Teil von hohem künstlerischen Wert, u. a.: - Reich verzierter Altar mit hölzernem Säulenaufbau und Rollwerkverzierung von Andreas Hellmert, 1617, die manieristischen Gemälde von Kilian Fabricius, - Sandstein-Kanzel mit Treppe, der Korb auf einfacher Säule, reiche Beschlagwerkornamentik, nach 1610. - Barockes Taufbecken in geschweifter Form, 1729, - Große Orgel von Carl Eduard Schubert, 1872–79, eine der bedeutendsten romantischen Orgeln in Sachsen, - Lebensgroßer, hölzerner Kruzifix, Mitte 17. Jahrhundert. - Spätgotischer Schnitzaltar einer Freiberger Werkstatt, Anfang 16. Jahrhundert, aus der 1892 abgebrannten Hospitalkirche in Lengefeld, Mittlerer Erzgebirgskreis, die Flügel vermutlich aus der Werkstatt Michael Wohlgemuts, - Kleiner Schnitzaltar mit Anna Selbdritt und den hll. Barbara und Katharina, Anfang 16. Jahrhundert. - Kleiner Kruzifix mit Marienfigur in der Art Balthasar Permosers, 18. Jahrhundert. - Zahlreiche Porträts 17. und 18. Jahrhundert. - Auf der Orgelempore barocke Reliefschnitzerei mit Darstellung der Grablegung in schöner Rankenrahmung, 18. Jahrhundert. - Zahlreiche Epitaphien. - Im Chor Buntglasfenster mit der Darstellung Christi als Weltenrichter, von der Firma Türcke aus Zittau, 1896. | 08955917                 |
| Weitere Bilder                          | Denkmal für J. E. Wagner und Grünanlage an der SO-Seite der Marienkirche                                                       | Herzog-Heinrich-Straße 5 (neben) (Karte)                                     | 1871                                                                           | In Form einer neugotischen Säule mit Helm, aus Sandstein, zur Erinnerung an Pfarrer Johann Ehrenfried Wagner (1724-1807), Gründer des Marienberger Waisenhauses 100 Jahre zuvor, ortsgeschichtlich von Bedeutung. Denkmal für J. E. Wagner und Grünanlage an der SO-Seite der Marienkirche, das Denkmal in Form einer oktogonalen neugotischen Sandsteinsäule mit Helm (3,40 Meter Höhe), zur Erinnerung an Pfarrer Johann Ehrenfried Wagner (1724–1807), dem Gründer des Marienberger Waisenhauses 1771. Die Grünanlage hieß Lutherplatz und wurde 1876 um das fünf Jahre zuvor eingeweihte Wagner-Denkmal angelegt (anlässlich des 100-jährigen Bestehens des Waisenhauses). | 08956013                 |
| Weitere Bilder                          | Mietshaus in geschlossener Bebauung und in Ecklage                                                                             | Katharinenstraße 1 (Karte)                                                   | 1899                                                                           | Stattlicher historistischer Klinkerbau mit Eckerker, straßenbildprägend, baugeschichtlich von Bedeutung. Mietshaus in geschlossener Bebauung und in Ecklage, entstanden 1899 für den Kaufmann Eduard Schulze, Ausführung Emil Gläser, stattlicher historistischer Klinkerbau, über hohem Sockel mit Polygonmauerwerk dreigeschossiger Backsteinbau (Erdgeschoss rot-weiß gestreift/Obergeschosse orange), kräftige Gesimse, Gliederungen und Gewände in Sandstein, abgeschrägte Ecke mit flachem Erker über zwei Geschosse, später befand sich die Marienberger Bank im Haus, durch diese 1935 Ausbau des Dachgeschosses, dabei Entfernung von Verzierungsaufbauten. Als Kopfbau eines ansteigenden Straßenzuges bildprägend, baugeschichtlich von Bedeutung. | 08956018                 |
| Weitere Bilder                          | Mietshaus in geschlossener Bebauung                                                                                            | Katharinenstraße 3 (Karte)                                                   | 1899                                                                           | Historistischer Klinkerbau, bildprägend und baugeschichtlich von Bedeutung. Mietshaus in geschlossener Bebauung, historistischer Klinkerbau, 1899 errichtet für den Schneidermeister Karl Emil Wagner, Ausführung Emil Gläser. Der dreigeschossige Backsteinbau wird in flachem Relief durch Sandsteinelemente gegliedert, an seinen Ecken befinden sich zwei Dachhäuschen mit Muschelmotiv und kleinen Pyramiden. Zusammen mit dem Haus Katharinenstraße 1 entstanden, bewirkte das Ensemble am unteren Rande der Altstadt eine neue städtebauliche und stadtbildliche Situation. | 08956020                 |
| Weitere Bilder                          | Wohnhaus in Ecklage und in halboffener Bebauung                                                                                | Katharinenstraße 16 (Karte)                                                  | 1790                                                                           | Spätbarocker Putzbau mit gut erhaltener bauzeitlicher Ausstattung (Gewölbe, Keller, Dachstuhl), von baugeschichtlichem Wert und städtebaulich relevant. Wohnhaus in Ecklage von Katherinenstraße und Töpferstraße im NW der historischen Altstadt, heute halboffene Bebauung in städtebaulich prägnanter Situation, spätbarocker Putzbau mit gut erhaltener bauzeitlicher Ausstattung (Gewölbe, Dachstuhl), daher auch von baugeschichtlichem Wert. - Baubeschreibung: Zweigeschossig, fünf mal drei Achsen, Bruchstein verputzt, Mansarddach mit einseitigem Walm, im Inneren guter originaler Bestand: tonnengewölbter Keller aus Bruchstein – bauzeitlich (Anfang 17. Jahrhundert), im Erdgeschoss stark gebuste Kreuzgratgewölbe im Bereich des ehemaligen Mittelflures und einer Haushälfte (auch erkennbar auf Bestandszeichnung von 1896), zweiläufige Treppe, im Bereich des Treppenabsatzes ebenfalls Kreuzgratgewölbe, im Obergeschoss im Hausflur bauzeitliche Stuckdecke, Fensteröffnungen außer im Bereich des Straßengiebels mit Korbbogenlaibungen, Fliesen im Treppenhaus Jugendstil (um 1905), Stufen aus Porphyrtuff bauzeitlich, Kehlbalkendach – teilweise Holzverbindungen geblattet. - Hausgeschichte: - Nach dem Stadtbrand von 1610 ist ab November 1635 ein Eigentümer nachweisbar, zwischen dem Stadtbrand von 1684 und 1790 keine Aussagen. - 1790 Neubau eines massiven Wohnhauses mit Seitengebäude. - 1896 Schornsteinerneuerung. - 1908 bauliche Veränderungen (Dachgeschossausbau, Abortanbau, einige Wände im Erdgeschoss und Obergeschoss; durch Emil Gläser, Bauherr Drogist Emil Schönherr). - 1983/85 wurde der Putz abgeschlagen. | 09301073                 |
| Weitere Bilder                          | Wohnhaus in geschlossener Bebauung                                                                                             | Katharinenstraße 17 (Karte)                                                  | bezeichnet 1795                                                                | Spätbarocker Bau mit Segmentbogenportal, bildprägend und baugeschichtlich von Bedeutung. Wohnhaus in geschlossener Bebauung, spätbarocker zweigeschossiger Putzbau mit Segmentbogenportal, Schlussstein bezeichnet 1795, Korbbogentür mit kräftigem, geradem Sturz, Sandstein- und Porphyrgewände, Mansarddach mit späterem hechtartigen Ausbau. 1854 Backofen für August Krautz, 1874 Esse, 1902/03 Einbau Dachfenster für Tischlermeister Albin Andretzky (Ausführung Emil Gläser). Die zeitgenössische Bestandszeichnung zeigt durchgehenden Flur, starke Wände, dreifeldriges Kreuzgewölbe und im Raum vorn links Sterngewölbe. 1996 Grundrissänderungen, Stuckdecken wohl abgehängt. | 08956031                 |
| Weitere Bilder                          | Gartenhaus | Katharinenstraße 18 (bei) (Karte)                                            | um 1900                                                                        | Baugeschichtlich und ortsentwicklungsgeschichtlich von Bedeutung. Das kleine Fachwerk-Gartenhaus mit flachem Pyramidendach, um 1900 an bildprägender Stelle auf die Einfriedung einer ansonsten hier nicht mehr vorhandenen Wohnbebauung gesetzt, hat auch baugeschichtliche Relevanz. | 09305541                 |
| Weitere Bilder                          | Zwei Kasernengebäude, Kaserne (Haus B, Katharinenstraße 21/21b) und Beamtenwohnhaus (Haus E, Katharinenstraße 23)              | Katharinenstraße 21; 21b; 23 (Karte)                                         | 1894 (Kaserne)                                                                 | Teil einer ehemaligen Infanteriekaserne, später Unteroffiziers- und Unteroffiziersvorschule, stattliche authentische Putzbauten, von orts- und militärgeschichtlicher sowie baugeschichtlicher Bedeutung. Kaserne B und Beamtenwohnhaus (Haus E), denkmalwürdige Reste der ehemaligen Infanteriekaserne (später Unteroffiziersschule), deren Bauten sich einst um einen zentralen Platz gruppierten, die heute noch existierenden stattlichen, ortsbildprägenden Putzbauten waren 1894 fertiggestellt. Zuvor war 1858 das 3. Bataillon des 7. Infanterieregiments von Chemnitz nach Marienberg verlegt worden, etliche Gebäude wurden bereits wieder abgebrochen, als diese beiden Bauwerke entstanden. Die dreigeschossige Kaserne B misst im Grund 60 Meter mal 17 Meter, das zweigeschossige Beamtenwohnhaus 53 Meter mal 26 Meter. Beide Gebäude auf rustikalen Sockeln haben mächtige, von steilen Walmdächern abgeschlossene Seitenrisalite, die durch etwas zurückspringende Trakte mit Satteldach verbunden werden. 1947 gab es Funktionsänderungen und einige Fassadenmodifikationen. Geschichte Kaserne: - 1858–73 Marienberg Garnison für Infanterie, - Ab 1. Juli 1858 vom 3. Bataillon des 7. Infanterieregiments (bisher in Chemnitz) bezogen, - Erster Bauabschnitt gebaut von Ratsmaurermeister Carl Gotthilf Gläser, - Kaserne A, Kaserne C und Unterrichts- und Schulgebäude (1894 abgebrochen), - 1873–1920 und 1940–1943 Unteroffiziers- und Unteroffiziersvorschule, - Zweiter Bauabschnitt ab 1890/91: Exerzierhalle 1890/91, - Kaserne E (Beamtenwohnhaus) und Kaserne B 1894, Beschreibung Anlage: Gebäudekomplex um rechteckigen Platz, bestehend aus Kaserne A, B, C, D, E, Gebäude heute nur teilweise original erhalten, denkmalwürdig sind nur Kaserne B und Kaserne E, Beschreibung Kaserne B und E 1894: Geräumigste Gebäude, Offiziers- und Mannschaftsflügel 60 mal 17 Meter, sechs Stockwerke Mittelbau, beiderseits gleich hohe Nebenflügel, beide Kellergeschosse umfassten 1898 Kasernenwachstube, Arresträume, Keller, Handwerkerstuben, Küchen, Speisekammern und anderes, im Erdgeschoss und Obergeschoss sieben Schul-, ein Lehrerzimmer, eine Bücherei, Offiziersspeiseanstalt, Wohnungen für Offiziere und Unteroffiziere, Mannschaftsschulen, Schlafsäle, Waschräume, Böden und anderes. 1947: Kaserne B – Mannschaftsflügel: - Kellergeschoss mit Wache, Arrestzelle, Wirtschafts- und Geräteraum, Kohlenkeller, Desinfektionsraum, Rollkammer und Abort, Erdgeschoss mit Verkaufsstelle für Unteroffiziere, ein Mannschaftsspeisesaal, eine Küche, ein Unteroffizierskasino, eine Kantine mit Vorraum für Mannschaften und 1eine Büchsenmacherei, - Erstes Obergeschoss mit vier Klassenzimmern je 70 m², eine Revierkrankenstube, eine Sanitätsunteroffiziersstube und ein Mannschaftsraum, - Zweites Obergeschoss mit vier Klassenzimmern, eine Feldwebelwohnung und eine Mannschaftsstube, - Drittes Obergeschoss mit zwei Schlafsälen für 1/2 Kompanie, ein Waschraum, zwei Unteroffiziersstuben, zwei Mannschaftsräume und eine Feldwebelwohnung, - Dachgeschoss mit einem Schlafsaal, Putz- und Geräteräumen und Trockenböden. 1947: Kaserne B – Offiziersflügel: - Erdgeschoss mit Offiziersküche und Kellerräumen, - Erstes Obergeschoss mit Offizierskasino, - Zweites Obergeschoss mit drei Räumen für Zahlmeisterei, ein Kommandogeschäftszimmer, ein Adjudatenzimmer, ein Kommandeurzimmer, eine Unteroffiziersstube und Aborte, - Drittes Obergeschoss mit mehreren Geschäftszimmern. 1894: Kaserne E: - Beamtenwohnhaus 53 mal 26 Meter, - 1898: Wohnungen für einen Rendant, einen Offizier, einen Büchsenmacher, zwei Kasernenwärter, acht verheiratete Unteroffiziere, eine Köchin, - Keller, Erdgeschoss, erstes Obergeschoss, Dachgeschoss. - 1947: Kellergeschoss mit Waschküchen und Wirtschaftsräumen, Erd- und Obergeschosse mit zwölf Wohnungen, Dachgeschoss mit zwei Wohnungen für verheiratete Beamte und Unteroffiziere. | 09248149                 |
| Weitere Bilder                          | Wohnhaus in Ecklage und in geschlossener Bebauung                                                                              | Kirchstraße 2 (Karte)                                                        | 18. Jh.                                                                        | Stattlicher Barockbau, Putzfassade mit Segmentbogenportal, bildprägend und baugeschichtlich von Bedeutung. Wohnhaus in Ecklage und in geschlossener Bebauung, unter anderem baugeschichtliche Bedeutung, prägnanter und bildprägender Barockbau als Auftakt der Kirchstraße am südöstlichen Rand der Altstadt. Zweigeschossiger, starkwandiger Massivbau von vier mal vier Achsen mit Putzfassade, darin Segmentbogenportal und Natursteingewände, steiles Mansarddach mit Walm. Im Inneren zwei große Kellertonnen. Am Dach gab es 1872 Baumaßnahmen. | 08955997                 |
| Weitere Bilder                          | Wohnhaus in geschlossener Bebauung                                                                                             | Kirchstraße 4 (Karte)                                                        | nach 1684, später überformt; Keller vor 1610                                   | Früher Putzbau mit gut erhaltener Holzdecke im Innern aus der Erbauungszeit, von baugeschichtlicher und stadtentwicklungsgeschichtlicher Bebauung. Wohnhaus in geschlossener Bebauung, nach dem Stadtbrand um 1684 entstandener vierachsiger Putzbau, der Keller womöglich noch älter. Als Bauherr dürfte Martin Kreysick in Frage kommen. Zweigeschossig und traufständig, mit leicht aus der Mitte versetztem Eingang, nicht regelmäßig angeordnete Rechteckfenster, Fenstergewände im Obergeschoss abgefast – vermutlich nach 1880. Hausflur schmal und ohne Gewölbe. Im Keller Bruchstein-Tonnengewölbe. Aus der Entstehungszeit gut erhaltene gefaste Holzdecke mit schiffchengekehltem Unterzug. Das Erdgeschoss wohl Bruchsteinmauerwerk, hier innen gedrückte Korbbögen der Öffnungen, darüber heute Ziegelmauerwerk (Fachwerkreste vorhanden), Kehlbalkendach. Baumaßnahmen um 1880 (für Bergmann Gustav Eduard Fiedler), 1901 besagte Erneuerung der Außenwände und einläufige Steintreppe durch Emil Gläser. Kehlbalkendach mit Aufschüblingen. | 09303374                 |
| Weitere Bilder                          | Wohnhaus in halboffener Bebauung                                                                                               | Kirchstraße 6 (Karte)                                                        | ab 1620                                                                        | Putzbau mit steilem Dach, stark bildprägend und baugeschichtlich von Bedeutung. Wohnhaus in halboffener Bebauung, zweigeschossiger traufständiger Putzbau mit unregelmäßigen Fensteröffnungen und steilem Satteldach ohne Ausbauten, eine Grundrisszeichnung von 1919 zeigt sehr starke Wände auf der Rückseite und im SO sowie unregelmäßigen Grundriss ohne rechte Winkel, der durchgehende Flur ist typisch für Marienberger Bauten der Barockzeit und davor. Kubatur und Dachneigung können auf ehemaliges Fachwerkhaus hinweisen. Bauzeit um 1620, Bauherr Hans Weber. 1890 Besitzer Karl Heinrich Ehnert (Einbau Esse). | 09305542                 |
| Weitere Bilder                          | Wohnhaus in offener Bebauung                                                                                                   | Kirchstraße 7 (Karte)                                                        | 18. Jahrhundert, mit älterem Kern                                              | Obergeschoss Fachwerk, direkt neben der Kirche gelegen, einer der wenigen Fachwerkbauten des Ortes, baugeschichtlich von Bedeutung. Zweigeschossiges Wohnhaus in offener Bebauung, traufständig zur Kirchstraße direkt unterhalb der Chorpartie von St. Marien gelegen, von städtebaulicher und baugeschichtlicher Bedeutung. Das massive Erdgeschoss mit zentralem segmentbogigem Eingang, dessen Größe auf eine Funktion des Baues als Handwerkerhaus hinweisen könnte. Das Obergeschoss mit zweiriegeligem Sichtfachwerk, entstanden nach Brand 1819, diese Holzkonstruktion ist in Marienberg selten, Fachwerk unversehrt, d. h. mit intaktem Wand-Öffnungs-Verhältnis, Winterfenster, Satteldach, zur Kirche hin gewalmt, ohne Ausbauten und mit Schieferdeckung, Giebel verbrettert. Guter baulicher Zustand. | 08956004                 |
| Weitere Bilder                          | Wohnhaus in geschlossener Bebauung                                                                                             | Kirchstraße 9 (Karte)                                                        | 18. Jahrhundert                                                                | Putzbau mit steilem Dach, bildprägend und baugeschichtlich von Bedeutung. Wohnhaus in ursprünglich geschlossener Bebauung, traufständig, zweigeschossiger massiver Putzbau mit Satteldach ohne Ausbauten, Obergeschoss mit sechs Achsen, zur linken Seite verlagerter korbbogiger Eingang, die Fenster leicht verändert und ohne die ursprünglichen Natursteingewände, starke Erdgeschoss-Wände, der Grundriss unregelmäßig mit durchgehendem Flur, daher Entstehungszeit wohl 18. Jahrhundert. 1912 Einbau einer massiven Treppe, zusammen mit dem angrenzenden Gebäude Nummer 11 leicht erhöht über der Kirchstraße, bildprägender Strukturbestandteil der Ortskernbebauung, städtebauliche und baugeschichtliche Relevanz. | 08956006                 |
|                                         | Wohnhaus in geschlossener Bebauung                                                                                             | Kirchstraße 11 (Karte)                                                       | 18. Jahrhundert                                                                | Putzbau mit steilem Dach, bildprägend und baugeschichtlich von Bedeutung. Wohnhaus in geschlossener Bebauung, traufständig und leicht erhöht zur Kirchstraße, der zweigeschossige massive Putzbau mit Satteldach ohne Ausbauten (bis auf drei Luken von 1904) ist, zusammen mit dem Gebäude Kirchstr. 9, bildprägend und Strukturbestandteil der Ortskernbebauung, außerdem von baugeschichtlicher Relevanz, markantes, leicht verändertes Portal, 1897 Neubau der Fassadenwand Obergeschoss (Ausführung: Emil Gläser), danach dort sechs Achsen, durchgehender Flur weist auf barocken Grundriss, Kern des Hauses daher wohl 18. Jahrhundert. | 08956007                 |
| Weitere Bilder                          | Wohnhaus in geschlossener Bebauung                                                                                             | Kirchstraße 24 (Karte)                                                       | nach 1759                                                                      | Putzbau, im Innern alte Gewölbe, Teil der alten Ortsstruktur, baugeschichtlich von Bedeutung. Wohnhaus in geschlossener Bebauung, traufständiger massiver Putzbau, zweigeschossig, entstanden nach dem Stadtbrand 1759, aber Gewölbe im Erdgeschoss und im Keller könnten noch ältere Substanz sein, flaches Satteldach mit hechtartigem Ausbau wohl nicht original, genauso wenig die Fassade, die zunächst 1866 durch einen Drempel verändert wurde (Bauherr: Sachse), 1915 mittels einer Ladentür (Bauherr: Reichel) und schließlich 1928 und 1938 durch Schaufenster (Ausführung: Emil Gläser), trotz der Substanzveränderungen baugeschichtliche und, da das Haus Strukturbestandteil der Ortskernbebauung ist, auch städtebauliche Relevanz. | 08956022                 |
| Direkt Bild zu diesem Denkmal hochladen | Wohnhaus in geschlossener Bebauung und in Ecklage                                                                              | Kirchstraße 28 (Karte)                                                       | 1799 (erste Bauakten, Keller älter)                                            | Barocker Putzbau mit Mansarddach, städtebaulich und baugeschichtlich von Bedeutung. Wohnhaus in geschlossener Bebauung und in Ecklage, barocker Putzbau mit tiefem Körper von vier zu sechs Achsen und Mansarddach, das zur Fleischerstraße abgewalmt ist, segmentbogiger Eingang etwas außerhalb der Mittelachse gelegen. Der Keller mit seinen Tonnengewölben dürfte noch aus dem 16. Jahrhundert stammen, als es hier bereits feste Bebauung gab. Die ersten Bauakten datieren 1799. Frühe Bestandszeichnungen zeigen Grundriss mit durchgehendem Flur, dort und rechts angrenzend Kreuzgewölbe, das Obergeschoss zum Teil mit Stuckdecken, das Dach mit liegendem Stuhl. Die überdimensionierten Gaupen sind nach der Wende optisch besser eingebunden, die liegenden Berliner Fenster der DDR-Zeit nach 1995 auf stehende Formate zurückgebaut worden. Das Haus hat baugeschichtliche Bedeutung und ist, bildprägend und als Strukturbestandteil der alten Ortskernbebauung, auch städtebaulich wichtig. | 08956384                 |
| Weitere Bilder                          | Wohnhaus in Ecklage und in geschlossener Bebauung                                                                              | Kirchstraße 30 (Karte)                                                       | 18. Jahrhundert                                                                | Breitgelagerter Barockbau mit Korbbogenportal, jüngerer Dachausbau, baugeschichtlich und städtebaulich von Bedeutung. Wohnhaus in Ecklage und in geschlossener Bebauung, Kern 18. Jahrhundert, Teile eventuell älter, breitgelagerter zweigeschossiger massiver Barockbau mit Korbbogenportal, Natursteingewänden und Mansarddach mit Walm, die Vergrößerung der Erdgeschoss-Fenster erfolgte schon 1890, der Dachausbau mit zwei (zu) großen, stehenden Gaupen geschah 1920 durch Emil Gläser für den Fabrikanten Alfred Morgenstern. Der Grundriss wurde 1926 erheblich verändert. Zu der baugeschichtlichen Bedeutung des Hauses tritt die städtebauliche, da es Strukturbestandteil der Kernbebauung Marienbergs ist und sich zudem an prägender Lage befindet. | 08955979                 |
| Weitere Bilder                          | Wohnhaus in geschlossener Bebauung                                                                                             | Kirchstraße 32 (Karte)                                                       | 18. Jahrhundert                                                                | Breitgelagerter Barockbau mit hohem Mansarddach, bildprägend und baugeschichtlich von Bedeutung. Wohnhaus traufständig in geschlossener Bebauung, breitgelagerter zweigeschossiger massiver Barockbau des 18. Jahrhunderts, mit hohem Mansarddach, darin zwei Reihen neuer, stehender Gaupen. Der segmentbogige zentrale Eingang, die in der äußeren rechten Achse zweite Segmentbogentür mit Schlussstein und die unregelmäßigen sieben Öffnungen im Obergeschoss deuten auf mehrere Baumaßnahmen hin (eine dokumentiert 1891). Im Keller befinden sich Tonnengewölbe, im Erdgeschoss (Ladenbereich) eine (unterhängte) Stuckdecke. Die baugeschichtliche Bedeutung des Hauses ist evident, aber auch die städtebauliche Relevanz als Strukturbestandteil der Ortskernbebauung. | 08955978                 |
| Weitere Bilder                          | Wohnhaus in Ecklage und in halboffener Bebauung                                                                                | Kirchstraße 34 (Karte)                                                       | 18. Jahrhundert                                                                | Zeittypische Putzfassade, städtebaulich und baugeschichtlich von Bedeutung. Wohnhaus in Ecklage und in halboffener Bebauung, massiver zweigeschossiger Barockbaukörper mit Putzfassade, drei zu sechs Achsen, fast mittig auf der Längsseite zur Kirchstraße das segmentbogige Portal, das recht flache Walmdach mit drei schweren neuen Gaupen. 1864 gab es Grundrissänderungen im Obergeschoss sowie einen Neubau der Obergeschoss-Außenwand, der unregelmäßige Erdgeschoss-Grundriss zeigt durchgehenden Flur mit Treppe, ein Garageneinbau von 1957 wurde rückgängig gemacht, Umbauten gab es auch in den 1990er Jahren. Zu der trotzdem bestehenden baugeschichtlichen Bedeutung des Hauses kommt die städtebauliche Relevanz, denn es ist Strukturbestandteil der besonderen Ortskernbebauung und außerdem an bildprägender Stelle. | 09305543                 |
| Weitere Bilder                          | Wohnhaus in Ecklage und in halboffener Bebauung                                                                                | Kirchstraße 36 (Karte)                                                       | 18. Jahrhundert                                                                | Stattlicher Barockbau, Putzfassade mit Mansarddach, straßenbildprägend und baugeschichtlich von Bedeutung. Wohnhaus in Ecklage und in halboffener Bebauung, der stattliche zweigeschossige Barockbau mit ausgebautem Dachgeschoss im steilen Krüppelmansarddach (auch im zweiten Dachgeschoss noch zwei Reihen kleiner stehender Gaupen) hat eine Putzfassade vor Bruchsteinmauerwerk von sieben zu drei Achsen mit Natursteingewänden, die unregelmäßig gesetzten Öffnungen sowie der zugemauerte Eingang (1995) an der Traufseite zur Kirchstraße zeugen von zahlreichen Baumaßnahmen. Bereits 1895 gab es umfangreiche Grundrissänderungen in allen Etagen (Bauherr: Sekretär Adolph Barth), auch Teile der Decken unterlagen Eingriffen, jedoch wurden, auch im Obergeschoss, die starken Außenwände beibehalten. Die abgeschrägte Ecke zur Bergstraße (ehemaliger Ladeneingang) sowie die benachbarten Schaufenster stammen von 1926, letztere wurden 1958 wieder verkleinert. Beim Dachgeschossausbau 1995/96 wurde der Kehlbalken zweites Dachgeschoss höher gesetzt. Vom Ursprungsbau zeugen im Inneren noch zwei große Kellergewölbe, zu erwähnen sind auch Steintreppen. Der markante Bau von baugeschichtlicher Relevanz ist wegen seiner Lage und seines Strukturbeitrags zur Altstadtkernbebauung auch städtebaulich bedeutend. | 08955969                 |
| Weitere Bilder                          | Wohnhaus in geschlossener Bebauung                                                                                             | Kirchstraße 42 (Karte)                                                       | vor 1800                                                                       | Putzfassade, niedriger Spätbarockbau mit veränderten Erdgeschoss-Öffnungen, bildprägend und baugeschichtlich von Bedeutung. Wohnhaus in geschlossener Bebauung, Putzfassade, niedriger Spätbarockbau mit veränderten Erdgeschoss-Öffnungen und sechs Achsen im Obergeschoss, das flache schiefergedeckte Satteldach mit zwei Reihen Dachhäuschen, zentraler segmentbogiger Eingang, die Fassadenänderungen gehen auf 1891 zurück (Bauherr: Joh. Heinrich Langheinrich), 1921 gab es in der rechten Haushälfte Grundrissänderungen. Das Haus verdeutlicht die heterogene Bebauung, die im Lauf der Zeit auf dem homogenen Stadtgrundriss entstand, und ist von städtebaulicher Bedeutung. | 08955968                 |
| Direkt Bild zu diesem Denkmal hochladen | Begrenzungsmauer zwischen den Grundstücken Lorbeerstraße 2 und Katharinenstraße 6                                              | Lorbeerstraße 2 (Karte)                                                      | möglicherweise vor 1700                                                        | Bruchsteinmauer (Schichtmauerwerk), dokumentiert die historischen Parzellenstrukturen, ortsentwicklungsgeschichtlich von Bedeutung. Begrenzungsmauer zwischen den Grundstücken Lorbeerstraße 2 und Katharinenstraße 6, die Bruchsteinmauer aus überwiegend Schiefer-Schichtmauerwerk dokumentiert die historischen Parzellenstrukturen und stammt daher, obwohl zumindest partiell erneuert, möglicherweise schon aus dem 16. Jahrhundert, ortsentwicklungsgeschichtliche Bedeutung. | 08957105                 |
| Weitere Bilder                          | Methodistenkirche | Lorbeerstraße 5 (Karte)                                                      | 1961 (Kirche)                                                                  | Als Umbau einer Garage seltenes Zeugnis der DDR-Nachkriegsarchitektur, vor allem baugeschichtliche Bedeutung. Methodistenkirche, als Umbau einer Garage (!) 1960 ein seltenes Zeugnis der DDR-Nachkriegsarchitektur, der eingeschossige, sachliche Rauputzbau mit seitlichem rustiziertem Segmentbogeneingang erweckt, auch mit seinem flachen Satteldach, die Stimmung einer frühchristlichen Kirche – ein Eindruck, der im Zusammenhang mit sächsischen Nachkriegskirchen öfter auftritt und der auch einen kathartischen Hintergrund zu haben scheint. Vier große Fenster zur Straßenseite mit geradem Sturz weisen auf den Saal, der flache apsidiale Anbau unterstreicht Kirchenikonografie. Daneben, als Applikation, eine stilisierte Christusfigur aus Metall mit erhobenem Arm, darunter der Spruch: „ICH BIN BEI EUCH“. | 09305544                 |
| Weitere Bilder                          | Wohnhaus in geschlossener Bebauung und in Ecklage                                                                              | Lorbeerstraße 6 (Karte)                                                      | 1852                                                                           | Stattlicher breitgelagerter Putzbau (zwei Hausteile), später mit Gaststätte, straßenbildprägend, baugeschichtlich von Bedeutung. Wohnhaus in geschlossener Bebauung und in Ecklage, nach Brand 1852 errichtet, mit wohl älterem Kern, breitgelagerter zweigeschossiger Putzbau (zwei Hausteile) von sieben mal sechs Achsen, später mit Gaststätte, straßenbildprägend und baugeschichtlich von Bedeutung. Die recht großen Ausbauten des vergleichsweise flachen Walmdaches stammen von 1906 (Ausführung Emil Gläser). Über Generationen war das Haus im Besitz der Fleischerfamilie Drechsler. 1976 starke Grundrissveränderungen in beiden Geschossen. | 08956016                 |
| Weitere Bilder                          | Wohnhaus in Ecklage und in geschlossener Bebauung                                                                              | Marienstraße 2 (Karte)                                                       | bezeichnet 1853, Kern älter                                                    | Stattlicher zeittypischer Putzbau, straßenbildprägend, baugeschichtlich von Bedeutung. Wohnhaus in Ecklage und in geschlossener Bebauung, wohl nach Brand 1853 neu entstanden, mit älterem Kern, zeittypischer straßenbildprägender Putzbau, von baugeschichtlicher und, da Strukturbestandteil der besonderen Ortskernbebauung, städtebaulicher Bedeutung. Das massive Haus mit Sandsteingewänden, gerade verdachter Haustür und einem Walmdach mit neuzeitlichen Dachhäuschen ist zweigeschossig. 1996 gab es Grundrissänderungen. | 08956019                 |
| Weitere Bilder                          | Wohnhaus in Ecklage und in geschlossener Bebauung                                                                              | Marienstraße 15 (Karte)                                                      | 18. Jahrhundert                                                                | Großer barocker Putzbau mit Mansarddach und Segmentbogenportal, bildprägend und baugeschichtlich von Bedeutung. Wohnhaus in Ecklage und in ursprünglich geschlossener Bebauung, der tiefe massive Putzbau aus der Barockzeit ist zweigeschossig und hat ein gewalmtes Mansarddach mit stehenden Gaupen. An der Langseite befindet sich ein Segmentbogenportal, die Fensteröffnungen (6:4 Achsen) in ursprünglicher Größe haben kräftig profilierte Natursteingewände. Eine alte Bestandszeichnung zeigt einen durchgehenden Flur sowie alle Räume im Erdgeschoss mit Gewölben. Zum Zeitpunkt des Einbaus der Esse 1885 hieß der Bauherr Heinrich Albin Uhlig, 1890 gab es Grundrissänderungen im Erdgeschoss (Stube), der Ausbau des DG erfolgte durch Emil Gläser 1911. Das durch seine Ecklage und Größe bildprägende Gebäude ist von baugeschichtlicher und, da Strukturbestandteil der Ortskernbebauung, von städtebaulicher Bedeutung. | 08956005                 |
|                                         | Wohnhaus in geschlossener Bebauung und in Ecklage                                                                              | Marienstraße 17 (Karte)                                                      | 18. Jahrhundert                                                                | Putzfassade mit Segmentbogenportal, zeittypischer Barockbau, straßenbildprägend und baugeschichtlich von Bedeutung. Barockes Wohnhaus in geschlossener Bebauung und in Ecklage, der zweigeschossige verputzte Massivbau hat ein Krüppelwalmdach, worin sich zwei kleine Dachhechte befinden. Das Wand-Öffnungs-Verhältnis wurde wohl mehrfach, wenn auch nicht dimensionssprengend verändert. Zur Marienstraße Korbbogenportal mit Schlussstein. Im Erdgeschoss Kreuzgratgewölbe, im Gebäude Barockmalereien. 1854 Anbau, Ladeneinbau 1890 (Maria Theresia Donner), 1910 gehörte das Gebäude Alma Schirneck, die anscheinend ein Kino im Anbau plante (es gibt eine Zeichnung von Firma Siemens-Schuckert, Chemnitz, die eine Verbindung zum tatsächlich noch existierenden Kinoraum Freiberger Straße zeigt). Das Gebäude hat baugeschichtliche Bedeutung, prägt das Bild der Kreuzung in Kirchnähe entscheidend mit und ist, da Strukturbestandteil der besonderen Ortskernbebauung, von städtebaulicher Relevanz. | 08955994                 |
| Weitere Bilder                          | Wohnhaus in geschlossener Bebauung und in Ecklage                                                                              | Marienstraße 18 (Karte)                                                      | Kern vor 1614                                                                  | Gebäude vorhanden in der Renaissancezeit, zeittypische Putzfassade nach Brand 1852, baugeschichtlich und städtebaulich von Bedeutung. Wohnhaus in geschlossener Bebauung und in Ecklage, das Gebäude war bereits in der Renaissancezeit vorhanden, die zeittypische Putzfassade entstand nach Brand 1852, zweigeschossiger massiver Putzbau mit flachem Walmdach, darin neuzeitliche Gaupen, Erdgeschoss zur Ladenzone ausgebaut, ein Putzgesims teilt optisch die Geschosse. Als Bauherr ist Oswald Schreyer verzeichnet, 1614 Georg Bottich. 1852 ist Albin Eduard Gerbing der Bauherr, bei den Baumaßnahmen dieses Jahres (unter anderem Einbau der Toreinfahrt) zeigt die Bestandszeichnung einen kreuzgewölbten Flur und einen unregelmäßigen Grundriss, 1933 war der Fleischermeister Richard Drechsler der Hausbesitzer. Das Haus hat baugeschichtliche Bedeutung, prägt das Bild der Kreuzung und ist als Strukturbestandteil der besonderen Ortskernbebauung von städtebaulicher Relevanz. | 09305558                 |
| Weitere Bilder                          | Wohnhaus in geschlossener Bebauung                                                                                             | Marienstraße 34 (Karte)                                                      | 18. Jahrhundert (vermutlich älter)                                             | Barocker Putzbau mit Mansarddach und Segmentbogenportal, prägt das Straßenbild durch seine Höhe mit, baugeschichtlich von Bedeutung. Wohnhaus, traufständig in geschlossener Bebauung, der barocke, verputzte zweigeschossige Bruchsteinbau von fünf Achsen, mit Mansarddach und Segmentbogenportal aus Sandstein, ist ein Relikt älterer Bebauung inmitten historistischer Häuser, die nach einem Brand entstanden, er prägt das Straßenbild durch seine Höhe mit. Drei große, hausartige stehende Gaupen sind Hinzufügungen der historistischen Epoche. Im Innern befinden sich Kreuzgratgewölbe, die charakteristisch für das 18. Jahrhundert sind, sowie einfache Stuckdecken. Die Esse wurde 1897 für Ernst Hermann durch Emil Gläser eingebaut. Baugeschichtliche, stadtentwicklungsgeschichtliche und städtebauliche Bedeutung. | 08955990                 |
| Weitere Bilder                          | Denkmal für Herzog Heinrich | Markt (Karte)                                                                | 1900                                                                           | Bronzestandfigur auf hohem Granitsockel, zur Erinnerung an Heinrich den Frommen von Sachsen (1473–1541), den Stadtgründer, ortsgeschichtlich und künstlerisch von Bedeutung. Denkmal für Herzog Heinrich den Frommen von Sachsen (1473–1541), den Gründer Marienbergs, Standfigur des Herzogs als zeitgenössisch gerüsteter Ritter mit mannshohem Schwert, den gefiederten Helm des Harnischs zu Füßen, Bronzeguss nach einem Modell von Friedrich Offermann, gegossen 1900 in Lauchhammer, auf hohem, poliertem Granitsockel. | 08955935                 |
| Weitere Bilder                          | Marktbepflanzung (Baumreihe)                                                                                                   | Markt (Karte)                                                                | ab 1775                                                                        | Ortsgeschichtlich von Bedeutung. Der Marktplatz wurde 1775 mit einer umlaufenden Baumreihe aus jeweils zehn Linden an jeder der vier Platzkanten bepflanzt. 1862 wurde eine zweite Reihe ergänzt. 1970/1971 erfolgte die Fällung der äußeren Lindenreihe, so dass der Markt heute wieder mit nur einer Lindenreihe umstanden ist. Die Bepflanzung betont die regelmäßige Gestaltung des quadratischen Platzes, der das Zentrum der Idealstadt bildet. Die Marktbepflanzung ist stadtbildprägend und von ortsgeschichtlicher Bedeutung. | 09305723                 |
| Weitere Bilder                          | Rathaus | Markt 1 (Karte)                                                              | 1537–1541                                                                      | Repräsentativer Renaissancebau mit Dachreiter, errichtet von Baumeister Johann Hofmann, beeindruckendes Sitznischenportal von Michel von Speyer und Andreas Günther, baugeschichtlich, ortsgeschichtlich und ortsbildprägend von Bedeutung. Das Rathaus, das einen großen Teil der NW-Seite des Marienberger Marktplatzes einnimmt, ist neben der Marienkirche das in geschichtlicher und städtebaulicher Hinsicht wichtigste Gebäude der Stadt. Sein baulicher Kern datiert in die Zeit der Stadtgründung, als es nach wenigen Jahren einen hölzernen Vorgängerbau von 1524 ersetzte. Die Portale und Außenmauern des 16. Jahrhunderts sind erhalten. Der repräsentative Renaissancebau wurde errichtet von Baumeister Johann Hofmann. Der zweigeschossige Putzbau mit gequaderten Ecklisenen hat ein mächtiges Walmdach, das von einem großen Dachreiter in Form einer doppelten Laterne (bezeichnet 1685, erneuert 1790) bekrönt wird. Zwei Renaissanceportale – ein drittes verschwand 1834 – definieren den Bau entscheidend mit: das zentrale Hauptportal aus Porphyr entstand 1539 durch den Steinmetzmeister Michael von Speyer und wurde künstlerisch ausgestaltet durch den Hallenser Andreas Günther. Schmuckpilaster rahmen den rundbogigen gezackten Eingang mit den für Zeit und Region typischen Sitznischen. Der von Voluten und Vasen gerahmte Giebelaufsatz zeigt das Wappen des Herzog Heinrich, flankiert von Bergmannsfiguren. In den Zwickeln des Bogenfeldes erkennt man die Reliefs Georgs und seines Nachfolgers Heinrich, des Stadtgründers. Zu lesen ist der Wahlspruch „verbum domini manet in aeternum“, das Wappen teilt sich auf in die zehn Wappen seiner Ländchen. Das Türblatt mit seinen geschnitzten Reliefs ist ein Werk Reinhold Langners (1905–52), ab 1951 Leiter des Volkskundemuseums in Dresden. Auch das rundbogige Ratskellerportal mit Beschlagwerk stammt noch aus dem 16. Jahrhundert, das linke ist neueren Datums. Im Erdgeschoss mit unregelmäßigem Grundriss befindet sich ein als Mittelachse fungierender, durchgehender Flur mit Kreuzgewölbe, im Erdgeschoss befanden sich das Brauhaus, Fleischbänke, die Ratswaage, Brotbänke, die Ratstrinkstube, eine Garküche, der Marstall und (bis 1684) ein Kutschenschuppen. Von 1534 an existierte hier auch die Fronfeste, bis 1855, als sie in den neu entstandenen Anbau zur Amtsstraße verlagert wurde. Schon 1834 wurde in der Ecke zur Ratsstraße eine Militärwache mit Arreststuben eingerichtet, wobei das dortige Renaissanceportal angebrochen wurde. Im Inneren wurden die großzügigen Räume zumeist zergliedert, vor allem erinnert noch das heutige Trauzimmer im Obergeschoss mit Gewölben, Türgewänden und Natursteinplattenbelag an die Frühzeit des Gebäudes. Das Rathaus brannte erstmals 1610 ab, wobei die Portale und die Außenmauern erhalten blieben, 1684 erneuter Brand und Wiederaufbau bis 1686. Aus der Zeit stammt der jetzige Rathausturm. 1873 Einrichtung einer Sparkasse im Gebäude, 1939 Stadtwappen und Sonnenuhr von Helas, Kunstmaler aus Dresden. | 08955918                 |
| Direkt Bild zu diesem Denkmal hochladen | Verwaltungsgebäude in halboffener Bebauung und in Ecklage, Teil des Rathauses (heute Stadtarchiv und Stadtverwaltung)          | Markt 1 (Karte)                                                              | 1856 (Verwaltungsgebäude)                                                      | Über die ganze Länge des Gevierts sich erstreckender Bau von 19 zu neun Fenster-Achsen, zeittypische Putzfassade, baugeschichtlich und ortsgeschichtlich von Bedeutung. Verwaltungsgebäude in halboffener Bebauung und in Ecklage, 1856 als Erweiterungsbau des Rathauses entstanden, über die ganze Länge des Gevierts sich erstreckender zweigeschossiger Bau von 19 zu neun Fenster-Achsen, zeittypische Putzfassade, drei Eingänge zur Töpferstraße, zwei zugesetzte Korbbogenportale zur Amtsstraße, Walmdach mit vielen kleinen stehenden Gaupen. Baugeschichtliche und ortsgeschichtliche Bedeutung, als quartierprägender Bau des Altstadtrasters auch von städtebaulicher Bedeutung. | 08955936                 |
| Weitere Bilder                          | Wohnhaus in Ecklage und in geschlossener Bebauung                                                                              | Markt 3 (Karte)                                                              | Kern vor 1536 (westlicher Teil)                                                | Mit zwei Tordurchfahrten, großer breitgelagerter Putzbau mit hohem Walmdach, wichtiger Teil der Marktbebauung zur Amtsstraße, ortsgeschichtlich und baugeschichtlich von Bedeutung. Das „Fürstenhaus“ formt, zusammen mit dem Rathaus, die bildlich und städtebaulich wichtigste Seite des Marienberger Marktplatzes. Seine westliche Hälfte mit Ecke zur Amtsstraße entstand vor 1536 zur Beherbergung des Adels und wurde nach einem Stadtbrand von 1610 bis 1620 wieder aufgebaut. Nach erneuter Zerstörung durch den Stadtbrand 1684 blieb das Haus fast 100 Jahre in prekärem Zustand, bis es 1782 als Speicher notdürftig wieder hergerichtet wurde. 1834 zog das Hauptzollamt ein, 1883 die Forstrevierverwaltung, seit 1900 war es Oberförsterei. Der östliche Teil des Bauwerks war früher eigenständig als 1541 errichtetes Freihaus des Abtes Hilarius (Archediakonat Chemnitz) und wurde 1694 durch den Bauherrn Hans Samuel Reichel neu aufgebaut. Großer verputzter Bruchsteinbau von insgesamt zehn mel zehn Achsen (inklusive Anbau Amtsstraße) in Ecklage und in geschlossener Bebauung, zweigeschossig und auf der Marktseite mit recht hohem Walmdach, mit zwei Tordurchfahrten, einer im Ostteil und einer im Anbau in der Amtsstraße. Das Erdgeschoss mit durchgehendem Flur, Kreuzgewölbe, starkes unregelmäßiges Mauerwerk, auch Obergeschoss unregelmäßiger Grundriss. Dachausbauten der 1960er und 1970er Jahre entweder nicht realisiert oder rückgängig gemacht. | 08955919                 |
|                                         | Wohnhaus in Ecklage und in geschlossener Bebauung                                                                              | Markt 4 (Karte)                                                              | Kern um 1600                                                                   | Ursprünglich Fachwerkkonstruktion, mit Ladeneinbau, mit steilem Krüppelwalmdach, Teil der Marktbebauung, baugeschichtlich und städtebaulich von Bedeutung. Das stattliche Wohnhaus in Ecklage und in geschlossener Bebauung schließt die städtebaulich und bildlich wichtigste Seite des Marienberger Marktplatzes zur Zschopauer Straße hin ab und zeigt mit seiner großen Giebelseite zu dieser. Es ist um 1600 oder schon davor im Kern entstanden und wurde ursprünglich in regionaltypischer Holzbauweise errichtet. Eine frühe Bestandszeichnung zeigt im Erdgeschoss einen durchgehenden Flur, Kreuzgewölbe und starke Wände vor allem zur Seitenstraße hin. Das leicht vorspringende Obergeschoss weist auf den einstigen Fachwerkkorb, dessen Konstruktion zum Teil noch erhalten ist. Das steile Krüppelwalmdach ist verschiefert und weist neuerdings (wieder?) drei Reihen kleiner, stehender Gaupen auf. Ein massiver fünfachsiger Anbau mit Satteldach und Durchfahrt schließt sich entlang der Zschopauer Straße an. Auch in diesem Bau finden sich noch Tonnen- und Kreuzgratgewölbe. 1906 Veränderungen im Erdgeschoss für Ladeneinbau (für Arno Thiele, Ausführung Oscar Krumbiegel), 1913 Obergeschoss-Fassade neu (Krumbiegel), 1993 einige Grundrissänderungen im Erdgeschoss. | 08955920                 |
| Weitere Bilder                          | Wohnhaus (mit älterem Portal) in geschlossener Bebauung und in Ecklage                                                         | Markt 5 (Karte)                                                              | 16. Jahrhundert                                                                | Dreigeschossiger Massivbau mit prachtvollem Renaissance-Sitznischenportal, Teil des Marktensembles, baugeschichtlich von Bedeutung. Dreigeschossiges Wohnhaus in geschlossener Bebauung und in Ecklage, der geputzte Massivbau ist Teil des Marktensembles und auch baugeschichtlich von Bedeutung. Das heutige Aussehen des Hauses, dessen Kern ins 16. Jahrhundert zu datieren ist, geht auf umfassende Baumaßnahmen des Jahres 1900 zurück: die Fassade inklusive der Ladenfenster insgesamt, das Treppenhaus und ab dem ersten Obergeschoss fast alle Substanz entstanden neu, außerdem wurde das Haus um ein weiteres Geschoss ergänzt. Bauherr war Ferdinand Hastedt, der Besitzer der Karrenmühle in Rittersberg, die Ausführung lag bei Emil Gläser. Die eng stehenden geohrten Fenster der Obergeschoss, im zweiten Obergeschoss dazu noch gekuppelt und mit Schlusssteinen versehen, geben dem Objekt ein entfernt „venezianisches“ Aussehen. Keck unterbricht ein dreieckiger Erker mit gedrückter Zwiebelhaube im ersten Obergeschoss die Symmetrie der Fassade. Zentral kündet jedoch ein kunstvolles Sandstein–Renaissanceportal (bezeichnet „1545“) von der noch vorhandenen älteren Bausubstanz im Erdgeschoss. Sein Bogen ist floral-figürlich gestaltet, in den Zwickeln sind Reliefs von Köpfen zu sehen. Die Kartusche über dem Sturz weist ein Kuriosum auf: Zu den Initialen auf deren linker Seite wurde nach 1694 zusätzlich deren Spiegelbild auf der rechten dargestellt (Johann Rudolph Richter, Bürgermeister Marienbergs, gestorben 1709 – graphisches Vorbild: Augustus Rex). Im Innern überrascht eine aufwändige Renaissance-Holzbalkendecke, die im Jahre 2000 für den heutigen Geschäftsraum in situ konserviert wurde. | 08955921                 |
|                                         | Wohnhaus (mit älterem Portal) in geschlossener Bebauung                                                                        | Markt 6 (Karte)                                                              | 1659                                                                           | Stattliches Gebäude, mit Sitznischenportal der Spätrenaissance, Teil des Marktensembles, baugeschichtlich von Bedeutung Ähnlich wie das benachbarte Haus Markt 5 erfuhr dieses ursprünglich 1659 gebaute Haus, Bestandteil des Marktensembles, im Jahre 1900 eine umfassende Umgestaltung: zwar wurden der durchgehende Flur mit Kreuzgewölbe sowie das breite, späte ornamentierte Renaissance-Sitznischenportal S.B.1670 belassen, jedoch entstanden die gesamte Putzfassade des Hauses, große Teile des ersten Obergeschosses (außer der Rückwand), außerdem das gesamte zweite Obergeschoss und auch das Dach mit Wohnausbau neu. Bauherr war Fleischermeister August Winkler, Ausführender Emil Gläser. Das Erdgeschoss ist durch ein geputztes Gurtgesims optisch markiert, die Fensterstürze des zweiten Obergeschosses tragen Kartuschen. Das Haus hat baugeschichtliche und als Teil des Marktensembles auch städtebauliche Bedeutung. | 08955922                 |
|                                         | Wohnhaus in geschlossener Bebauung                                                                                             | Markt 10 (Karte)                                                             | 18. Jahrhundert, Kern wohl älter                                               | Mit Ladeneinbau, barocker Putzbau mit Mansarddach, baugeschichtlich und städtebaulich von Bedeutung. Wohnhaus in traufständiger und geschlossener Bebauung, zweigeschossiger barocker Putzbau mit dreigeschossigem Mansarddach, mit dominantem klassizistischen Dachhaus. Zwar wurden bereits 1902 der charakteristische Erdgeschoss-Grundriss (zum Beispiel durchgehender Flur) partiell und alle Grundrisse 1992 nochmals stärker verändert, auch ist das Wand-Öffnungs-Verhältnis im Erdgeschoss nicht original. Aufgrund des mächtigen und gedrungenen Baukörpers ist das Haus aber städtebaulich relevant und bestimmt das Bild des historischen Marktplatzes von Marienberg mit. An Originalsubstanz sind noch Tonnengewölbe im Keller zu erwähnen. Besitzer 1895 Ernst Zimmermann, 1902 Fleischermeister Oscar Schumann. | 09305545                 |
|                                         | Wohnhaus in Ecklage und in geschlossener Bebauung                                                                              | Markt 12 (Karte)                                                             | im Kern 18. Jahrhundert.                                                       | Mit Laden, stattlicher Putzbau, Teil des Marktensembles, baugeschichtlich von Bedeutung. Wohnhaus mit barockem Kern, mit Anbau zur Baderstraße geschlossene Bebauung von zwölf mal sieben Achsen, zweigeschossiger Putzbau mit Fassadengestaltung des 19. Jahrhunderts, Haustürsturz zum Markt bezeichnet GBB 1845, Gliederung durch kräftige Gurtgesimse, im Obergeschoss weitgehend ursprüngliches Wand-Öffnungs-Verhältnis, im Erdgeschoss spätere Ladeneinbauten, große Einfahrt und Tür zur Baderstraße, das zur Ecke abgewalmte Dach erhielt 1901 Dachhäuschen in späthistoristischen Formen (durch Oscar Krumbiegel), eine Bestandszeichnung von 1853 zeigt schöne Dachkonstruktion des Hauptgebäudes zum Markt: liegender Stuhl mit doppeltem Kehlbalken sowie Drempel, weiterhin den für das 18. Jahrhundert typischen unregelmäßigen Grundriss mit durchgehendem Flur. 1856 wohnte der Kürschner Hezel im Haus. 1949 f. Entwürfe für einen HO-Laden. Das Haus ist Teil des Marktensembles und daher außer der baugeschichtlichen auch städtebauliche Bedeutung. | 08955927                 |
|                                         | Wohnhaus in Ecklage und in geschlossener Bebauung und Mauer im Hof                                                             | Markt 14 (Karte)                                                             | bezeichnet 1539, später überformt                                              | Mit Laden, stattlicher Putzbau mit reichem Sitznischenportal der Renaissance-Zeit, Teil des Marktensembles, ortshistorisch und baugeschichtlich von Bedeutung. Wohnhaus in Ecklage und in geschlossener Bebauung, errichtet auf einer der Hofstätten, die sich Stadtgründer Herzog Heinrich vorbehalten hatte. Der zweigeschossige verputzte Massivbau mit flachem Walmdach ist baugeschichtlich, ortsgeschichtlich und, durch seine Ecklage und als Bestandteil des Marktensembles, auch städtebaulich von Bedeutung. Das ehemalige Bergamt weist ein bedeutendes porphyrnes Sitznischenportal mit sechs fein gearbeiteten Porträtmedaillons auf, das im Schlussstein SH 1539 bezeichnet und über dem Gesims durch ein akanthusumranktes Initialschild SH 1720 gestaltet ist. Die Türflügel scheinen original zu sein. Von der alten Bausubstanz sind auch ein Kreuzgratgewölbe im Erdgeschoss und eine Holzbalkendecke erhalten, die Wände im Erdgeschoss sind stark. Die genuteten Ecklisenen der Fassade, das Wand-Öffnungs-Verhältnis im Obergeschoss sowie die zum Teil passagenartige Ladenzone im Erdgeschoss sind Zutaten neuerer Zeit, ebenso die Dachhäuschen. Im Hof ist eine hohe alte Bruchsteinmauer erhalten, die Auskunft gibt über die historische Parzellenstruktur. | 08955929                 |
|                                         | Wohnhaus in geschlossener Bebauung                                                                                             | Markt 15 (Karte)                                                             | 1852                                                                           | Teil der Marktbebauung, städtebauliche und baugeschichtliche Relevanz. Wohnhaus in geschlossener Bebauung, Teil der Marktbebauung, von städtebaulicher und baugeschichtlicher Relevanz. Der zweigeschossiger Massivbau entstand nach dem Stadtbrand 1852 für Schneidermeister Walther. Im Keller befinden sich noch Tonnengewölbe vom Vorgängerbau. Die klassizistisch anmutende Putzfassade ist durch Gurtgesimse gegliedert, die Obergeschoss-Fenster sind sehr regelmäßig gesetzt. Der segmentbogige Ladeneinbau stammt wahrscheinlich aus der Nachkriegszeit, neueren Datums sind die dachhausartigen Ausbauten des flachen Satteldaches. | 08955930                 |
|                                         | Wohnhaus (mit Apotheke) in Ecklage und in geschlossener Bebauung                                                               | Markt 16 (Karte)                                                             | 1852–1853                                                                      | Stattlicher Putzbau, Teil des Marktensembles, ortshistorisch und baugeschichtlich von Bedeutung. Wohnhaus (mit Apotheke) in Ecklage und in geschlossener Bebauung, der stattliche zweigeschossige Putzbau mit zur Ecke abgewalmtem flachem Dach ist Teil des Marktensembles, daher von städtebaulicher Bedeutung, aber auch von ortshistorischer und baugeschichtlicher Relevanz. Der wie sein Nachbar klassizistisch anmutende Bau entstand wie jener nach dem Stadtbrand 1852, Bauherr war der Apotheker und Stadtrat Fuhrmann. Die Fassade von sechs mal acht Achsen ist durch Gurtgesimse gegliedert und wird hin zum Markt durch ein Mezzanin veredelt. Die kleinen Gaupen haben ursprüngliche Größe. Historisch interessant ist auch ein Luftschutzraum von 1934 im Haus. 1984–87 gab es Sanierungsmaßnahmen, die wohl in den 1990er Jahren eingesetzten Kunststofffenster sind nicht denkmalgerecht. | 08955931                 |
|                                         | Wohnhaus in Ecklage und in geschlossener Bebauung                                                                              | Markt 17 (Karte)                                                             | um 1870                                                                        | Stattlicher Putzbau, Teil des Marktensembles, baugeschichtlich und städtebaulich von Bedeutung. Wohnhaus in Ecklage und in geschlossener Bebauung, gründerzeitlicher Putzbau von fünf mal elf Achsen, Teil des Marktensembles, baugeschichtlich und städtebaulich von Bedeutung. Die Fassade des zweigeschossigen Massivbaus ist durch Gesimse gegliedert und hat je ein Korbbogenportal zum Markt und zur Scheffelstraße. Die Gewände der Öffnungen sind aus Porphyr, aufgewertet wird das langgestreckte, womöglich nicht einheitlich entstandene Gebäude auch durch einen als Mezzanin wirkenden Drempel. Das flache Walmdach ist ohne Ausbauten. Umbau 1908 für Kürschnermeister Paul Meißner, Ausführung: Oscar Krumbiegel, 1921 Schaufenster (ebenfalls für Paul Meißner). | 08955932                 |
|                                         | Ehemaliges Hotel in geschlossener Bebauung                                                                                     | Markt 18 (Karte)                                                             | um 1890                                                                        | Teil des Marktensembles, ortshistorisch und baugeschichtlich von Bedeutung. Ehemaliges Hotel in geschlossener Bebauung, Teil des Marktensembles, ortshistorisch, baugeschichtlich und städtebaulich von Bedeutung. Der dreigeschossige Massivbau ist im Erdgeschoss mit Putzrustika und durch gekuppelte Flachbogenfenster und -portal gegliedert, die Fenster in den Obergeschossen haben Sandsteingewände und sind einfach profiliert, das Satteldach mit vier neuen Dachhäuschen, die Durchfahrt mit Kreuzgratgewölbe. Der gründerzeitliche Bau, wohl gegen Ende des 19. Jahrhunderts entstanden, war das Hotel „Zu den 3 Schwänen“. Nachdem Bauabsichten der 1960er Jahre (unter anderem Neubau eines Warenhauses) nicht realisiert worden waren, war im Gebäude bis 1992 das „Lindencafé“ untergebracht. | 08955933                 |
| Weitere Bilder                          | Wohnhaus in Ecklage und in geschlossener Bebauung                                                                              | Markt 19 (Karte)                                                             | 1864                                                                           | Mit Ladeneinbau, zeittypische Putzfassade, Teil des Marktensembles, baugeschichtlich und städtebaulich von Bedeutung. Wohnhaus in Ecklage und in geschlossener Bebauung, baugeschichtliche und, als Bestandteil des Marktensembles, städtebauliche Bedeutung. Das Haus entstand 1864 als Neubau für den Gerichts... Wersbach, die Ausführung lag bei Maurermeister Uhlig aus Warmbad. Der zweigeschossige spätklassizistische Massivbau mit fünf mal neun Achsen ist durch Gesimse gegliedert, die regelmäßigen Fenster haben zum Teil noch Sohlbänke auf Konsolen. Das Walmdach, das im Anbau zur Wolkensteiner Straße in ein Satteldach übergeht, hat zu den Schauseiten insgesamt neun stehende Gaupen in originaler Größe. Zwei korbbogige Portale wurden zugesetzt. 1979 wurden für das Bezirkskunstmuseum Grundrissänderungen im Erdgeschoss vorgenommen, die Ladenfenster gab es schon vorher. 1984 Putzerneuerung im Rahmen umfangreicher Sanierungen im Altstadtbereich. | 08955934                 |
| Weitere Bilder                          | Stadtmauer | Obere Bahnhofstraße (Karte)                                                  | 16./17. Jahrhundert                                                            | Wichtiges stadtgeschichtliches Zeugnis der ehemaligen Befestigung der Bergstadt. Einzeldenkmal der Sachgesamtheit Stadtbefestigung Marienberg: (siehe auch Sachgesamtheitsliste – Obj. 09305552, Obere Bahnhofstraße ohne Nummer) Natursteinmauer im Bereich der Oberen Bahnhofstraße, heute Funktion als Stützmauer zwischen Oberer und Unterer Bahnhofstraße sowie zwischen der Oberen Bahnhofstraße und dem Garten des ehemaligen Waisenhauses (Goethering 5). Sie stellt einen Abschnitt der ehemaligen Marienberger Stadtbefestigung dar. Der Bau der Anlage begann erst rund 20 Jahre nach der Stadtgründung. Sie bestand ursprünglich aus vier Ecktürmen, fünf Toren und der durchschnittlich 6 Meter hohen und 1,30 Meter breiten Stadtmauer. Sie wurde aus ortsüblichen Natursteinen errichtet. Durch Bogenkonstruktionen vergrößerte sich ihre Breite auf etwa 2 Meter (Wehrgang). Aufgrund der stadtgeschichtlichen und städtebaulichen Bedeutung ist die Denkmalfähigkeit gegeben. Die Befestigungsanlage grenzte die Stadt gegenüber dem Außenbereich ab. Sie gewährte den Marienberger Bürgern Schutz und Sicherheit, auch wenn sie im Hinblick auf den Entwicklungsstand der Kriegstechnik nicht mehr den Anforderungen entsprach. Sie wurde im Laufe der Jahrhunderte baufällig. Ihr Abbruch begann 1834 und verstärkte sich ab 1856. Bis heute haben sich einzelne Reste erhalten – am eindrucksvollsten ist die Partie am Zschopauer Tor. | 08955976                 |
| Direkt Bild zu diesem Denkmal hochladen | Sachgesamtheit Stadtbefestigung Marienberg                                                                                     | Obere Bahnhofstraße (Karte)                                                  | 16./17. Jh.                                                                    | wichtiges stadtgeschichtliches Zeugnis der ehemaligen Befestigung der Bergstadt. Sachgesamtheit mit folgenden Einzeldenkmalen: - Stadtmauer (siehe Einzeldenkmalliste – Obj. 08955976, Obere Bahnhofstraße, ohne Nummer), - Roter Turm (siehe Einzeldenkmalliste – Obj. 08955995, Am Roten Turm 2), - An Roten Turm angrenzend Mauerfragmente (siehe Einzeldenkmalliste – Obj. 09305722, Schulstraße, Flurstück 239, 292, 241/1 und 241/2), - Zschopauer Tor (siehe Einzeldenkmalliste – Objekt 08955943, Zschopauer Straße 21b), - Außerdem gartenarchitektonische Gestaltung im ehemaligen Grabenbereich der Stadtbefestigung im Nordosten und Osten der Altstadt an der Straße Schillerlinde und an der Trebrastraße und Dörfelstraße (Flurstücke 425, 331/1 und 292), - Im Südosten der Altstadt am Goethering (Flurstücke 239 und Baumreihe 241/2) und im Südwesten der Altstadt an der Poststraße (Flurstücke 127 und Baumreihe Flurstück 863/5). Historische Freiraumgestaltungen im Verlauf der ehemaligen Stadtbefestigung (Stadt- und Siedlungsgrün, Ring- oder „Wall-“ Anlage, Promenade). Die planmäßig mit rasterförmiger Grundstruktur angelegte Stadt Marienberg (gegründet 1521) wurde um die Mitte des 16. Jahrhunderts mit einer Stadtmauer sowie mehreren Toren und Türmen befestigt. Ab 1834/38 wurde die inzwischen baufällige Ummauerung abgebrochen, systematisch dann ab 1856. Erhalten blieben vor allem Abschnitte im Norden mit dem Zschopauer Tor sowie der Rote Turm im Südosten, weitere Abschnitte im Süden (unter Einbeziehung örtlich aufragender Felsformationen) wurden augenscheinlich später erneuert. Die gartenkünstlerische Ausgestaltung einiger Freiräume im ehemaligen Verlauf der Stadtbefestigung erfolgte offenbar auf Grundlage einer Planung des Dresdner Stadtgärtners (und späteren Gartendirektors) Wilhelm Moritz Degenhardt (1845–1924). Seit 1914 stehen das Zschopauer Tor und der Rote Turm unter Denkmalschutz. Die Grünanlagen entstanden in der Folge, zum Beispiel 1880 im NW der Freiberger Straße, die Anlagen vor der Stadtmauer zwischen Rotem Turm und Freiberger Tor entstanden bereits 1805/06 als Notstandsarbeit verarmter Bergleute, finanziert durch die Gesellschaft der Volksfreunde (L.F.). - 1. Abschnitt zwischen Poststraße und Kempestraße (Flurstück Nummer 127), historisch zugehörig ist der ehemalige Denkmalsplatz (Flurstück Nummer 142 – beseitigt / heute ohne Denkmaleigenschaft) - Grünanlage an der Südwestseite der Stadt entlang des früheren Verlaufs der Stadtbefestigung (Mauer nicht erhalten, jedoch davon herrührender markanter Höhenunterschied zwischen Poststraße und Kempestraße), - Teilabschnitt zwischen Wolkensteiner und Scheffelstraße für die Einrichtung eines Pkw-Parkplatzes weitgehend devastiert, - An der Nordseite der Anlage (Kempestraße) Linden-Reihe abschnittsweise erhalten, innerhalb der Anlage einige stattliche Solitärbäume (Stiel-Eiche/Quercus robur, Blutbuche/Fagus sylvatica f. purpurea und Winter-Linde/Tilia cordata), an den Längsseiten geschnittene Laubholzhecken (verschiedene Arten, jüngere Ergänzung oder Erneuerung), - Sitzplatz und Abgang zur Poststraße in Verlängerung der Scheffelstraße, an den Rändern ist die Anlage abschnittsweise von niedrigen Stützmauern aus Naturstein- oder Betonstein-Mauerwerk eingefasst, im südlichen Abschnitt Beeinträchtigung durch die in jüngerer Zeit erbaute Freisitz-Terrasse am Hotel/Restaurant Weißes Ross. - Hotel/Restaurant Weißes Ross - Entlang der Südseite der Anlage Baumreihe von (Blumen-?) Eschen (Fraxinus ornus?), in gleicher Weise auch nach Norden vor der Exerzierhalle fortgesetzt (es konnte noch nicht geklärt werden, ob es sich hier um eine Straßenbaumpflanzung der Nachkriegszeit an der Poststraße handelt oder ob ein grundsätzlicher, entstehungsgeschichtlicher Zusammenhang mit der Einrichtung der Grünanlage an der Kempestraße besteht), - Platz südlich der Annaberger Straße (beim ehemaligen Standort des Annaberger Tores) seit dem 19. Jahrhundert mit Denkmal (nicht erhalten), in jüngerer Zeit durch Anlage einer Wendeanlage am Abschluss der Oberen Bahnhofsstraße stark überformt. - 2. Linden-Reihe an der Schulstraße (Flurstück Nummer 242) - Entlang der Schulstraße zwischen Herzog-Heinrich-Straße und Rotem Turm eine Promenade im Verlauf der ehemaligen Stadtbefestigung (jetzt dort Futtermauer/erneuert mit eisernem Geländer), begleitet von einer Linden-Reihe (vor dem Schulgebäude jüngere Nachpflanzungen), - Die außerhalb der ehemaligen Stadtbefestigung gelegenen Flächen (früher Wirtschaftsgärten oder Gärtnerei) wurden in jüngerer Zeit grundlegend neu gestaltet: Parkplatz auf dem Flurstück 241/2 mit historisierendem Brunnen, Grünfläche als Spiel- und Aufenthaltsraum mit neuer Treppenanlage zum Gymnasium auf dem Flurstück Nummer 239. - 3. Abschnitt zwischen Goethering und Am Roten Turm (Flurstück Nummer 292), sogenannter Stadtpark - Gartenanlage auf Gelände außerhalb der früheren Stadtbefestigung (Mauer nicht erhalten, Roter Turm am Südende als Relikt der Stadtbefestigung offenbar in Gestaltung einbezogen), Areal in nordöstlicher Richtung abfallend, Bodenmodellierungen wahrscheinlich im Zuge der gärtnerischen Ausgestaltung ausgeführt, - Im heutigen Zustand mittig Promenadenweg und Aufgänge zur Straße Am Roten Turm, frühere Nebenwege nicht instand gehalten, nahe dem Goethering ein rondellförmiger Sitzplatz mit jüngerer Hainbuchen-Hecke eingefasst, - Überwiegend hainartiger Laubholzbestand, teilweise den Promenadenweg als Reihenpflanzung begleitend (jedoch keine ausgeprägte Allee erkennbar), Rosskastanie (Aesculus hippocastanum), Linde (Tilia cordata / x vulgaris), Berg-Ahorn (Acer pseudoplatanus), Feld-Ulme (Ulmus campestris), Stiel-Eiche (Quercus robur), Rot-Eiche (Quercus rubra), Rotbuche (Fagus sylvatica) und Blut-Buche (Fagus sylvatica f. purpurea), an den Außenseiten abschnittsweise Laubholzhecken (Hainbuche und Weißdorn), - Sandstein-Sockel („Teuerungsstein“?) sowie königlich-sächsischer Meilenstein (Stationsstein von 1900, erneuert oder nach Straßenausbaumaßnahmen 2002 an diesen Standort versetzt). - 4. Abschnitt zwischen Trebrastraße und Am Lindenhäuschen (Flurstück Nummer 331/1, Flurstück Nummer 330/2 ursprünglich zugehörig, heute zu Pkw-Stellplätzen umgenutzt – dort keine Denkmaleigenschaft) - Nördliche Fortsetzung der Anlage am Goethering, Laubholzbestand in gleicher Anordnung, Rotbuche (Fagus sylvatica), Blut-Buche (Fagus sylvatica f. purpurea), Esche (Fraxinus excelsior), Rosskastanie (Aesculus hippocastanum) und Linden (Tilia cordata / x vulgaris), an den Außenseiten abschnittsweise Laubholzhecken (Hainbuche und Weißdorn), innerer Weg nicht mehr erkennbar, - Am südlichen Ende das 1910 an Stelle einer Schmiede errichtete Elektrizitätswerk der Fabrik Gebrüder Baldauf, daneben Völkerschlacht-Gedenkstein. - 5. Abschnitt an der Straße Schillerlinde (Flurstück Nummer 425/Teil westlich der Straße Am frischen Brunnen) - Kleine Grünfläche an der Außenseite der ehemaligen Stadtmauer (hier nicht erhalten), ursprüngliche Binnengliederung/Wegeerschließung im heutigen Zustand nicht mehr erkennbar, - Einige stattliche Altbäume von Rot-Eiche (Quercus rubra), Berg-Ahorn (Acer pseudoplatanus) und Linden (Tilia cordata / x vulgaris). Deutung/Bewertung: Die Reste der Stadtbefestigung und die später im Bereich der früheren Stadtmauer entstandenen Freiraumgestaltungen bezeugen wichtige Spezifika der Stadtentwicklung Marienbergs. So sind der noch heute in der Siedlungsstruktur ablesbare Verlauf der früheren Befestigung und die erhaltenen Teile der Stadtmauer, das Zschopauer Tor und der Rote Turm, Elemente der im 16. Jahrhundert planmäßig geschaffenen Stadtanlage (städtebaugeschichtlicher Aussagewert). Weiterhin sind die Erhaltung prägnanter „Spolien“ der Stadtbefestigung (Zschopauer Tor und nordwestliche Stadtmauer sowie der Rote Turm), architektonische Bezugnahmen darauf (Einbindung des Trafoturmes beim Zschopauer Tor) sowie die gestalterische Inszenierung neuer Bauten im Nachgang des Abbruchs der Verteidigungsanlagen (Elektrizitätswerk) von bauhistorischer Bedeutung. Ähnlich wie dabei typische Entwicklungen ablesbar sind, welche im Allgemeinen nach der Entfestigung der Städte eingeleitet wurden, so spiegeln auch die historischen Freiraumgestaltungen unterschiedliche Ausprägungen der Umnutzung von damals verfügbar gewordenen Grundstücken zu öffentlichen Schmuck- und Erholungsanlagen wieder (gartenhistorischer Zeugniswert). Unter den Rahmenbedingungen der besonderen Gegebenheiten (Größe der Stadt, topographische Situation) erhielten die grundsätzlich zeittypischen Formen entsprechenden Gestaltungen individuelle Charakterzüge. Unter der Annahme, dass diese Freiraumgestaltungen um die Wende vom 19. zum 20. Jahrhundert entstanden sind, dürfte Marienberg in Bezug auf die gartenkünstlerische Umgestaltung von Arealen der ehemaligen Stadtbefestigung gegenüber anderen sächsischen Städte ähnlicher Größe ein Beispiel für eine vergleichsweise späte derartige Entwicklung darstellen (vgl. unter anderem Promenaden Bautzen, Ringpromenade Großenhain, Stadtgraben Pegau und Ringanlagen Zittau). Für eine differenzierte Ansprache der Marienberger Grünanlagen im Bereich der ehemaligen Stadtbefestigung sind aber noch eingehende Quellenforschung und Bestandsanalyse erforderlich. | 09305552                 |
| Weitere Bilder                          | Wohnhaus in geschlossener Bebauung                                                                                             | Obere Bahnhofstraße 5 (Karte)                                                | 1899, Kern älter                                                               | Langgestreckter, abgeknickter Putzbau mit Segmentbogenportal, bildprägend und baugeschichtlich von Bedeutung. Wohnhaus in geschlossener Bebauung, traufständig mit leichter Abknickung am südlichen Ausgang (Ende der Marienstraße) der historischen Altstadt gelegen. Der langgestreckte, verputzte zweigeschossige Massivbau mit Satteldach ist gekennzeichnet durch neun Achsen Fensteröffnungen in unregelmäßigen Intervallen und einen zentralen segmentbogigen Eingang mit Schlussstein. Ein Bestandsgrundriss von 1899 zeigt die im Allgemeinen für das 18. Jahrhundert typischen Elemente wie einen durchgehenden Flur mit Kreuzgewölben, außerdem Tonnengewölbe im Keller. 1899 wurden für den Bürgerschullehrer Lebneck Grundrissänderungen in beiden Geschossen vorgenommen (durch Emil Gläser), außerdem entstand auf der Rückseite ein Treppenhaus neu. Dennoch steht der Bau mit seiner älteren, niedrigeren Kubatur an einer Nahtstelle zur späteren historistischen Stadtbebauung und veranschaulicht dadurch Ortsentwicklungsgeschichte. Die baugeschichtliche und städtebauliche Bedeutung ist evident. | 08956021                 |
| Weitere Bilder                          | Wohnhaus in offener Bebauung                                                                                                   | Obere Bahnhofstraße 7 (Karte)                                                | bez. 1899                                                                      | Großer historistischer Klinkerbau mit Erker, aufwändige und straßenbildprägende Fassade, baugeschichtlich von Bedeutung Wohnhaus in offener Bebauung, großer historistischer Klinkerbau; Die Fassade zeigt ein Erdgeschoss mit Putznutung und beide Obergeschoss mit hellrotem Klinker. In diesem Bereich liefern Sandsteinelemente das Dekor, in erster Linie der zweigeschossige, quasi als Mittelrisalit dienende Erker mit feiner Zeichnung (unter anderem Hermenpilaster), der mit einem Giebeldreieck und Hermeskopf abgeschlossen ist. Darüber sitzt der große vierachsige, in Voluten endende Dachhausabschluss (darin bezeichnet BM 1899), flankiert von zwei weiteren Dachhäuschen im flachen Satteldach. Im Inneren finden sich zahlreiche Kachelöfen. Der Mehlhändler Bruno Mehnert – auch 1937 noch Besitzer – ließ dieses Gebäude als Kombination von Wohnhaus und Kontorhaus mit Mehlniederlage vom Chemnitzer Architekten Bruno Aurich errichten. Ehemals in Bahnhofsnähe gelegen und mit der Merkur-Ikonografie des Handels versehen, verkörpert das Gebäude die wirtschaftliche Expansion Marienbergs um 1900. Die Akten berichten von einer Rattenplage im Haus 1922. | 08956017                 |
| Weitere Bilder                          | Postamt (ohne Anbau nach SW)                                                                                                   | Poststraße 1 (Karte)                                                         | 1902                                                                           | Wuchtiger Baukörper mit historisierenden Details und hohem Turm, von ortshistorischer und baugeschichtlicher Bedeutung Das Postamt entstand 1902 nach Planung des Architekten Schmedding (?, vermutlich als Baubeamter bei der Oberpostdirektion Dresden tätig) an für Entstehungszeit und Funktion typischer Stelle, nämlich am Rande der Altstadt, gleichsam am „Glacis“ und späterem Grünstreifen außerhalb der ehemaligen Stadtmauer. Der wuchtige zweigeschossige Putzbau mit großem Walmdach wird pathetisch – damit die Bedeutung unterstreichend – historisierend akzentuiert durch einen Treppenturm mit Schrägfenstern im Stil der „deutschen Renaissance“, auch der seitliche Volutengiebel zitiert diese Epoche. Mittelalterliche Formanleihen sind zum Beispiel die teilweise noch existierenden Vorhangbögen oder Fischblasen. Viele Öffnungen wurden jedoch vermauert oder reduziert, weil 1944 im Gebäude fernmeldetechnische Anlagen untergebracht wurden. Auch der Luftschutzkeller stammt aus dieser Zeit. 1963 wurde die imposante Turmhaube reduziert. (Der große flache Anbau ist ohne Denkmalrelevanz.) | 08956027                 |
| Weitere Bilder                          | Wohnhaus (ohne nordwestlichen Anbau)                                                                                           | Poststraße 2 (Karte)                                                         | 1904                                                                           | Putz-Klinker-Fassade, Giebel mit Freigespärre, vielgliedrige historistische Villa mit reicher Dachlandschaft, straßenbildprägend, baugeschichtlich von Bedeutung. Villenartiges Wohnhaus von baugeschichtlicher Bedeutung, entstanden 1904 für den Kaufmann Ernst Börner (Ausführung: Emil Gläser) an der Esplanade der historischen Altstadt. Auf rustikalem Sockel geputztes Erdgeschoss mit genuteten Ecklisenen, darüber Geschoss aus rotem Backstein, die Gliederungselemente (Fensterrahmungen, Eckrustika, Gurtgesimse) mit hellem Naturstein abgesetzt, der Mittelrisalit mit Bogenabschluss der beiden Öffnungen im Obergeschoss, darin Muschelmotiv, der durchfensterte Giebel mit Freigespärre von tief heruntergezogenem Krüppelwalmdach mit Überstand abgeschlossen, ansonsten wird die überstehende Dachlandschaft auf Walmdachbasis von einem angedeuteten Mezzanin (eigentlich Kniestock) vom Baukörper abgetrennt. Im Obergeschoss Veranda mit vegetabil gestalteten Fenstern. 1922 wurde das Haus Geschäftsgebäude der ADCA (Allgemeine Deutsche Credit Anstalt) und für den veränderten Zweck wurde die Veranda im Erdgeschoss verglast (durch Emil Schönherr). Verlegung des Eingangs 1938. Das Haus war ursprünglich noch mit einem pittoresken Seitentürmchen versehen, das 1956 aber entscheidend reduziert wurde. Der flache Anbau ohne Denkmalwert entstand 1968 für die Industrie- und Handelsbank der DDR. | 08956028                 |
| Weitere Bilder                          | Meilenstein | Poststraße 6 (gegenüber) (Karte)                                             | um 1860                                                                        | Stationsstein, verkehrsgeschichtlich und ortshistorisch von Bedeutung. Der an der B 171 stehende ehemalige Stationsstein gehört zum System der königlich-sächsischen Meilensteine. Diese waren Nachfolger der kursächsischen Postmeilensäulen und wurden zwischen 1858 und 1865 nach der Neuvermessung der sächsischen Straßen durch den Straßenbau-Ingenieur Wilke aufgestellt. Der hier zu behandelnde Stein gehörte zu den Postkursen Annaberg–Marienberg und Marienberg–Ehrenfriedersdorf. Ursprünglich befand sich der Stein vor dem Wolkensteiner Tor wurde aber 1910 im Zuge der Umstellung auf Kilometer an die heutige B 171 2,2 km versetzt und mit Kilometerangaben versehen. Im Jahre 2006 wurde der mittlerweile verwitterte Stein geborgen und restauriert. Heute ist er mit seinen ursprünglichen Inschriften „Wolkenstein 0,98 Meilen / Annaberg 2,67 M. / Ehrenfriedersdorf 2,52 M.“ sowie auf der Rückseite „Marienberg“ an seinen ersten Standort in der Nähe von Günthers Ruh zurückversetzt wurden. Der aus Sandstein bestehende und mit einer Krone verzierte Stein wurde abermals 2014 restauriert. Als Teil des umfassenden Vermessungssystem kommt auch diesem Stationsstein eine große verkehrshistorische Bedeutung zu. | 08956071                 |
| Weitere Bilder                          | Ehemaliges Vorwerk | Poststraße 11 (Karte)                                                        | vor 1592                                                                       | Alte Bruchsteinmauern im Erdgeschoss mit Tür- und Fensteröffnungen sowie alter Dachstuhl; imposanter, baulich überformter Bruchsteinbau mit singulärem Gewölbekeller; von großer stadtgeschichtlicher und baugeschichtlicher Bedeutung Hans Canzler war ein wohlhabender Leipziger Tuch- und Wollhändler. Seine Familie gehört zu den bedeutendsten Bergbauunternehmern Marienbergs. Die Wirtschaftsgebäude des Vorwerks sind auf alten Stadtbildern von 1592, 1629, 1650 und 1724 dargestellt. 1686 wurde das Vorwerk geteilt. Der Bürger und Handelsmann Ernst Ullmann, in dessen Besitz es sich damals befand, gab die eine Hälfte seinem Sohn, dem Bürger, Kramer und Posthalter Ernst Benjamin Uhlmann. Die andere Hälfte erwarb Johann Immanuel Berthold mit allem auf dem Grundstück befindlichen Gebäuden und Nebenanlagen. Von diesem ist eine Beschreibung des Vorwerks überliefert: „... dieses Vorwerk eins der besten Güter hiesiger Stadt gewesen sei und einen Revier inbegriffen habe. Durch die eingefallenen Kriegs-, Pest- und Teurungszeiten aber kam dasselbe ganz darnieder. Die schönen Gebäude und kostbaren Keller waren fast gänzlich eingegangen....“ Aus diesen Äußerungen kann man entnehmen, dass 1686 das Vorwerk einschließlich der Keller stand. „Die Keller wurden geräumt und gehoben, die Gebäude und das Gemäuer ausgebessert und von neuem überdeckt, drei Böden gespündet und ein Malz- und Dörrhaus mit dazu gehörenden Öfen und Bottichen gebaut.“ Nach mehrmaligem Besitzerwechsel gelangten 1776 die Wirtschaftsgebäude des Vorwerks und das Malzhaus nebst restlichen Besitzungen in das Eigentum des Bürgermeisters Carl Christian Günther. Nach dessen Tod 1811 erwarb die „brauende Bürgerschaft“ das Malzhaus, die Wirtschaftsgebäude verblieben in Familienbesitz. 1846 wurden auf Wunsch des damaligen Bürgermeisters Carl Christian Günther die Wohn- und Wirtschaftsgebäude zur Einrichtung einer Armenstiftung der Stadtgemeinde testamentarisch vermacht. In einem als Stiftsgebäude bezeichnetem Gebäude des Vorwerks wurden arbeitsunfähige, alte und gebrechliche Personen untergebracht. Über der Haustür wurde ein Schild mit der Aufschrift Günthers Ruh angebracht. Baubeschreibung: Zweigeschossiger Putzbau über längsrechteckigem Grundriss, giebelseitig erschlossen mit Türportal vermutlich aus dem 18. oder beginnenden 19. Jahrhundert. Abgeschlossen wird das Gebäude durch ein steiles, leicht geschweiftes Satteldach. Durch Umbaumaßnahmen um 1970 wurde das Äußere des Gebäudes stark beeinträchtigt. Auch wenn die Fensteröffnungen im Wesentlichen beibehalten wurden, wurden sie leicht vergrößert. Die Giebeldreiecke, ursprünglich in Fachwerk, wurden nun massiv aufgemauert. Das steile Satteldach ist bis heute entstellt durch jeweils eine große Schleppgaube, die fast die gesamte Dachfläche einnimmt. Das Gebäude erhielt einen für die Umbauphase typischen Putz mit schmalen Faschen. Durch den Umbau zum Mietshaus um 1970 wurde die Raumstruktur des Hauses grundlegend verändert, auch die Treppe wurde durch eine neue Treppe ersetzt. Es gibt jedoch keine Zweifel, dass der Keller und das aufgehende Mauerwerk weitgehend original erhalten sind. Die Hausgeschichte lässt die Vermutung zu, dass sowohl der Keller als auch das aufgehende Mauerwerk zu großen Teilen aus dem 16. Jahrhundert stammen und 1686 instand gesetzt wurden. Hierbei wurde auch ein neuer Dachstuhl errichtet. Es wäre denkbar, dass der heutige Dachstuhl aus dieser Zeit stammt. Eine dendrochronologische Untersuchung kann hierüber näheren Aufschluss geben. Das Türportal könnte stilistisch der Umwandlung des Gebäudes in ein Armenstift zugeordnet werden und wäre demnach möglicherweise von 1846. Der zweischiffige Keller hat sechs kreuzgratgewölbte Gewölbefelder, zwei freistehende gemauerte Pfeiler und sechs Wandpfeiler; der Scheitelpunkt liegt bei 1,90 Meter, der Kämpfer der Gewölbe auf Fußbodenhöhe. Denkmalwert: Denkmalfähig und denkmalwürdig sind folgende Bestandteile des Gebäudes Poststraße 11 in Marienberg: Außenmauerwerk einschließlich der originalen Fensteröffnungen und des giebelseitigen Hauseingangs mit Türportal, im Inneren der Keller, im Erdgeschoss Bruchsteinmauern einschließlich der darin befindlichen Tür- oder Fensteröffnungen sowie der Dachstuhl (ohne Gauben). Als eines der ältesten Gebäude der Stadt Marienberg und als Gebäudekomplex vor den Toren der historischen Stadt Marienberg mit wechselvoller Geschichte erlangt das Gebäude eine außerordentlich hohe stadtgeschichtliche und baugeschichtliche Bedeutung. Der Keller ist nach heutigem Erkenntnisstand singulär in Marienberg. Vergleichbare Keller sind generell äußerst selten erhalten, so dass dieser Keller als überregional baugeschichtlich bedeutsam einzuschätzen ist. | 09302032                 |
| Weitere Bilder                          | Zwei Fenstergewände eines Wohnhauses                                                                                           | Ratsstraße 1 (Karte)                                                         | wohl 16. Jahrhundert (Fenstergewände)                                          | Bemerkenswerte Renaissance-Spolien, baugeschichtlich von Bedeutung. Zwei Fenstergewände eines Wohnhauses, bemerkenswerte Renaissance-Spolien von baugeschichtlicher Bedeutung im ansonsten entkernten Gebäude. Der Laden wurde 1915 durch Emil Gläser eingebaut, in den Entwurfszeichnungen sind die beiden alten Fenstergewände erkennbar. | 08956029                 |
| Weitere Bilder                          | Wohnhaus in geschlossener Bebauung                                                                                             | Ratsstraße 6 (Karte)                                                         | 18. Jahrhundert                                                                | Barocker Putzbau mit mächtigem Mansarddach, bildprägend und baugeschichtlich von Bedeutung. Wohnhaus in auf dieser Straßenseite erhaltener geschlossener Bebauung, barocker zweigeschossiger Putzbau mit mächtigem Mansarddach, darin zwei Reihen kleiner stehender Gaupen von 1993. Sechs Achsen, die zentrale Eingangstür mit Segmentbogen, ein Kuriosum ist das konvex gerundete Traufgesims. Eine Esse wurde 1876 eingebaut, Bestandszeichnungen von 1909, dem Jahr, in dem Schlossermeister Wilhelm Martin das Dach ausbauen ließ, zeigen einen leicht unregelmäßigen Grundriss, einen durchgehenden Hausflur und eine Anzahl unterschiedlicher Gewölbe. Das Haus ist von baugeschichtlicher Bedeutung und, da es Strukturbestandteil der Stadtkernbebauung Marienbergs ist, auch von städtebaulicher Relevanz. | 08956034                 |
| Weitere Bilder                          | Wohnhaus in halboffener Bebauung                                                                                               | Ratsstraße 10 (Karte)                                                        | 18. Jahrhundert                                                                | Barocker Putzbau mit Mansarddach, bildprägend und baugeschichtlich von Bedeutung. Wohnhaus in halboffener Bebauung, heute Kopfbau einer ab hier noch geschlossenen Straßenseite der historischen Altstadt, zweigeschossiger barocker Putzbau mit bildprägendem Mansarddach, der gedrungene massive Baukörper mit Natursteingewänden, sechs Achsen, großer, etwas aus der Mitte gerückter sehmentbogiger Eingang. 1910 Ausbau des Daches durch Oscar Krumbiegel, Bauherr Malermeister Richard Schmiedel. Die Holzveranda der Rückseite wurde 1912 angebaut. Eine Bestandszeichnung jenes Jahres zeigt Kreuzgewölbe im damals noch durchgehenden Flur. | 08956032                 |
| Weitere Bilder                          | Wohnhaus in offener Bebauung                                                                                                   | Ratsstraße 13 (Karte)                                                        | 18. Jahrhundert                                                                | Barocker Putzbau mit Mansarddach, bildprägend und baugeschichtlich von Bedeutung. Wohnhaus in heute offener Bebauung, traufständiges Relikt einer historischen Straßenzeile, zweigeschossiger barocker Putzbau mit bildprägendem Mansarddach (späterer moderater Ausbau), sechs Achsen Natursteingewänden, leichte Veränderungen im Wand-Öffnungs-Verhältnis. Städtebauliche und baugeschichtliche Bedeutung. | 08956033                 |
| Direkt Bild zu diesem Denkmal hochladen | Fragmente der Stadtmauer, an Roten Turm angrenzend                                                                             | Schulstraße (Karte)                                                          | Kern 16. Jahrhundert                                                           | Ortsgeschichtlich von Bedeutung. Einzeldenkmal der Sachgesamtheit Stadtbefestigung Marienberg: (siehe auch Sachgesamtheitsliste – Obj. 09305552, Obere Bahnhofstraße) | 09305722                 |
| Weitere Bilder                          | Wohnhaus in offener Bebauung und in Ecklage                                                                                    | Schulstraße 2 (Karte)                                                        | vor 1900                                                                       | Über fast dreieckigem Grundriss erbaut, mit Ladeneinbau, historisierende Putzfassade, rückseitig hölzerner Veranda-Anbau, straßenbildprägend, baugeschichtlich von Bedeutung. Auf dem fast dreieckigen Grundstück, das durch die spitz aufeinander zulaufenden Straßen Goethering und Schulstraße gebildet wird, entstand 1906 für den „Kunst- und Handelsgärtner“ Emil Kramer ein aufwändiger Umbau des gut ein Jahrzehnt zuvor entstandenen Wohnhauses mit integriertem Laden (Ausführung Emil Gläser). Bereits vorher war das Gelände für Gärtnereizwecke genutzt worden (zum Beispiel 1894 Gewächshaus). Das zweigeschossige Wohnhaus mit französischem Mansarddach ist ein historisierender Putzbau auf rustikalem Sockel und von dreieckigem Grundriss mit sparsamer vegetabiler Ornamentik. Erwähnenswert sind zwei hölzerne Anbauten auf der dem Garten zugewandten Ostseite, davon hervorstechend ein zweigeschossiger Erker mit Farbglasfenstern. Obwohl es 1946 noch einige bauliche Veränderungen gab und auch die Ladenzone in jüngerer Zeit farblich unvorteilhaft verändert wurde, ist das Gebäude noch recht authentisch und baugeschichtlich relevant. | 08956014                 |
| Direkt Bild zu diesem Denkmal hochladen | Wohnhaus in offener Bebauung und in Ecklage                                                                                    | Schulstraße 6 (Karte)                                                        | Mitte 19. Jahrhundert                                                          | Fachwerk-Obergeschoss mit aufwändiger Zierschieferverkleidung, als Fachwerkbau im Stadtbild selten, straßenbildprägend, baugeschichtlich von Bedeutung. Wohnhaus (19. Jh., womöglich mit älteren Teilen) am Rande der historischen Altstadt in offener Bebauung und Ecklage, traufständig zur Schulstraße, über massivem Erdgeschoss Fachwerk-Obergeschoss mit Zierschieferverkleidung. Als Fachwerkbau sind Häuser wie dieses im Stadtbild selten. Die dreifarbige ornamentale Schieferverkleidung der Giebel und des Obergeschosses, die vom Bauherrn, dem Dachdecker Albin Stengel, 1921 beantragt wurde (an Ausführung beteiligt Emil Gläser), wurde Gegenstand einer bauästhetischen Diskussion, die sich bis 1923 hinzog. Es fand sogar eine Beurteilung des Sächsischen Heimatschutzes statt, der den „unnatürlichen“ roten Kunstschiefer monierte. | 08955998                 |
| Weitere Bilder                          | Schule | Schulstraße 7 (Karte)                                                        | 1893                                                                           | Imposanter Bau mit historisierender Putzfassade, baugeschichtliche und ortshistorische Bedeutung. Die 1893 gebaute Zentralschule, später Gymnasium Marienberg, ist ein prachtvoller, für Entstehungszeit und Bauaufgabe typischer Bau am „Glacis“ der historischen Altstadt. Er ersetzte kleinere Vorgängerbauten im Stadtgefüge und wurde zeitgemäß als Solitär mit Freiflächen konzipiert. Der dreigeschossige späthistoristische Putzbau von 27 eng stehenden Achsen auf der Schauseite weist einen dominanten dreiachsigen Mittelrisalit auf, der über den übrigen Baukörper und das flache Walmdach herausragt, das rundbogige Portal beherbergt, im oberen Geschoss drei groß dimensionierte, von kannelierten Halbsäulen und kräftigen Gebälken gerahmte Rundbogenfenster (Saal) zeigt und von einem Dreiecksgiebel mit Okulus bekrönt wird. Die baugeschichtliche und ortshistorische Bedeutung ist evident. | 08955996                 |
| Direkt Bild zu diesem Denkmal hochladen | Wohn- und Fabrikgebäude | Stadtmühle 5 (Karte)                                                         | 1900 (Wohn- und Fabrikgebäude)                                                 | Vor allem ortshistorische Bedeutung. Die ehemalige „Holzwaaren-Manufactur“ wurde in der Aue des Schlettenbachs 1900 durch Fabrikant Karl Arnold errichtet, der Bauherr und Ausführender zugleich war. Die Anlage aus Wohnhaus und drei Fabrikationsgebäuden ist technisches Denkmal und von baugeschichtlicher wie ortsgeschichtlicher Bedeutung. Das Fabrikantenwohnhaus ist ein zweigeschossiger Putzbau über nahezu quadratischem Grundriss. Die Fassade weist Gliederungen durch roten Backstein auf und der Bau wird durch ein repräsentatives Mansardwalmdach abgeschlossen. Im daran angefügten dreigeschossigen Fabriktrakt werden die Backsteingliederungen in reduzierter Form weitergeführt. Zeittypisch sind die segmentbogigen Öffnungen der Fabrikationsgebäude, deren Bau sich insgesamt bis 1911 hinzog. 1903 wurde die Schneidemühle und galvanische Anstalt (Metallwaren) mit einer liegenden Lokomobile von Lanz (Mannheim) versehen. Obwohl der Betrieb 1908 Knopf- und Metallwarenfabrik Joseph Esser hieß, tauchte der Name Karl Arnold später wieder auf. 1996 wurde die Anlage teilweise zu Wohnzwecken umgenutzt. | 08956044                 |
| Direkt Bild zu diesem Denkmal hochladen | Reste eines Villengartens (mit Grotte, Aussichtsplattform, zwei Treppen und Vase) einer ehemaligen Fabrikantenvilla            | Stadtmühle 22 (Karte)                                                        | um 1920 (Villengarten)                                                         | Garten bestehend aus einer begehbaren Grotte mit einer durch Astwerkgeländer (Beton) eingefassten Aussichtsplattform mit Rotbuche darüber, zwei seitlichen Treppenanlagen und ehemals vorhandener, noch erkennbarer Teich mit kleiner Brücke, zeittypische, inzwischen selten gewordene Ausstattungselemente eines Villengartens, ortsgeschichtliche und gartenkünstlerische Bedeutung. Reste eines Villengartens einer ehemaligen Fabrikantenvilla, bestehend aus einer begehbaren Grotte mit einer durch Astwerkgeländer (Beton) eingefassten Aussichtsplattform mit Rotbuche darüber, zwei seitlichen Treppenanlagen und ehemals vorhandener, noch erkennbarer Teich mit kleiner Brücke. - Grotte: Begehbar durch zwei Zugänge, mit großer Öffnung zu den ehemals vorhandenen Teichen im Garten sowie kleiner Öffnung mit Blick zur Stadt (Naturstein-Sediment-Tuffgestein, verbunden mit Eisenträgern, Tropfsteine aus Eisen mit Beton ummantelt), Inschriftentafel fehlt, darüber Aussichtsplattform mit Astwerkgeländer (Eisen mit Beton ummantelt) und Rotbuche, ehemalige Sichtbeziehung zur Kirche. - Treppenanlage: Vom Haus zur Grotte und von der Grotte zum ehemaligen Fabrikgelände führende Treppen (Naturstein mit Tuffsteinen als Felspartien). - Teich: Noch erkennbar, führte ursprünglich bis an die Grotte heran, kleine Brücke (Beton, Eisen, Tuffsteine als kleine Felspartien), Reste einer Rhododendronbepflanzung. - Vase: Auf quadratischem Sockel mit floraler Dekoration (Naturstein und Beton). Es handelt sich um zeittypische, inzwischen selten gewordene Ausstattungselemente eines Villengartens von ortsgeschichtlicher und gartenkünstlerischer Bedeutung. | 09247843                 |
| Weitere Bilder                          | Exerzierhalle, später „Ausstellungshalle“                                                                                      | Töpferstraße 2 (Karte)                                                       | 1890                                                                           | Lang gestreckte Exerzierhalle mit freitragendem Dachwerk, militärhistorische, baugeschichtliche und ortsgeschichtliche Bedeutung. Die Exerzierhalle an der südlichen Grenze des Altstadtbereichs, 1890 errichtet (Bauleitung Ingenieur Hauptmann Krille), steht in engem Zusammenhang mit dem Militärstandort Marienberg, der im 17. und 18. Jahrhundert begründet wurde und verstärkte Bedeutung durch die sich nahebei befindende, 1873 gegründete Unteroffiziersschule erhielt. Die Halle ist ein langgestreckter, eingeschossiger und etwa 15 Meter hoher Putzbau mit Satteldach. Die beiden Längsseiten zeigen je sieben Achsen mit kleinteilig gesprossten Rundbogenfenstern, die mittlere Achse zur Poststraße ist risalitartig vorgezogen, durch ein quer anlaufendes Satteldach abgeschlossen und formt den Haupteingang. Die klare Gliederung des Baukörpers durch seine symmetrischen Fensteröffnungen mit Sandsteingewänden, durch Okuli und die durch teils geputzte, teils geklinkerte Pilaster hervorgehobenen Ecken lässt das Gebäude in einer nachklassischen Gediegenheit erscheinen. Der völlig freie, rund 60 Meter mal 20 Meter messende Innenraum wirkt durch seine Weite und durch seine offene Dachkonstruktion aus Holz und Eisen. Um den Raum überspannen zu können, wählte man Eisenfachwerkträger, sogenannte Polonceaubinder, die in regelmäßigen Abständen mit zimmermannsmäßigen Tragwerksteilen (Sparren, Pfetten, Bindersparren) verbunden wurden. Neben der ortsgeschichtlichen und militärgeschichtlichen Bedeutung der Halle ist ihre große baugeschichtliche und bautechnische Relevanz hervorzuheben, speziell dabei die eminent wichtige Dachkonstruktion. Einige bauliche Veränderungen zu DDR-Zeit, besonders an der Stirnseite zur Töpferstraße, haben die Integrität des Bauwerks, das heute immerhin eine Nutzung hat (als Garage), nicht aufheben können. Bereits in den 1920er Jahren war es auch Ausstellungshalle. | 08956111                 |
| Weitere Bilder                          | Verwaltungsgebäude in halboffener Bebauung und in Ecklage, Teil des Rathauses (heute Stadtarchiv und Stadtverwaltung)          | Töpferstraße 12; 14 (Karte)                                                  | 1856 (Verwaltungsgebäude)                                                      | Über die ganze Länge des Gevierts sich erstreckender Bau von 19 zu neun Fenster-Achsen, zeittypische Putzfassade, baugeschichtlich und ortsgeschichtlich von Bedeutung. Verwaltungsgebäude in halboffener Bebauung und in Ecklage, 1856 als Erweiterungsbau des Rathauses entstanden, über die ganze Länge des Gevierts sich erstreckender zweigeschossiger Bau von 19 zu neun Fenster-Achsen, zeittypische Putzfassade, drei Eingänge zur Töpferstraße, zwei zugesetzte Korbbogenportale zur Amtsstraße, Walmdach mit vielen kleinen stehenden Gaupen. Baugeschichtliche und ortsgeschichtliche Bedeutung, als quartierprägender Bau des Altstadtrasters auch von städtebaulicher Bedeutung. | 08955936                 |
| Weitere Bilder                          | Wohnhaus in geschlossener Bebauung                                                                                             | Töpferstraße 13 (Karte)                                                      | 18. Jahrhundert oder älter                                                     | Zeittypische Putzfassade, baugeschichtlich und städtebaulich von Bedeutung. Wohnhaus in geschlossener Bebauung mit Kern des 18. Jahrhunderts (Tonnengewölbe im Keller, Konstruktion des Satteldaches), 1868 ansonsten komplett neu gebaut für einen Herrn Krippendorf. Der zweigeschossige und sechsachsige Massivbau mit zentralem Korbbogeneingang erhielt mit der Putzfassade, auf der durch ein Gurtgesims die Geschosse optisch geteilt werden, 1905 wiederum eine neue Vorderwand (Ausführung: Emil Gläser). 1988 wurde ein HO-Laden rückgebaut. Der durch seine vergleichsweise geringe Höhe älter erscheinende Bau ist gleichwohl von baugeschichtlicher Relevanz, seine größte Bedeutung liegt aber im städtebaulichen Beitrag zur Struktur und Optik des historischen Straßenrasters von Marienberg. | 09305547                 |
| Weitere Bilder                          | Wohnhaus in halboffener Bebauung und in Ecklage                                                                                | Töpferstraße 15 (Karte)                                                      | 18. Jahrhundert oder älter                                                     | Stattlicher barocker Putzbau mit Segmentbogenportal, Teil der marktnahen Bebauung, baugeschichtlich und städtebaulich von Bedeutung. Wohnhaus in halboffener Bebauung und in Ecklage zur Amtsstraße, dominanter und straßenbildprägender barocker Putzbau mit Segmentbogenportal (Schlussstein). Das zweigeschossige Gebäude von sechs zu drei Achsen, mit Porphyrgewänden und tiefem Baukörper, wird durch ein Mansarddach mit späterem Ausbau abgeschlossen (ansonsten erhaltene Dachkonstruktion des 18. Jahrhunderts). Eine alte Bestandszeichnung zeigt das Erdgeschoss mit dem typischen unregelmäßigen Grundriss und einem durchgehenden Flur. Hier gibt es auch Kreuzgratgewölbe. 1888 gehörte das Haus dem Bäckermeister H. Kleinert, für den in dem Jahr ein Ofen und eine Backstube eingerichtet wurden. Das Haus ist Teil der marktnahen Bebauung Marienbergs und sowohl städtebaulich als auch baugeschichtlich von Bedeutung. | 08956106                 |
| Weitere Bilder                          | Wohnhaus in geschlossener Bebauung und in Ecklage, an der Fassade historische Ofenplatte                                       | Töpferstraße 17 (Karte)                                                      | 18. Jahrhundert                                                                | Mit Laden, Putzbau mit Krüppelwalmdach, Teil der marktnahen Bebauung, gusseiserne Ofenplatte um 1590, baugeschichtlich, städtebaulich und ortsgeschichtlich von Bedeutung. Wohnhaus in geschlossener Bebauung und in giebelständiger Ecklage zur Amtsstraße, der zweigeschossige massive Putzbau von sechs zu drei Achsen wird von einem Krüppelwalmdach abgeschlossen. Eine alte Bestandszeichnung zeigt einen sehr „schiefen“ barocken Erdgeschossgrundriss (das heißt ohne rechte Winkel) und mit durchgehendem Flur. 1898 erhielt das Dach Gaupen (Bauherr Johann Carl Donath, Ausführung Emil Gläser), diese waren aber kleiner als die vier in neuer Zeit entstandenen. Der Ladeneinbau wurde projektiert 1911, ebenfalls für Donath. 1933 Kaufmann Oscar Großlaub, für den 1939 auch ein Luftschutzkeller eingebaut wurde (siehe auch das Nebengebäude Töpferstr.19). Insofern kommt zu der baugeschichtlichen und städtebaulichen Bedeutung des Hauses auch eine allgemeingeschichtliche Relevanz. Auch ein künstlerischer Aspekt ist festzustellen in Form einer nunmehr an der Giebelseite des Hauses befestigten gusseisernen Ofenplatte, entstanden um 1590, vermutlich nach einem Entwurf von Andreas Walther. Sie zeigt zwei antikische Krieger in Rüstung, die gegeneinander mit Schwertern und ornamentierten Schilden kämpfen. | 08955940                 |
| Weitere Bilder                          | Wohnhaus in geschlossener Bebauung                                                                                             | Töpferstraße 19 (Karte)                                                      | 1867                                                                           | Teil der marktnahen Bebauung, stattliches Gebäude mit qualitätvollem Fassadenschmuck, historisierende Fassade noch von klassizistischer Wirkung, baugeschichtlich von Bedeutung. Wohnhaus in geschlossener Bebauung, nach Brand des Vorgängerbaues 1867 errichtet für den Kaufmann Hermann Donat (durch Baumeister Friedrich Gläser), traufständiger zweigeschossiger massiver Putzbau mit flachem Satteldach, darin fünf Gaupen von 1941. Die historisierende achtachsige Fassade von noch klassizistischer Wirkung zeigt einen durch vegetabile Stuckapplikationen hervorgehobenen flachen Mittelrisalit, in dem sich auch der segmentbogige Eingang befindet. Gurtgesimse verstärken, genau wie die geraden Fensterverdachungen, die horizontale Wirkung der Fassade, die noch durch eine Attikazone mit ornamental verzierten Scheiben veredelt wird. Die Seiten werden durch Kolossalpilaster abgeschlossen. Genau wie beim Nachbargebäude (Nummer 17) wurde auch hier ein Luftschutzkeller eingebaut, allerdings schon 1934(!). Zur baugeschichtlichen und städtebaulichen Bedeutung des Hauses addiert sich noch eine allgemeingeschichtliche. Der zusätzliche Eingang entstand 1985 für eine HO-Gaststätte. | 08955941                 |
| Weitere Bilder                          | Zollbeamten-Wohnhaus in Ecklage und in halboffener Bebauung                                                                    | Töpferstraße 22 (Karte)                                                      | 1900, später überformt (Zollbeamtenwohnhaus)                                   | Aufwändig gestalteter Klinkerbau, straßenbildprägend, baugeschichtlich und ortsgeschichtlich von Bedeutung. Zollbeamten-Wohnhaus in Ecklage und in halboffener Bebauung, zweigeschossiger, aufwändig gestalteter dunkelgelber Klinkerbau von acht zu sechs Achsen auf mächtigem rustikalen, die Hanglage ausgleichenden Sockel. Zierelemente wie Fensterbekrönungen, Eckbetonungen und Horizontalbänder aus glasierten braunen Ziegeln, der monumentale rundbogige Eingang aus profiliertem Sandstein. Die Fenster mit neuer echter Sprossung gerahmt von Formsteinen, aus letzteren besteht auch das Traufgesims. Das elegante Gebäude wurde 1900 vom Königlichen Landbauamt (Landbaumeister Canzler) entworfen. Die Ausbauten des Walmdaches erfolgten erst 1950. Straßenbildprägend, baugeschichtlich und ortsgeschichtlich von Bedeutung. | 08955966                 |
| Direkt Bild zu diesem Denkmal hochladen | Katholische Kirche mit angebautem Pfarrhaus                                                                                    | Trebrastraße 9 (Karte)                                                       | 1906, später überformt                                                         | Authentischer Bau im neogotischen Stil, prägender Umbau im Stil der 1950er/1960er Jahre, vor allem baugeschichtliche Bedeutung römisch-katholische Kirche mit angebautem Pfarrhaus, 1906 für die Pfarrgemeinde durch Baumeister Oscar Krumbiegel errichtet; Vor die aus zwei Baukörpern bestehende Kirche mit Spitzbogenfenstern wurde senkrecht, zur Trebrastraße hin, ein Schulgebäude mit spitzhaubigem Dachreiter gesetzt, womit die sakralen Formen aufgenommen werden: ein zweigeschossiger Putzbau mit zentralem Giebelfeld. Das Erscheinungsbild vor allem des ehemaligen Schulgebäudes (Pfarrhaus) wird durch Umbauten und Gestaltungselemente von 1960/1961 geprägt, die durch den Architekten Artur Becker (Leipzig) vorgenommen wurden. Vor allem die Putzgestaltung fällt in diese Phase. Das Ensemble von Kirche und Schulbau (bzw. Wohnbau) verkörpert nicht nur durch seine Heterogenität und gekonnte Proportionierung Elemente des zeitgenössischen Reformstils, sondern ist auch seltenes Zeugnis des Architekturschaffens der Zeit der frühen DDR. | 09305546                 |
| Direkt Bild zu diesem Denkmal hochladen | Ehemaliges Fabrikgebäude (ohne Anbau)                                                                                          | Trebrastraße 10 (Karte)                                                      | 1907                                                                           | Baugeschichtliche und ortshistorische Bedeutung. Ehemaliges Fabrikgebäude der Firma Donat (Posamenten, Knöpfe und Schirmgehänge) von 1907 (der Anbau von 1919). Dreigeschossiger Putzbau mit roten Backsteingliederungen (Fensterbögen und Lisenen), 14:3 Achsen segmentbogiger Fenster, flacher Mittelrisalit mit gering geneigtem Dreiecksgiebel, dieser und die identisch gestalteten Giebel der Schmalseiten mit ornamentiertem Gespärre. Der Bau, der extra muros am Rande der Altstadt zusammen mit der benachbarten Donat-Villa einen ortshistorischen und ortsentwicklungsgeschichtlichen Wohn- und Produktionszusammenhang darstellt, zeigt die für die Entstehungszeit noch typische späthistoristische Formensprache und ist daher auch von baugeschichtlicher Bedeutung. Später wurde er als Krankenhaus genutzt, 1993 gab es Umbaupläne für ein Seniorenheim. | 08956039                 |
| Weitere Bilder                          | Wohnhaus in geschlossener Bebauung                                                                                             | Wolkensteiner Straße 7 (Karte)                                               | 1864, im Kern vielleicht älter                                                 | Mit späterem Ladeneinbau (ornamentale Fliesenausstattung), stattliches Gebäude mit Tordurchfahrt, Teil der marktzuführenden Straße (seit 1906 Fleischerei), baugeschichtlich und ortsentwicklungsgeschichtlich von Bedeutung. Wohnhaus in geschlossener Bebauung, zweigeschossiger massiver Putzbau von acht Achsen, mit zentraler segmentbogiger Toreinfahrt, die Fenster mit Porphyrgewände, leicht reduzierte Fassade, flaches Satteldach mit später zugefügten, etwas unmaßstäblichen stehenden Gaupen. Errichtet 1864 für den Schmiedemeister Weber anstelle eines Ackerbürgerhauses, das beim Stadtbrand 1852 zerstört wurde. 1906 Einrichtung einer Fleischerei für Max Frenzel aus Zöblitz, der Verkaufsladen mit ornamentaler Fliesenausstattung. | 08956112                 |
| Weitere Bilder                          | Wohnhaus in geschlossener Bebauung                                                                                             | Wolkensteiner Straße 10 (Karte)                                              | 1854, später überformt                                                         | Putzfassade der Zeit um 1910, baugeschichtlich relevant. Wohnhaus in geschlossener Bebauung, dreigeschossiger Massivbau mit aufgelegter Putzgliederung (Lisenen und Spiegel), breites Segmentbogenportal, Dachhecht. Das von Oscar Krumbiegel erbaute Haus für Richard Klinger entstand 1910. Lange Zeit war es Sitz einer Regionalzeitung. Davor stand hier das aufwändige Hotel Stadt Wien aus der Mitte des 19. Jahrhunderts, das bereits 1883 einmal wieder aufgebaut worden war und vor 1910 wieder abgebrannt zu sein scheint. | 08956025                 |
| Weitere Bilder                          | Wohnhaus in geschlossener Bebauung und in Ecklage                                                                              | Wolkensteiner Straße 13 (Karte)                                              | bezeichnet 1780                                                                | Barocker Putzbau mit Korbbogenportal, bildprägend und baugeschichtlich von Bedeutung. Wohnhaus in geschlossener Bebauung und in Ecklage, zweigeschossiger barocker Putzbau von fünf zu drei Achsen, mit Krüppelwalmdach und Korbbogenportal (bezeichnet 1780). Der bildprägende Bau am Rande der Altstadt eröffnet die zum Markt führende Wolkensteiner Straße. In ihm befinden sich große Kellergewölbe. Das Dachgeschoss wurde 1909 durch Oscar Krumbiegel ausgebaut (Bauherr Kaufmann Reinhardt Bartzsch), den Vorschlag, die Hechtgaupe wie ein eigenes Geschoss aussehen zu lassen, fand der Sächsische Heimatschutz „eine gute Idee“ (5.4.1909). | 08956026                 |
| Weitere Bilder                          | Transformatorenturm | Zschopauer Straße (Karte)                                                    | 1913–1914                                                                      | In angepasster Bauweise an die alte Stadtmauer angefügter Natursteinbau, von städtebaulicher, baugeschichtlicher und technikgeschichtlicher Bedeutung. Transformatorenturm von 1913/14, im Material an ein hier noch ursprünglich erhaltenes Stadtmauersegment angepasster und an dieses angefügter Natursteinbau, von annähernd quadratischem Grundriss und mit flachem Pyramidenhelm abschließend. Das technische Denkmal ist nicht nur Zeuge der Elektrifizierung Marienbergs, sondern auch baugeschichtliches Dokument der Tatsache, mit wie viel städtebaulicher Umsicht und gestalterischem Anspruch Zweckbauten bedacht wurden. In dieser „mittelalterlichen“ Ausformung hat das Bauwerk, dessen Pendant am anderen Ende der Stadt (SO) zu finden ist, außerdem Seltenheitswert. | 09299712                 |
| Weitere Bilder                          | Postmeilensäule | Zschopauer Straße (Karte)                                                    | bezeichnet 1727                                                                | Originale Distanzsäule, 100 m versetzt, eine der wenigen verbliebenen original erhaltenen Säulen, verkehrsgeschichtlich von Bedeutung. Am Zschopauer Tor steht die Kopie aus Sandstein der kursächsischen Distanzsäule, die ursprünglich vor dem Zschopauer Tor stand. Daran findet sich ein Rest des Wappens einer Säule vom Annaberger Tor, die 1868 bereits abgebrochen wurde. Die Säule ist aus quarzitischem Sandstein aus Niederschöna gefertigt. Auf der Säule sind entfernungsinschriften, die Jahreszahl 1727 und das Posthornzeichen eingemeißelt. 1895, 1926, 1953 und 1980/81 restauriert und nordwestlich des Zschopauer Tores versetzt (ursprl. stand sie nördlich des Tores). Im Jahre 1722 begann man im Kurfürstentum Sachsen mit der Aufstellung der Kursächsischen Postmeilensäulen. Kurfürst Friedrich August I. wollte hierdurch ein zeitgemäßes Verkehrs- und Transportleitsystem im Kurfürstentum aufbauen, um Handel und Wirtschaft zu fördern. Er beauftragte mit Generalvollmacht Magister Adam Friedrich Zürner (1679 – 1742) mit der Durchführung. Das System der Postmeilensäulen umfasste Distanzsäulen, Viertelmeilensteine, Halb- und Ganzmeilensäulen. Die Distanzsäulen sollten in den Städten vor den Stadttoren, später nur auf den Marktplätzen aufgestellt werden. Entlang der Poststraßen wurden Viertelmeilensteine, Halb- und Ganzmeilensäulen aufgestellt. Sie erhielten eine fortlaufende Nummerierung (Reihennummer), beginnend vom Anfang der Vermessung. Die Ganzmeilensäulen wurden außerhalb der Städte an den Poststraßen im Abstand von 1 Meile (= 9,062 km) aufgestellt. Die Distanzsäulen waren mit dem Monogramm „AR“ für „Augustus Rex“, dem kursächsisch und polnisch-litauischen Doppelwappen sowie der polnischen Königskrone gekennzeichnet. Die Ganzmeilen-, Halbmeilensäulen und Viertelmeilensteine waren alle ähnlich beschriftet, alle trugen kein Wappen, aber das Monogramm „AR“. Die Entfernungsangaben erfolgten in Wegestunden (1 Stunde= ½ Postmeile = 4,531 km). Dieses Meilensystem war das erste europäische Verkehrsleitsystem. Der hier betrachteten Säule kommt als Teil des überregional bedeutenden Postwegesystems eine hohe verkehrsgeschichtliche Bedeutung zu. | 08955962                 |
| Weitere Bilder                          | Wohnhaus in Ecklage und in geschlossener Bebauung                                                                              | Zschopauer Straße 3 (Karte)                                                  | 16. Jahrhundert                                                                | In mehreren Bauetappen entstandenes repräsentatives Wohn- und Geschäftshaus mit Baubeständen aus dem 16. Jahrhundert von baugeschichtlicher, stadtentwicklungsgeschichtlicher und städtebaulicher Bedeutung. Erbaut 1521 (Erdgeschoss und Keller Hausteil Zschopauer Str. 3), vor 1867 (Hauserweiterung – rechte Haushälfte Zschopauer Straße), 1867 (Neubau bzw. Umbau Obergeschoss und Dachgeschoss sowie Anbau Töpferstraße). Zweigeschossiger Putzbau, im äußeren Erscheinungsbild vereinfacht. Hauseingang mehrfach verändert und vereinfacht, in der Töpferstraße große Toreinfahrt. Hausabschluss durch ein einheitliches Satteldach. Das Haus dürfte in mindestens drei Bauphasen entstanden sein. Den Kern möglicherweise aus dem 16. Jahrhundert (1521) bildet der aus zwei Kellertonnen bestehende Keller, welcher genau unter dem alten Hausteil angeordnet ist, sowie der linke Teil des Erdgeschosses in der Zschopauer Straße mit einem kreuzgratgewölbten Raum und einer ebenso gewölbten alten vermutlich schwarzen Küche. Die Gewölbe beeindrucken durch ihre enge Pfeilerstellung und die spitzwinkligen Gewölbekappen. Die rechte Hausseite in der Zschopauer Straße dürfte älter sein als 1867 und gehörte möglicherweise zu einem kleineren Nachbarhaus, welches in dem heutigen Wohn- und Geschäftshaus aufgegangen ist. 1867 kam es zu einem Brand, bei dem das Obergeschoss und der Dachstuhl des Hauses an der Zschopauer Straße zerstört oder stark beschädigt wurden. Anschließend erfolgte der Wiederaufbau und gleichzeitig der Neubau eines Gebäudeflügels in der Töpferstraße. Es könnte sein, dass Reste des alten Dachstuhls erhalten geblieben sind. Das Gebäude gehört wie die Nachbarbebauung zur Ursprungsbebauung der als Planstadt gegründeten Stadt Marienberg und erlangt neben der großen baugeschichtlichen Bedeutung auf Grund der baulichen Reste aus dem 16. Jahrhundert auch eine große stadtentwicklungsgeschichtliche Bedeutung. | 08955942                 |
|                                         | Wohnhaus in geschlossener Bebauung                                                                                             | Zschopauer Straße 4 (Karte)                                                  | 1881                                                                           | Zeittypische Putzfassade, Teil der marktnahen Bebauung, baugeschichtlich von Bedeutung. Wohnhaus in geschlossener Bebauung, an Stelle eines Vorgängerbaues nach Brand 1881 für den Restaurateur Karl Heinrich Süß durch den Marienberger Baumeister Eduard Schreiter errichtet, zweigeschossiger Massivbau mit historistischer Putzfassade, schiefergedecktes Satteldach mit stehenden Gaupen, Erdgeschoss mit Putznutung und segmentbogigen Öffnungen (Natursteingewände), bereits 1889 Entwurf für eine Ladeneinrichtung, Gurtgesims in Höhe der Sohlbänke der Obergeschoss-Fenster mit geradem Sturz und einfacher Bekrönung. Das Gebäude ist Teil der marktnahen Bebauung und Strukturbestandteil des historischen Straßenrasters von Marienberg, baugeschichtliche, ortsentwicklungsgeschichtliche und städtebauliche Relevanz. | 08955954                 |
|                                         | Wohnhaus in Ecklage und in geschlossener Bebauung                                                                              | Zschopauer Straße 5 (Karte)                                                  | 1867                                                                           | Repräsentativer, das Straßenbild maßgeblich prägender Putzbau, vermutlich aus mehreren Vorgängerbauten hervorgegangen, von baugeschichtlichem und stadtentwicklungsgeschichtlichem Wert. Wohnhaus in Ecklage und in geschlossener Bebauung, repräsentativer, das Straßenbild maßgeblich prägender Putzbau, Neuaufbau nach Brand 1867 vermutlich unter Einbeziehung des Vorgängerbaus (Bauherr Fleischermeister Carl Gottlieb Hübler, Maurermeister Karl Gläser, Zimmermeister Friedrich Weiß), zweigeschossig, sechsachsig an Töpferstraße und zwölfachsig an Zschopauer Straße, dort große Tordurchfahrt, mehrere Ladeneinbauten im Erdgeschoss, die Fassade wird wesentlich geprägt durch die Putznutung im Erdgeschoss und die Gesimse zwischen Erd- und Obergeschoss sowie die waagerechten Fensterverdachungen über den Fenstern im Obergeschoss, Hausabschluss durch flach geneigtes, komplett neues Satteldach mit Gaupen (nach 1993). Das Haus war lange Gasthaus (1880 Friedrich Eduard Büttner, 1896–1963 (!) Eugen Buschmann), 1971 war es Dienstleistungskombinat, 1980 Elektrogeschäft. Seit 1993 Bürogebäude. | 09304400                 |
|                                         | Wohnhaus in geschlossener Bebauung                                                                                             | Zschopauer Straße 7 (Karte)                                                  | 1867                                                                           | zeittypische Putzfassade mit Ladeneinbau, bildprägend und baugeschichtlich von Bedeutung Wohnhaus in geschlossener Bebauung, errichtet nach Stadtbrand 1867 für den Bauherrn Müller, Architekt Karl Gottlieb Lübke, traufständiger zweigeschossiger Putzbau mit Ladeneinbauten, historistische Fassade mit dreiecksgegiebeltem Mittelrisalit, dort zentraler Eingang, Erdgeschoss Putznutung, Obergeschoss sechs Achsen, Satteldach; Die Fassade entstand neu, nachdem 1982 der Außenputz abgeschlagen worden war. Das Haus ist Strukturbestandteil der historischen Innenstadtbebauung Marienbergs und von baugeschichtlicher Bedeutung. | 08955949                 |
|                                         | Wohnhaus in Ecklage und in geschlossener Bebauung                                                                              | Zschopauer Straße 8 (Karte)                                                  | 1881                                                                           | Teil der marktnahen Bebauung, bildprägend und baugeschichtlich von Bedeutung. Wohnhaus in Ecklage und in geschlossener Bebauung, mit entsprechendem Walmdach mit Dachhäuschen. Das Eckhaus an der Bergstraße/Zschopauer Straße brannte im Laufe der Stadtgeschichte mehrmals ab, zuletzt während eines Großfeuers am 8. April 1881. Unmittelbar danach wird das jetzige Wohnhaus mit Schmiede von Baumeister Eduard Schreiter für Friedrich August Wagler errichtet, doch schon im gleichen Jahr wird Anna Marie Süß, geb. Hesse, als Eigentümerin genannt, die hier fortan ein Restaurant betrieb. Der heute zweigeschossige Massivbau von vier zu sieben Achsen, dessen Erdgeschoss seit 1982 wieder mit Putznutung versehen ist, schien bis 1934 eingeschossig gewesen zu sein. Ab 1919 Schuhgeschäft Georg Klossek. Das Ladengeschäft diente in der DDR-Zeit als Verkaufsstelle für Lebensmittel. Trotz einiger Veränderungen in den Grundrissen und der Fassade – die Eckgliederung durch aufgelegte Profile dürfte jüngster Fantasie entsprungen sein – ist das Gebäude von baugeschichtlicher Bedeutung. Die städtebauliche Relevanz ergibt sich auch durch seinen Strukturbeitrag zur marktnahen Bebauung. | 08955953                 |
|                                         | Wohnhaus in Ecklage und in geschlossener Bebauung                                                                              | Zschopauer Straße 10 (Karte)                                                 | um 1850                                                                        | Klassizistische Putzfassade, mit Ladeneinbau, Teil der marktnahen Bebauung, baugeschichtlich und städtebaulich von Bedeutung. Wohnhaus aus der 2. Hälfte des 19. Jahrhunderts, in Ecklage und in geschlossener Bebauung, mit klassizistisch anmutender Putzfassade. Der zweigeschossige Massivbau, zur abfallenden Töpferstraße mit zusätzlichem Sockelgeschoss, hat neun zu vier Achsen und ein Erdgeschoss mit Putznutung, der dreiachsige flache Mittelrisalit wird, wie auch die übrigen Ecken, durch Pilaster hervorgehoben und endet mit einem bogenfriesig unterfangenen Giebeldreieck mit Lünette. Zwei Putzgesimse im Obergeschoss, das obere unterbrochen durch den Mittelrisalit, veredeln die Fassade zusätzlich. Der stattliche Bau wird durch ein Walmdach mit stehenden Gaupen abgeschlossen. Bereits 1893 wurde die zentrale Eingangstür verlegt zugunsten von „Schalterraum“ und „Amtszimmer“ eines Postamtes (Ausführung: Emil Gläser), Nutzung als Postamt bis 1902. Der Ladeneinbau mit Vergrößerung der Fenster erfolgte, zusammen mit einem Ausbau des Dachgeschosses, 1903 für den Kaufmann Fritz Oertel. Die Ladenfenster der heutigen Größe entstanden 1906, an der Schmalseite sind sie inzwischen wieder zugesetzt. 1927 Modewarenhaus Uhlemann & Karsch, 1936 Max Karsch. Trotz Wärmedämmung von 12,5 Zentimeter ist das Haus von baugeschichtlicher Bedeutung, dazu kommt die erhebliche städtebauliche Relevanz. | 08955952                 |
|                                         | Wohnhaus in geschlossener Bebauung                                                                                             | Zschopauer Straße 12 (Karte)                                                 | Kern 16. Jahrhundert                                                           | Schmales, hohes Wohnhaus mit Segmentbogenportal, Erdgeschoss innen mit bemerkenswerter Holzdecke, Teil der alten Ortsstruktur, baugeschichtlich von Bedeutung. Wohnhaus in geschlossener Bebauung, Bestandteil der ursprünglichen Kernbebauung Marienbergs (16. Jahrhundert), baugeschichtliche und städtebauliche Bedeutung. Der schmale traufständige, zweigeschossige und nur dreiachsige Putzbau mit gedrungenem Satteldach (mit zwei kleinen stehenden Gaupen) hat ein seitliches Segmentbogenportal mit Ohren und Schlussstein, darin ein historistisches Türblatt. Bereits der große Abstand zwischen den oberen und unteren Fensteröffnungen (letztere leicht vergrößert) legt hohe alte Innenräume nahe. Im Erdgeschoss befindet sich eine bemerkenswerte Holzdecke. Für 1898 ist ein Dachumbau für Wilhelm Melzer belegt (Ausführung Emil Gläser), für 1905 der Anbau einer Werkstatt, für 1941 als Eigentümer der Glasermeister Karl Goldhahn. Aus der Nachkriegszeit stammt die erhaltenswerte Putzschrift „Bauglaserei“. | 08955951                 |
| Weitere Bilder                          | Wohnhaus in geschlossener Bebauung                                                                                             | Zschopauer Straße 13 (Karte)                                                 | wohl 1867 (nach Brand)                                                         | Zeittypische Putzfassade, bildprägend und baugeschichtlich von Bedeutung. Wohnhaus, traufständig in geschlossener Bebauung, die schlichte historistische Fassade, womöglich das ganze Haus nach Stadtbrand 1867 neu errichtet, Bauherr Tischlermeister Neufert (?), 1892 Tischlermeister Friedrich Meerstein (der Name auch einst in dem Band zwischen den Geschossen), zweigeschossiger siebenachsiger Putzbau mit zentralem Eingang, Mittelachse betont durch 1892 hinzugefügtes Dachhäuschen mit Dreiecksgiebel, Satteldach von 1980, 2003 Umbau zur Gaststätte, dabei einiges wieder in den Fassadenzustand vor 1980 versetzt. Baugeschichtliche und städtebauliche Bedeutung. | 08955948                 |
| Weitere Bilder                          | Wohnhaus in geschlossener Bebauung                                                                                             | Zschopauer Straße 14 (Karte)                                                 | 1865, im Kern älter                                                            | Putzfassade, gegenüber und in ähnlicher Gestaltung wie Zschopauer Straße 7, trotz Veränderungen baugeschichtlich von Bedeutung. Wohnhaus in geschlossener Bebauung, Putzfassade zum Teil Resultat eines Um- und Ausbaus von 1865 (Bauherr Kirchenvorsteher Donat): zweigeschossig, Erdgeschoss mit Putznutung, drei Achsen im Obergeschoss risalitartig vorgezogen, breiter Dacherker mit flacher Dreiecksbekrönung (darin einst Stuck), 1992 Erhöhung des Firstes um 80 Zentimeter, dadurch flachere Dachneigung und Beeinträchtigung der Proportionen, jüngst Ladeneinbau. Trotz Veränderungen baugeschichtlich von Bedeutung, da wesentlich älterer Kern des Hauses, zum Teil im Erdgeschoss davon noch Gewölbe. | 08955950                 |
| Weitere Bilder                          | Gasthaus in geschlossener Bebauung                                                                                             | Zschopauer Straße 15 (Karte)                                                 | um 1812                                                                        | Putzbau mit Segmentbogenportal, breiter Baukörper mit großem, steilem Dach, bildprägend sowie baugeschichtlich und ortshistorisch von Bedeutung. Gasthaus in geschlossener Bebauung, traufständiger spätbarocker Putzbau mit Segmentbogenportal, steiles Satteldach mit hechtartigem späteren Ausbau, zwei Geschosse, sieben Achsen, Eigentümer Erich Neuhäuser 1896, Bernhard Keinert, Bäckermeister 1921. Das Portal seit Umbau zur Gaststätte 2003 wieder geöffnet, nachdem es seit 1910 geschlossen war. Vor dem Zweiten Weltkrieg befand sich hier das Wiener Café, das ein bemerkenswertes Reklameschild im Stil des Art déco hatte. | 08955945                 |
|                                         | Wohnhaus in geschlossener Bebauung                                                                                             | Zschopauer Straße 16 (Karte)                                                 | um 1600 und später                                                             | Im Äußeren schlichtes Wohnhaus, mit sehr aufwändigen gotischen Gewölben im Innern, bauliches Relikt der Zeit vor dem Stadtbrand 1610, baugeschichtlich von Bedeutung. Wohnhaus in geschlossener Bebauung, traufständig, die heutige schlichte Fassade täuscht über die baugeschichtliche Bedeutung des Gebäudes hinweg, das sich durch sehr aufwändige gotische Gewölbe im Innern auszeichnet (wulstige Stern- und Kreuzrippengewölbe, in anderen Räumen Kreuzgratgewölbe und Tonnengewölbe), der sehr unregelmäßige, geradezu „schräge“ Grundriss des Erdgeschosses ist ein weiteres Zeichen dafür, dass es sich hier um ein bauliches Relikt von vor dem Stadtbrand 1610 handelt. Das Sichtfachwerk des Obergeschoss verschwand 1860, als Bäckermeister Eduard Fritzsch das Haus umbauen ließ. Der Ausbau des Daches 1952 zu einem quasi Mezzanin bewirkte das heutige Aussehen der Fassade. | 08956108                 |
|                                         | Wohnhaus in geschlossener Bebauung                                                                                             | Zschopauer Straße 19 (Karte)                                                 | 1. Hälfte 18. Jahrhundert und später                                           | Mit steilem Satteldach, Teil der alten Ortsbebauung, baugeschichtlich und städtebaulich von Bedeutung. Wohnhaus in geschlossener Bebauung, traufständiger barocker Baukörper mit steilem Satteldach, Fassade des Putzbaues mit sieben Achsen im Obergeschoss, späteres zentrales Dachhäuschen (1921, Bauherr und Ausführender Moritz Schreiter, Maurermeister). Die Rückwand im Obergeschoss des Hauses wurde 1902/03 erneuert (Bauherr Bernhard Steinert). 1997 Vergrößerung der Erdgeschoss-Fenster, 2000/01 Grundrissänderungen bei Umbau zur Gaststätte. | 08955944                 |
| Weitere Bilder                          | Wohnhaus in geschlossener Bebauung                                                                                             | Zschopauer Straße 20 (Karte)                                                 | bezeichnet 1556, später überformt (Erdgeschoss blieb beim Brand 1610 erhalten) | Putzbau mit prächtigem Renaissance-Sitznischenportal mit aufwändigem Figurenschmuck, Gebäude später baulich überformt, baugeschichtlich und auch künstlerisch von Bedeutung. Wohnhaus, traufständig in geschlossener Bebauung, zweigeschossiger Putzbau von sieben Obergeschoss-Achsen, mit bemerkenswertem Portal, Satteldach mit großem Ausbau. Das Portal bezeichnet „1556“ zeigt über den Sitznischenschalen eine weibliche und eine männliche Figur als Wappenhalter in reicher Renaissancekleidung sowie, quasi als Schlussstein, zwei gerüstete Putten mit Wappenschild. Innen gibt es einen mächtigen Keller sowie einen Hausflur mit aufwändigem Kreuzgratgewölben, zum Hof ist ein Renaissancefenster erhalten. Als Bauherr des Hauses wird Nikol Petz genannt, bis 1602 Bürgermeister von Marienberg und zuvor Stadtrichter und Mühlenbesitzer. Das Erdgeschoss blieb beim Stadtbrand 1610 erhalten, alles andere entstand erst danach. Auch 1867 und 1887 gab es Feuerschäden, 1886 Grundrissänderungen im Obergeschoss und eine neue Schmalseitenwand (N, Bauherr Gerbermeister Fischer). Der große Dachausbau entstand 1911 (Richard Fischer, Ausführung Emil Gläser). Das Haus ist baugeschichtlich und ortsgeschichtlich eines der bedeutendsten in Marienberg, durch das Portal ist auch die künstlerische Bedeutung evident. | 08955947                 |
|                                         | Wohnhaus in Ecklage und in halboffener Bebauung                                                                                | Zschopauer Straße 21 (Karte)                                                 | 1903                                                                           | Historisierende Putz-Klinker-Fassade, baugeschichtlich und bildprägend von Bedeutung. Wohnhaus in Ecklage und in halboffener Bebauung, bildprägend und von baugeschichtlicher Bedeutung, authentische, historisierende Putzfassade im Erdgeschoss und Klinkerfassade im Obergeschoss mit vier zu fünf Achsen, französisches Dach mit integrierten stehenden Gaupen. Die hohen Fenster von Erdgeschoss und Obergeschoss sind mit einem Rankenmotiv bekrönt, im Obergeschoss ist die Ornamentik in hellem Stuck abgesetzt. Der Bauherr war Ernst Schönherr, die Ausführung besorgte 1903 Emil Gläser. Der recht unregelmäßige Grundriss lässt die Existenz eines Vorgängerbaues vermuten. | 09305548                 |
| Weitere Bilder                          | Stadttor und angrenzende Stadtmauer                                                                                            | Zschopauer Straße 21b (Karte)                                                | 1541–1560                                                                      | Stadttor als wuchtiger Turmbau mit 30 Meter langem Rest der Stadtmauer, einzig erhaltenes von ehemals fünf Toren, ortsgeschichtlich von Bedeutung. Einzeldenkmal der Sachgesamtheit Stadtbefestigung Marienberg: (siehe auch Sachgesamtheitsliste – Obj. 09305552, Obere Bahnhofstraße ohne Nummer) Das Zschopauer Tor, eines der Wahrzeichen Marienbergs, entstand im Rahmen der Stadtbefestigung nach Gründung der Stadt zwischen 1541 und 1560. Der wuchtige Turmbau, ein Bruchsteinbau über quadratischem Grundriss, ist das einzige erhaltene von ehemals fünf Stadttoren. Die große rundbogige Durchfahrt ist mit Porphyrquadern verkleidet, genau wie der erst 1956 entstandene Fußgängerdurchgang SW daneben. 1963 gab es, mitten in Sanierungsarbeiten, Schäden durch Panzer. 1964 wurden im Torbau Ausstellungsräume für Museumszwecke konzipiert, was auch das Placet des Instituts für Denkmalpflege fand. Das beschädigte Torgewände wurde zunächst mit Ziegeln repariert, später wieder mit Werkstein. Im SW grenzt ein 30 Meter langer und 2 Meter breiter Rest der Stadtmauer an, der zur Stadtseite mit fünf Blendbögen verstärkt ist und in einem 1914 kongenial errichteten Trafohäuschen endet (siehe dort). | 08955943                 |
|                                         | Wohnhaus in geschlossener Bebauung                                                                                             | Zschopauer Straße 24 (Karte)                                                 | 1888                                                                           | Zeittypische Putzfassade, baugeschichtlich von Bedeutung. Wohnhaus in geschlossener Bebauung, entstanden 1888 durch Emil Gläser für die Witwe Christiane Buschmann, traufständig mit zeittypischer Putzfassade, zweigeschossig und siebenachsig mit zentralem verdachten Eingang. Flaches Satteldach mit neuer stehender Gaupe in Mittelachse. Das Haus ist wohl anstelle eines abgebrannten Vorgängerbaues errichtet worden. | 09305549                 |
| Weitere Bilder                          | Gerichtsgebäude (Nr. 31) mit angebautem Nebengebäude (Nr. 33)                                                                  | Zschopauer Straße 31; 33 (Karte)                                             | 1914–1916, bezeichnet 1914 (Amtsgericht)                                       | Monumentales, vielgliedriges Gerichtsgebäude und kleineres Seitengebäude, Reformarchitektur, baugeschichtliche, ortshistorische und städtebauliche Bedeutung Das Amtsgericht bezog im Juli 1917 diesen Neubau außerhalb der Altstadt, dessen Entwürfe von 1914 stammen (Hauptgebäude, Regierungsbaurat Nikolaus). Zuvor war es seit Einrichtung des Gerichtsamts 1856 im Rathaus untergebracht. Die Baugruppe besteht aus dem monumentalen, vielgliedrigen Gerichtsgebäude und dem kleineren Nebengebäude (bezeichnet „1915“) mit etwas reduzierter Gestaltung, dem ehemaligen Gerichtsgefängnis. Über einem hohen Sockel aus rustiziertem Mauerwerk (Souterrain) erhebt sich ein zweigeschossiger, verputzter Hauptbau mit gliedernden Gurtbändern, Fensterstürzen und Portalen aus Rochlitzer Porphyrtuff, der von einem schiefergedeckten Mansarddach abgeschlossen wird. Die Schauseite zur Zschopauer Straße wird durch einen mit Dreiecksgiebel bekrönten Mittelrisalit mit lang gezogenen Rundbogenfenstern (Saal) geprägt, der optisch noch gesteigert wird durch einen oktogonalen, turmartigen Dachreiter dahinter mit geschweifter Haube, Wetterfahne und Uhr. Hierdurch wird auch städtebauliche Wirkung erzeugt, die die bau- und ortsgeschichtliche Bedeutung der Anlage ergänzt. Weitere Risalite an den Langseiten, die die Traufe durchbrechen, rhythmisieren den großen Baukörper. Seitlich des straßenseitigen Risalits befindet sich das Hauptportal mit blattwerkbelegten kannelierten Säulen. Auf dem Architrav halten zwei Putti eine Kartusche mit Girlanden. | 08956035                 |
|                                         | Grotte | Zschopauer Straße 40 (hinter) (Karte)                                        | um 1913                                                                        | Kleines Gartenbauwerk aus Beton, Ziegeln und Tuffstein von baugeschichtlicher Bedeutung Im Erzgebirgskreis gehäuft auftretende Grotte aus Ziegelsteinen, Tuffsteinen, Armierung – mit Beton überzogen und verfestigt. In anderen Regionen fehlen vergleichbare Gartenbauwerke aus dem gleichen Material. Es ist daher anzunehmen, dass eine auf Gartenkleinbauten spezialisierte Firma in der Umgebung von Marienberg ansässig gewesen sein könnte. Bisher ohne urkundlichen Nachweis wird in diesem Zusammenhang immer wieder der Name des aus Fürth stammenden Bildhauers Johannes Sucker erwähnt. | 09303063                 |

### Ansprung
| Bild                                    | Bezeichnung | Lage                            | Datierung                     | Beschreibung | ID       |
| --------------------------------------- | --- | ------------------------------- | ----------------------------- | --- | -------- |
| Direkt Bild zu diesem Denkmal hochladen | In den Fels geritzter Gedenkstein für Kaiser Wilhelm II. und in der Nähe Kriegerdenkmal für die Gefallenen des Ersten Weltkrieges | (Karte)                         | bezeichnet 1913 (Gedenkstein) | Ortshistorische Bedeutung. - Gedenkstein: Bezeichnet „Wilhelm II. 1888–1913“, anlässlich des 25-jährigen Thronjubiläums von Moritz Löschner Schriftzug in Stein gemeißelt, - Kriegerdenkmal: Am 26. November 1933 eingeweiht, Denkmal für Gefallene und Vermisste, zirka sieben Meter hohe Stele aus Granitsteinen mit eingelassener Serpentinplatte mit Namen der Gefallenen, weiterhin Anlage mit Mauern und Bänken, ehemaliger Zugangsweg nicht erhalten, dominante Stele von regionalhistorischer und ursprünglich auch landschaftsprägender Bedeutung. | 09207612 |
| Weitere Bilder                          | Alte Schmiede; heute Heimatstube Ansprung: Schmiede mit original erhaltener Ausstattung                                           | Rübenauer Straße 1a (Karte)     | 19. Jh. (Schmiede)            | technikgeschichtliche und ortshistorische Bedeutung | 09207622 |
| Weitere Bilder                          | Schule | Rübenauer Straße 11 (Karte)     | 1878                          | Stattlicher Massivbau, überhöhter Mittelrisalit mit Turm, im Stil der frühen Neogotik, ortshistorische und ortsbildprägende Bedeutung. Zweigeschossig mit kräftig profilierten Gewänden und Gesimsen, im Obergeschoss wulstiger, gerader Sturz, leicht vorgezogener Mittelrisalit mit Dreieckabschluss und Maßwerkfries, seitlich wuchtige Bekrönungen, Glockentürmchen. | 09207605 |
| Direkt Bild zu diesem Denkmal hochladen | Wohnhaus | Rübenauer Straße 17 (Karte)     | 2. Hälfte 19. Jahrhundert     | Weitgehend original erhaltener Massivbau, baugeschichtlich von Bedeutung. Kleiner zweigeschossiger Bau mit Ecknutung, kräftigen Gewänden und Gesimsen, Tür mit kleinem Dreieckgiebel, originales Türblatt, Dacherker. | 09207606 |
| Direkt Bild zu diesem Denkmal hochladen | Wohnstallhaus eines ehemaligen Zweiseithofes                                                                                      | Rübenauer Straße 38 (Karte)     | Kern wohl 18. Jahrhundert     | Zeit- und landschaftstypischer Bau, baugeschichtlich von Bedeutung. Erdgeschoss massiv, zum Teil durch Fenster- und Garageneinbau verändert, Obergeschoss Fachwerk, mit Ladeluke, Giebel im oberen Teil verkleidet. | 09207607 |
| Direkt Bild zu diesem Denkmal hochladen | Ehemaliges Wohnstallhaus eines Zweiseithofes                                                                                      | Rübenauer Straße 48 (Karte)     | 1. Hälfte 19. Jahrhundert     | Obergeschoss Fachwerk verbrettert, weitgehend original erhalten, baugeschichtlich von Bedeutung. Erdgeschoss massiv, Obergeschoss Fachwerk, zur Straße verbrettert. | 09207608 |
| Direkt Bild zu diesem Denkmal hochladen | Auszugshaus eines Bauernhofes | Serpentinsteinstraße 52 (Karte) | Kern wohl 18. Jahrhundert     | Zweigeschossiger Fachwerkbau, Fachwerk auch im Erdgeschoss, baugeschichtlich von Bedeutung. Zweigeschossiger Fachwerkbau, Rückseite massiv, Giebel-Fachwerk. | 09207623 |

### Gebirge
| Bild                                    | Bezeichnung                                                                                                | Lage                  | Datierung              | Beschreibung | ID       |
| --------------------------------------- | --- | --------------------- | ---------------------- | --- | -------- |
| Direkt Bild zu diesem Denkmal hochladen | Ehemaliges Hut- und Treibehaus der Einhorn Fundgrube auf flacher Halde sowie Reste des Einhorn Zeuggrabens | Carlstraße 35 (Karte) | zwischen 1774 und 1778 | Als letzte Zeugnisse des bedeutenden Marienberger Zinnerzbergbaus am Martersberg von bergbaugeschichtlicher, ortsgeschichtlicher und baugeschichtlicher Bedeutung. Das im Kern zwischen 1774 und 1778 errichtete ehemalige Zechengebäude steht auf einer zur Straße hin abfallenden flachen Halde und damit zum Teil auch über dem verwahrten Einhorn Tagesschacht. Der zugehörige Einhorner Zeuggraben wurde zwischen 1775 und 1777 neu angelegt. Er führte ursprünglich von Westen und Süden an das Gebäude heran und setzte sich anschließend nordwärts in Richtung der Wagenbach fort. Dort beaufschlagte sein Wasser einen zeitgleich angelegten und zur Erzförderung eingesetzten Wassergöpel. Eine Besonderheit des Einhorner Wassergöpels war, dass sich das Kehrrad nach Harzer Vorbild in einer übertägigen Radstube nördlich des Schachts befand und die Fördergestänge im Einhorner Treibeschacht mittels eines Kunstgestänges bewegte. Der Zeuggraben selbst ist heute noch an einigen Stellen deutlich im Gelände zu erkennen. Nachdem das Einhorner Berggebäude im Jahr 1788 ins Freie fiel, kam das zugehörige Hut- und Treibehaus zur Versteigerung und wurde nachfolgend zum reinen Wohngebäude umgenutzt, nachdem zuvor – abgesehen von einer Wohnnutzung durch den Hutmann der Grube – die Funktion als Material- und Gezähelager sowie als Schacht- und Treibehaus im Vordergrund stand. Über mehrere Umbauphasen hinweg entstand aus einem zweistöckigen Fachwerkhaus das heutige, überwiegend massiv ausgeführte Wohngebäude. Dieses setzt sich aus einem massiven, verputzten Erdgeschoss aus Bruchsteinmauerwerk mit leicht vorspringender Süd-Ost-Ecke sowie einem teils massiven, teils in Fachwerkbauweise ausgeführten Obergeschoss zusammen. Dabei bestehen die Außenmauern des Obergeschosses an der Süd- und Westseite aus verputztem Ziegelmauerwerk, während der Nordgiebel eine nach außen verbretterte Fachwerkkonstruktion und die zum Hof gerichtete Ostwand ein nach außen freiliegendes, mit Bruchsteinen ausgefachtes und verputztes Fachwerk aufweist. Darüber schließt sich ein zirka 45° steiles Satteldach mit Holzschalung und Metallblechdeckung an. Die Geschosse werden durch Holzbalkendecken aus an der Unterseite gefasten Holzbalken voneinander getrennt, darüber steht ein Kehlbalkendachstuhl mit Windrispenkreuz sowie einem nachträglich eingebrachten Mittellängsverband. Weiterhin sind folgende Baudetails beachtenswert: ein aus in der Kappe fischgrätenartig gesetztem Bruchsteinmauerwerk bestehender Kellerzugang mit angeschlossener rundbogiger Kellertonne, Segmentbogenfenster in den starken Außenwänden des südlichen Erdgeschosses sowie eine analog zur Außenwand des Oberstockfachwerks errichtete Innenwand aus mit Bruchsteinen ausgefachtem Fachwerk. Am Nordgiebel des Gebäudes schließt sich ein zweigeschossiger Schuppenanbau aus einer einfachen, verbretterten Holzkonstruktion auf massivem Sockel an. Trotz der baulichen Veränderungen, die das ehemalige Hut- und Treibehaus in seiner Geschichte erfahren hat, besitzt das Objekt weiterhin Zeugnischarakter für eine häufig im Erzgebirge angetroffene Bauaufgabe. Die typische Gestaltung eines Hut- und Treibehauses eines größeren Grubenbetriebs – zweigeschossiges Fachwerkgebäude mit niedrigerem Erd- und höherem Obergeschoss – bleibt an dem heutigen Wohngebäude weiterhin ablesbar. In Verbindung mit dem teils deutlich im Gelände zu erkennenden Einhorner Zeuggraben vermittelt die Anlage zudem die ehemals vor Ort eingesetzte Fördertechnologie. Zuletzt haben auch die Veränderungen des 1788 entwidmeten Hut- und Treibehauses durch die nachfolgende Wohnnutzung einen eigenen Zeugnischarakter und dokumentieren einen für die Region typischen Vorgang, bei dem Zechenhäuser von ungangbaren und auflässig gewordenen Grubengebäuden aus dem Besitz der Grubengewerke in private Hände übergingen und zu reinen Wohn- bzw. Wohnstallgebäuden umgenutzt wurden. Als letzte Sachzeugnisse des hier am Martersberg vom 16. bis ins 19. Jahrhundert hinein betriebenen und für Marienberg äußerst bedeutenden Zinnerzbergbaus sind damit Zechengebäude, Halde und Zeuggraben von bergbau-, bau- und ortsgeschichtlicher Bedeutung. | 08956124 |
| Direkt Bild zu diesem Denkmal hochladen | Kriegerdenkmal für die Gefallenen des Ersten Weltkrieges                                                   | Hauptstraße (Karte)   | 1920                   | Aus Bruchstein und Marmor, ortshistorische Bedeutung. | 08956060 |

### Gelobtland
| Bild                                    | Bezeichnung | Lage                       | Datierung                 | Beschreibung | ID       |
| --------------------------------------- | --- | -------------------------- | ------------------------- | --- | -------- |
| Direkt Bild zu diesem Denkmal hochladen | Ehemalige Speichenfabrik (mit Maschinenausstattung, Turbine und Antrieben/Transmissionen und Werkstatteinrichtungen beider Produktionszweige - Speichenherstellung und Puritas-Möbelbalsam) sowie ehemaliges Metalllagergebäude, Mühlgraben mit Teich und Gartenhaus (Speichenfabrik Seifert; Schüller; Puritas) | Brettmühlenweg 5 (Karte)   | 1898                      | Bemerkenswerte, vollständig erhaltene Produktionsanlage von technik- und baugeschichtlicher Bedeutung | 09248124 |
| Direkt Bild zu diesem Denkmal hochladen | Gedenkstätte für die Opfer des Faschismus, mit Ehrenhain | Flügel F (Karte)           | 1952                      | Begräbnisort von 154 KZ-Häftlingen, erinnert an deren Ermordung im April 1945, geschichtlich von Bedeutung. Ehrenhain von 28 × 15 m in der Nähe des Bahnhofs Gelobtland mit zwei Granitfindlingen, der erste (mit Text und rotem Winkel) von 1953 für 154 Tote des KZ Buchenwald, die in der Umgegend beim Abtransport nach Theresienstadt, als die Evakuierungszüge zwischen dem 15. und dem 17. April 1945 hier standen, ums Leben kamen und von verschiedenen Stellen im Wald hierher in ein Flächengrab umgebettet wurden. 1967 kam der zweite Findling mit Aufschrift sowie einer Marmortafel hinzu, zum Gedenken an Sowjetbürger und Franzosen des Flossenbürg-Außenlagers Flöha.                                                                                           | 08956117 |
| Direkt Bild zu diesem Denkmal hochladen | Spritzenhaus | Gelobtland (bei 8) (Karte) | 1894                      | Eines der wenigen erhaltenen Beispiele im Erzgebirgsraum, ortsgeschichtlich von Bedeutung. Spritzenhaus, das unscheinbare verputzte Bruchsteingebäude von 1894 ist gleichwohl von ortsgeschichtlicher und sozialgeschichtlicher Bedeutung und zudem eines der wenigen erhaltenen Beispiele dieser Gattung im Erzgebirgsraum. | 08955928 |
| Direkt Bild zu diesem Denkmal hochladen | Wohnhaus eines Bauernhofes | Gelobtland 9 (Karte)       | 1. Hälfte 19. Jahrhundert | Kleines landschaftstypisches Fachwerkwohnhaus, Giebel verbrettert, baugeschichtlich von Bedeutung. Ländliches Wohnhaus, vermutlich aus der ersten Hälfte 19. Jahrhundert, in der regionaltypischen Holzbauweise, massives Erdgeschoss, Obergeschoss mit zweiriegeligem Sichtfachwerk, steiles, schiefergedecktes Satteldach ohne Ausbauten, Giebel verbrettert. Einbau einer Esse durch August Kamm 1882, Besitzer war zu der Zeit Joh. Gottlieb Klemm. 1906 Vergrößerung des Gebäudes um ein Joch und massive Ersetzung der rechten Giebelwand durch Bauleiter Woldemar Fischer für Hermann Klemm. Das Haus, das noch ein intaktes Wand-Öffnungs-Verhältnis aufweist und überhaupt hochgradig ursprünglich erhalten oder wiederhergestellt ist, hat baugeschichtliche Bedeutung. | 08956061 |
| Direkt Bild zu diesem Denkmal hochladen | Wohnhaus und Scheune eines Bauernhofes | Gelobtland 10 (Karte)      | um 1800                   | Straßenbildprägendes Fachwerkwohnhaus, Holzscheune, baugeschichtlich von Bedeutung. Wohnhaus: Erdgeschoss massiv, Obergeschoss Fachwerk, zum Teil verbrettert, mit Anbau, Obergeschoss Fachwerk. | 08956062 |
| Direkt Bild zu diesem Denkmal hochladen | Wohnhaus | Gelobtland 15 (Karte)      | 18. Jahrhundert           | Eingeschossiges, niedriges, gestrecktes Wohnhaus mit tief heruntergezogenem Dach, straßenbildprägend, sozialgeschichtlich von Bedeutung. Eingeschossig, Giebel verbrettert, Dachhäuschen und kleine Ladeluke. | 08956063 |
| Direkt Bild zu diesem Denkmal hochladen | Wohnhaus | Gelobtland 27 (Karte)      | 18. Jahrhundert           | Eingeschossiger Putzbau, breitgelagerter Baukörper mit tief heruntergezogenem Dach, ortshistorische Bedeutung. Verputzter Bruchsteinbau, eingeschossig, Dach zweigeschossig ausgebaut. | 08956064 |
| Direkt Bild zu diesem Denkmal hochladen | Bahnhofsgebäude | Gelobtland 30 (Karte)      | 1875                      | Bahnhofsgebäude im Rundbogenstil des 19. Jahrhunderts, baugeschichtliche und eisenbahngeschichtliche Bedeutung, außerdem historisches Zeugnis der VVN. Im Erdgeschoss Putzgliederung, Rundbögen zum Teil verändert, Obergeschoss Porphyrgewände, Dachhäuschen. | 08956116 |

### Grundau
| Bild                                    | Bezeichnung                                       | Lage                    | Datierung             | Beschreibung | ID       |
| --------------------------------------- | ------------------------------------------------- | ----------------------- | --------------------- | --- | -------- |
| Direkt Bild zu diesem Denkmal hochladen | Wohnstallhaus und Seitengebäude eines Bauernhofes | Grundauer Weg 9 (Karte) | Mitte 18. Jahrhundert | Wohnhaus mit Fachwerk-Obergeschoss, zeit- und landschaftstypisches Gebäude, baugeschichtlich von Bedeutung. - Wohnstallhaus: Erdgeschoss massiv, Obergeschoss Fachwerk, ein Giebel massiv, ein Giebel Fachwerk verkleidet. - Nebengebäude: Eingeschossiger Massivbau, Giebel verbrettert. | 09207597 |

### Hinterer Grund
| Bild                                    | Bezeichnung                                                                       | Lage                                | Datierung                      | Beschreibung | ID       |
| --------------------------------------- | --------------------------------------------------------------------------------- | ----------------------------------- | ------------------------------ | --- | -------- |
| Direkt Bild zu diesem Denkmal hochladen | Stolln und Mundloch des Tiefer Blühend Glück Stollns                              | Amtsseite-Hinterer Grund (Karte)    | bezeichnet Tiefer B.G.St. 1856 | Bergbaugeschichtliche und ortshistorische Bedeutung. | 09207918 |
|                                         | Ehemaliges Huthaus, jetzt Wohnhaus                                                | Amtsseite-Hinterer Grund 7 (Karte)  | 1886                           | Bergbau- und ortshistorische Bedeutung, ortsbildprägend. Zwei kleine Einzelgebäude: - Erstes Gebäude: Erdgeschoss massiv, Obergeschoss Fachwerk, ein Giebel massiv, im oberen Teil verbrettert. - Zweites Gebäude: Zweigeschossiger Massivbau, Obergeschoss verbreitert, beide Gebäude in den 1970er Jahren verändert. | 09207919 |
|                                         | Ehemaliges Huthaus, jetzt Wohnhaus                                                | Amtsseite-Hinterer Grund 15 (Karte) | zwischen 1628 und 1713         | Orts- und bergbauhistorische Bedeutung. Grube Parisloch zwischen 1628 und 1713 als Silbererzgrube betrieben, Huthaus brannte 1884 ab und wurde nachfolgend zweigeschossig an gleicher Stelle neu errichtet, zweigeschossiger Massivbau, Obergeschoss verbrettert. | 09207916 |
|                                         | Ehemaliges Huthaus, jetzt Wohnhaus                                                | Amtsseite-Hinterer Grund 16 (Karte) | wohl 18. Jahrhundert           | Bergbauhistorische und ortshistorische Bedeutung. 1688 bis 1714 in der Grube Gesell Gottes Silbererzbergbau betrieben, wenig erfolgreich, Huthaus auf der Halde des Elias Stolln errichtet, kleiner eingeschossiger Massivbau. | 09207915 |
| Direkt Bild zu diesem Denkmal hochladen | Wohnstallhaus und Scheune eines Zweiseithofes sowie gegenüberliegendes Kellerhaus | Amtsseite-Hinterer Grund 18 (Karte) | 1777–1780                      | Wohnstallhaus in zeit- und landschaftstypischer Gestaltung, baugeschichtlich und wirtschaftsgeschichtlich von Bedeutung. Das große Wohnstallhaus hat mit den Grundrissen, dem Wasserhaus unter der zugewandten Traufe, dem Aborterker am abgewandten Giebel und der vor dem zugewandten Giebel beigestellten Scheune als Gesamtanlage einen sehr hohen Denkmalwert, der sich auf baugeschichtlichen und siedlungsgeschichtlichen Informationen zum ländlichen Leben im Erzgebirge aus der Zeit zwischen 1800 und 1850 gründet. Zu diesen treten besonders wertvolle Befunde der Ausstattung: Innentüren, Fenster, der steinerne Bodenbelag im Erdgeschossflur, die Korbbögen der Stubenfenster und hier besonders der Wandschrank und die mit einem Sims gesetzte Ofenecke mit einem Kachelofen auf einem gusseisernen Unterbau mit geschwungenen Beinen und nicht zuletzt die mit einem kreisrunden Stuckspiegel gezierte Stubendecke zeigen einen gehobenen Wohlstand, wie ihn schon die Hausgröße nach außen vermuten lässt. Der Höhepunkt der Ausstattung liegt aber in der Wandfassung des Raumes über der Erdgeschossstube, die möglicherweise als Oberstube angesprochen werden kann. Rote Rosenranken auf hellgrünem Fond über einem grauvioletten Sockel erzeugen eine gartenähnliche Atmosphäre. Diese wohl als singulär zu bewertende Farbfassung wie auch die anderen erwähnten Befunde befinden sich wie das gesamte Haus in einem erstaunlich guten Zustand. Das Wohnstallhaus gehört zu den herausragenden ländlichen Kulturdenkmalen des Wohnens und Wirtschaftens unter einem Dach im Erzgebirge und weit darüber hinaus. Es ist für die sächsische ländliche Wohnkultur der ersten Hälfte des 19. Jahrhunderts von außerordentlich hohem Wert. - Wohnstallhaus: Erdgeschoss massiv, Obergeschoss ehemals Fachwerk verbrettert, Talseite massiv. - Scheune: Bruchsteinsockel, Holzkonstruktion, Wetterfahne bezeichnet „1935“. | 09207902 |

### Hüttengrund
| Bild                                    | Bezeichnung | Lage                                        | Datierung                             | Beschreibung | ID       |
| --------------------------------------- | --- | ------------------------------------------- | ------------------------------------- | --- | -------- |
| Direkt Bild zu diesem Denkmal hochladen | Straßenbrücke über den Schlettenbach                                                                                   | (Flurstücke 1363/3, 1363/4, 1363/9) (Karte) | 19. Jahrhundert                       | Steinbogenbrücke mit seitlicher Uferbefestigung aus Bruchstein, baugeschichtlich von Bedeutung | 08956126 |
| Direkt Bild zu diesem Denkmal hochladen | Straßenbrücke über den Schlettenbach                                                                                   | (Flurstücke 1828/1 und 1414/2) (Karte)      | 19. Jahrhundert                       | Steinbogenbrücke mit seitlicher Uferbefestigung aus Bruchstein, baugeschichtlich von Bedeutung | 08956125 |
| Direkt Bild zu diesem Denkmal hochladen | Mundloch | Hüttengrund 10 (bei) (Karte)                | 1532, Ersterwähnung, vermutlich älter | Ortsgeschichtlich und bergbaugeschichtlich von Bedeutung. Stollnmundloch mit elliptischem Bruchsteingewölbe aus dem 19. Jahrhundert, im Hüttengrund nahe der 1538 errichteten Unteren Schmelzhütte gelegen (Obere Schmelzhütte 1523 weiter oberhalb in der Nähe der Fabian Sebastian Fundgrube errichtet), Mundloch eines bedeutenden Wasserlösestollns im Marienberger Revier (ursprünglich Hauptstolln), entwässerte die Gruben am Rosenberg, ausfließendes Wasser diente der Unteren Schmelzhütte als Aufschlag, bergbauliche Anlage eng mit der Glasmeisterfamilie Preußler verbunden. Marienberger Glashütte (seit 1486 Belehnung von Barthel Preußler – auch Glaser genannt –, bis Anfang 17. Jahrhundert von der Familie Preußler betrieben) vermutlich im Hüttengrund gelegen, 1522 erschürfte Dominicus Gläser (vergleiche Wagenbreth/Wächtler: Bergbau im Erzgebirge, Leipzig 1990, S. 265 – möglicherweise ist hiermit Barthel Preußler, genannt Glaser, gemeint) einen neuen Silbererzgang nahe der Fabian Sebastian Fundgrube und bekam darauf die Fundgrube Güldener Rosenkranz mit der oberen nächsten Maß verliehen, in der Folgezeit Anlage eines Wasserlösestollns durch Valentin Preußler (Sohn von Barthel Preußler, übernahm die Glashütte 1530 zusammen mit seinen Brüdern Jakob und Wolf) auf dem eigenen Grundstück, dieser Wasserlösestolln, 30 Meter unterhalb des bisherigen Entwässerungsstollns der Gruben am Rosenberg, dem Ulrichstolln, angelegt, wurde erstmals 1532 als „des Alten Glasers Erbstolln“ aktenkundig (Erbstollen = tiefster wasserlösender Stolln eines Reviers, Stollnbesitzer besaß das Recht, von den angeschlossenen Gruben die sogenannte Erbstollengebühr zu erheben), der Gläserstolln erreichte um 1550 nach 720 Meter Vortrieb die Gruben am Rosenberg, ab etwa 1570 Stollenvortrieb mit fiskalischer Beteiligung, um der sogenannten Tiefbaukrise des Marienberger Bergbaus entgegenzuwirken (nach dem Höchststand der Erzausbeuten um 1540 verlor der Marienberger Silbererzbergbau aufgrund der Erschöpfung oberflächennaher Lagerstätten wesentlich an Bedeutung – nur wenigen Gruben war die kapitalintensive Anschaffung der für den Abbau in größeren Tiefen notwendigen Fördermaschinen und Kunstgezeuge zur Wasserhebung möglich), daher etwa zeitgleich Abteufen eines Schachts/Gesenks vom Gläserstolln aus auf das noch tiefere Niveau des seit etwa 1525 vom Staat vorgetriebenen Fürstenstolln (später Weißtaubner Stolln genannt), um diesen im Gegenortbetrieb beschleunigt vortreiben zu können, der Stollndurchschlag erfolgte 1594, 1603 erreichte der Fürstenstolln die Grube Weiße Taube, letztlich erleichterte die Anlage des Gläserstolln den angeschlossenen Gruben zwar den Wasserabfluss, der Einsatz von Wasserhebemaschinen blieb allerdings weiterhin notwendig, da der Erzabbau bereits weit unter der Erbstollnsohle lag, auch das Einbringen des wesentlich tieferen Fürstenstolln in die Gruben am Rosenberg konnte deren Niedergang zu Beginn des 17. Jahrhunderts nicht mehr aufhalten, nach der Einstellung des gesamten Marienberger Bergbaus 1904 betrieb zuletzt die SAG Wismut den Wasserlösestolln im Zuge von Erkundungsarbeiten nach Uranerzvorkommen 1947/1948. | 08956107 |
| Direkt Bild zu diesem Denkmal hochladen | Reste der Gartengestaltung eines ehemaligen Wohn- und Kontorgebäudes (Betongeländer sowie Reste der ehemaligen Grotte) | Hüttengrund 27; 28 (Karte)                  | zwischen 1905 und 1915                | Seltene Zeugnisse der Gartengestaltung, besonders im ehemaligen Landkreis Marienberg für Villengärten typische Gestaltungselemente, von gartenkünstlerischer und baugeschichtlicher Bedeutung. Astwerkgeländer aus bewehrtem Beton an verschiedenen Stellen im Garten, Treppenanlage mit Böschungsmauer – Ziegelmauerwerk und Beton sowie unter dem um 1970/80 erbauten Wohnhaus (Erweiterung des ehemaligen Gartenhauses) fast vollständig erhaltene Grotte aus Ziegeln und Beton. Die Gartenausstattungen aus Rocaille-Beton waren eine zeit lang vor allem in den Ortschaften um Marienberg/Lengefeld/Waldkirchen beliebte Gartengestaltungselemente vorwiegend von Fabrikantengärten. Der Produzent dieser speziellen Gartenbauten ist gegenwärtig unbekannt. Die Geländer in diesem Garten zeichnen sich durch einen vergleichsweise guten Erhaltungszustand aus. Dies ist möglicherweise auf die größeren Durchmesser der Geländer sowie die stete Pflege durch die Eigentümer zurückzuführen. Inzwischen nicht mehr erhalten sind zwei Brücken, die den ehemals vorhandenen Teich überbrückten. | 09303365 |

### Kühnhaide
| Bild                                    | Bezeichnung                                                                                 | Lage                                   | Datierung                  | Beschreibung | ID       |
| --------------------------------------- | ------------------------------------------------------------------------------------------- | -------------------------------------- | -------------------------- | --- | -------- |
| Direkt Bild zu diesem Denkmal hochladen | Gedenkstein                                                                                 | (Karte)                                | bezeichnet 1814            | Kleiner grob behauener Stein (Gneis) mit Inschrift und Kreuz, zur Erinnerung an Gefallene des Freiheitskrieges 1813, geschichtlich von Bedeutung. | 09206732 |
| Direkt Bild zu diesem Denkmal hochladen | Zeuggraben als Wasserzuführungsgraben für die Kunstgezeuge in Lauta, Abschnitt OT Kühnhaide | (Karte)                                | 1551                       | Bergbauhistorische Bedeutung. Einzeldenkmal der Sachgesamtheit Reitzenhainer Kunst- und Zeuggraben: (siehe auch Sachgesamtheitsliste, OT Kühnhaide, ohne Anschrift – Obj. 09305557) (siehe auch Gemarkung Reitzenhain und Gemarkung Marienberg) | 08956368 |
| Direkt Bild zu diesem Denkmal hochladen | Zeuggraben als Wasserzuführungsgraben für die Kunstgezeuge in Lauta                         | (Karte)                                | 1551                       | Bergbauhistorische Bedeutung. Sachgesamtheitsbestandteil der Sachgesamtheit Reitzenhainer Kunst- und Zeuggraben, Abschnitt OT Kühnhaide mit dem Einzeldenkmal: (siehe Einzeldenkmalliste – Obj. 08956368, siehe auch Sachgesamtheitsliste, OT Marienberg, ohne Anschrift – Obj. 09305555) | 09305557 |
| Direkt Bild zu diesem Denkmal hochladen | Mühlenwohnhaus                                                                              | Am Platz 4 (Karte)                     | 1. Hälfte 19. Jahrhundert  | Stattlicher Putzbau, von baugeschichtlicher und ortsgeschichtlicher Bedeutung. Verputzter Bruchsteinbau. | 09305537 |
| Direkt Bild zu diesem Denkmal hochladen | Wohnhaus                                                                                    | Am Platz 5 (Karte)                     | um 1830                    | Kleiner eingeschossiger Putzbau, für die Gebirgsregion typisches Wohnhaus, von bau- und sozialgeschichtlicher Bedeutung. Eingeschossig, rechteckiger Grundriss, Erdgeschoss massiv verputzt, Giebeldreieck Fachwerk verbrettert, kleiner massiver Türvorbau nachträglich, auf hinterer Traufseite ursprünglicher kleiner Holzanbau, Satteldach mit Blechbahnen. | 09248126 |
|                                         | Wohnstallhaus eines Bauernhofes                                                             | Herrenhaide 5 (Karte)                  | um 1800                    | In ortsbildprägender Lage, Obergeschoss Fachwerk, in ortstypischer Gestalt, baugeschichtlich von Bedeutung. Erdgeschoss massiv (Bruchsteinmauerwerk) mit weitgehend erhaltenen Nutzungsstrukturen, Obergeschoss Fachwerk, unterschiedliche Stärken von giebelseitigen und langseitigen Rähm und Streben, Giebel teilweise verbrettert, unverändertes Satteldach. | 09205526 |
| Direkt Bild zu diesem Denkmal hochladen | Wohnhaus, zwei Schuppen und ehemaliges Wasser-/Waschhaus                                    | Herrenhaide 21 (Karte)                 | Anfang 19. Jahrhundert     | Vermutlich ehemalige Kleinbauernwirtschaft, zeittypisches ländliches Gebäudeensemble von baugeschichtlichem, sozialgeschichtlichem sowie landschaftsprägendem Wert. - Anwesen, bestehend aus einem Wohnhaus und anschließenden Schuppen und Seitengebäuden. Das Wohnhaus wurde vermutlich um 1800 als Teil einer Kleinbauernwirtschaft erbaut. Langjährig wurde es als Wochenendhaus genutzt. Der eingeschossige verputzter Bruchsteinbau mit verbrettertem Giebeldreieck blieb in gutem Originalzustand erhalten. Das Erscheinungsbild des Hauses wird durch die regelmäßig angeordneten Rechteckfenster mit Natursteingewänden geprägt. Abgeschlossen wird es durch ein hohes Krüppelwalmdach. Der ursprünglich hölzerne Wetterschutz des Hauseingangs wurde 1941 massiv ersetzt. Wenige Jahre zuvor nahm der Eigentümer kleinere Umbauten am Wohnhaus vor. So richtete er am Nordgiebel eine Kammer sowie im Haus einen Abort ein. Ansonsten sind am Gebäude keine wesentlichen baulichen Veränderungen feststellbar. - Die Nebengebäude (Scheune und massiver Schuppen, eventuell ehemaliger Stall) deuten darauf hin, dass das Anwesen ursprünglich, wie eingangs bereits erwähnt, ein Kleinbauernhof gewesen sein könnte. Dabei handelt es sich um das 1935 gebaute Wasch- und Wasserhaus und einen 1938 gebauten Heuschuppen sowie einen massiven Heu- und Geräteschuppen aus dem Jahr 1948. Das Ensemble prägt in seiner Ursprünglichkeit das Landschaftsbild. Es wird auf Grund seiner Authentizität zum Zeugnis ländlichen Bauhandwerks und der jeweiligen Arbeits- und Lebensbedingungen in dieser Gebirgsregion. | 09300434 |
| Weitere Bilder                          | Kirche (mit Ausstattung) und einige Grabmale an der Kirche                                  | Kirchgasse (Karte)                     | bezeichnet 1691            | Barocke Saalkirche mit polygonalem Chorschluss, westlicher Turm mit markanter Welscher Haube, baugeschichtlich und ortsgeschichtlich von Bedeutung. Einschiffiger Bau mit polygonalem Chorschluss, flach gedeckt, LH Satteldach, 1691 nachweisbar, 1869 restauriert, 1787 Turmabschluss, westlich Einturm oberhalb des Daches in Achteck überführt, verschindelte Welsche Haube, Portal im Turm, Strebepfeiler. | 09205524 |
| Direkt Bild zu diesem Denkmal hochladen | Kriegerdenkmal für die Gefallenen des Ersten Weltkrieges                                    | Kirchgasse (Karte)                     | nach 1918 (Kriegerdenkmal) | Gestaltete einfache Anlage aus drei Findlingen, mit Inschrift für die Gefallenen beider Weltkriege, ortsgeschichtlich von Bedeutung. | 09205523 |
| Direkt Bild zu diesem Denkmal hochladen | Wohnhaus                                                                                    | Kühnhaidner Hauptstraße 15 (Karte)     | um 1800                    | Zeittypisches ländliches Wohnhaus mit verkleidetem Fachwerk-Obergeschoss, baugeschichtlich von Bedeutung. Erdgeschoss massiv, verputzt, Fachwerk-Obergeschoss verbrettert oder verkleidet, teilweise mit Ziegeln ausgefacht, Satteldach mit Blechdeckung, darunter Schindeldeckung erhalten, Stall erhalten sowie Wasserhaus im hinteren Anbau mit Pultdach. | 09247846 |
|                                         | Ehemaliges Gasthaus, heute Wohnhaus                                                         | Kühnhaidner Hauptstraße 37 (Karte)     | um 1800                    | Traditionelles verkleidetes Fachwerkhaus, von baugeschichtlichem Wert. Ehemals Gasthaus „Zur Erholung“ – bis 1945, zweigeschossig, Erdgeschoss Bruchstein, ein Giebel massiv, rückwärtiger Anbau Erdgeschoss massiv, Obergeschoss-Fachwerk verkleidet. Erdgeschoss: teilweise Segmentbogen-Fensteröffnungen, Keller: zwei tonnengewölbte Räume – davon einer mit Ziegeln, Obergeschoss: Mittelflur, Dachgeschoss: Umbau um 1900 – Treppe, Zimmertüren, Dachstuhl aus Erbauungszeit – Kehlbalkendach, Streben aufgeblattet, gezogene, am First austretende Esse. | 09247844 |
| Direkt Bild zu diesem Denkmal hochladen | Denkmal für Friedrich Gottlob Keller                                                        | Mitteldorfstraße 1 (gegenüber) (Karte) | Anfang 20. Jahrhundert     | Einfache Anlage mit Gedenkplatte für Friedrich Gottlob Keller (1816–1895), dem Erfinder des Holzschliffs für die Papierherstellung, von regionalhistorischer Bedeutung. Friedrich Gottlob Keller hat 1845–1853 hier den Holzschliff für die Papierherstellung erfunden. Sockel, Quadersteine, einfach verputzter Maueraufsatz mit Bezug zur Papiertechnologie (Rolle), Inschrifttafel aus geschliffenem Stein. | 09205527 |
| Direkt Bild zu diesem Denkmal hochladen | Zollbeamtenwohnhaus                                                                         | Mitteldorfstraße 17 (Karte)            | 1938                       | Obergeschoss vermutlich Fachwerk, im Heimatstil, ortsgeschichtlich von Bedeutung. Zwei Geschosse, Sockel (Bruchsteinquaderwerk), Erdgeschoss verputzt, Obergeschoss verbrettert (Fachwerk?), Giebel verschiefert (Eternit), schiefergedecktes Satteldach, zwei Satteldachgaupen, nach Sanierung: erhaltene Fenstersprossung. | 09205521 |
| Direkt Bild zu diesem Denkmal hochladen | Wohnstallhaus                                                                               | Mitteldorfstraße 23 (Karte)            | um 1830                    | Obergeschoss Fachwerk verschiefert, in sehr gutem Erhaltungszustand in ortsbildprägender Lage nahe der Kirche, baugeschichtlich von Bedeutung. Erdgeschoss massiv mit Putzfassade, originalen Fenstern und Windfang, Obergeschoss verschiefert, darunter Fachwerk, originale Fensterlage und -größe, unverändertes Satteldach. | 09205525 |
| Direkt Bild zu diesem Denkmal hochladen | Wohnstallhaus                                                                               | Mitteldorfstraße 29 (Karte)            | um 1800                    | Obergeschoss Fachwerk verschindelt, regionaltypischer Fachwerkbau, von baugeschichtlicher Bedeutung. | 09305538 |

### Lauta
| Bild                                    | Bezeichnung                                                                                         | Lage                           | Datierung                 | Beschreibung | ID       |
| --------------------------------------- | --------------------------------------------------------------------------------------------------- | ------------------------------ | ------------------------- | --- | -------- |
| Direkt Bild zu diesem Denkmal hochladen | Schacht und 16 Bergbauhalden                                                                        | (Karte)                        | 1532–1550                 | Von orts- und bergbauhistorischer Bedeutung. Einzeldenkmal der Sachgesamtheit Bauer-Morgen-Gang (Fortsetzung des Haldenzuges auf Lauterbacher Flur): (siehe auch Sachgesamtheitsliste, OT Lauta – Obj. 09305633). | 08956024 |
| Direkt Bild zu diesem Denkmal hochladen | Gang und Bergbauhalden                                                                              | (Karte)                        | 1532–1550                 | Orts- und bergbaugeschichtlich von Bedeutung. | 08956000 |
| Direkt Bild zu diesem Denkmal hochladen | Sachgesamtheit Bauer-Morgen-Gang mit Schacht und 16 Bergbauhalden auf Lautaer und Lauterbacher Flur |                                | 1532–1550                 | Von orts- und bergbauhistorischer Bedeutung. Sachgesamtheit, davon im OT Lauta die Einzeldenkmale: - Schacht und Bergbauhalden (siehe Einzeldenkmalliste – Obj. 08956024) - OT Lauterbach der Sachgesamtheitsbestandteil mit der Fortsetzung des Haldenzuges (siehe Sachgesamtheitsliste, OT Lauterbach – Obj. 09305634). | 09305633 |
| Direkt Bild zu diesem Denkmal hochladen | Wohnstallhaus und Scheune eines Zweiseithofes                                                       | Dorfstraße 3 (Karte)           | 18. Jahrhundert           | Fachwerk-Wohnstallhaus, Obergeschoss vorkragend, Holzscheune, eines der wenigen gut erhaltenen Fachwerkhäuser des Ortes, baugeschichtlich von Bedeutung. Wohnstallhaus: Erdgeschoss massiv, Obergeschoss einriegeliges Fachwerk, Giebel verbrettert.                                                                      | 08956068 |
| Direkt Bild zu diesem Denkmal hochladen | Wohnhaus                                                                                            | Dorfstraße 32 (Karte)          | 1. Hälfte 18. Jahrhundert | Kleines Fachwerkgebäude mit massivem Anbau, eines der wenigen gut erhaltenen Fachwerkhäuser des Ortes, baugeschichtlich von Bedeutung. Erdgeschoss massiv, Obergeschoss einriegeliges Fachwerk mit Kopfband. | 08956067 |
| Weitere Bilder                          | Schule                                                                                              | Lautaer Gartenstraße 7 (Karte) | 2. Hälfte 19. Jahrhundert | Zeittypischer Putzbau mit markantem Dachreiter, ortsgeschichtliche Bedeutung. | 09305539 |
| Direkt Bild zu diesem Denkmal hochladen | Wohnstallhaus                                                                                       | Lautaer Hauptstraße 6c (Karte) | bezeichnet 1801           | Ländliches Fachwerk-Wohnhaus, straßenbildprägender Fachwerkgiebel, baugeschichtlich von Bedeutung. Langgestrecktes Gebäude, der vordere Teil mit Fachwerk, Erdgeschoss massiv, Obergeschoss Fachwerk mit prächtig gestaltetem Giebel.                                                                                     | 08956069 |
| Direkt Bild zu diesem Denkmal hochladen | Ehemaliges Wohnstallhaus eines Zweiseithofes                                                        | Lautaer Hauptstraße 6e (Karte) | bezeichnet 1800           | Giebel verbrettert, zum Hof Obergeschoss Fachwerk, straßenbildprägend, baugeschichtlich von Bedeutung. Erdgeschoss massiv, Obergeschoss zu einer Seite Fachwerk, zwei Giebel verbrettert. | 08956070 |

### Lauterbach
| Bild                                    | Bezeichnung | Lage                                  | Datierung                                   | Beschreibung | ID       |
| --------------------------------------- | --- | ------------------------------------- | ------------------------------------------- | --- | -------- |
| Direkt Bild zu diesem Denkmal hochladen | Gang und Bergbauhalden                                                                                                  | (Karte)                               | 1521–1538                                   | Orts- und bergbauhistorische Bedeutung. Sachgesamtheitsbestandteil der Sachgesamtheit Bauer-Morgen-Gang im OT Lauterbach (Fortsetzung des Haldenzuges auf Lautaer Flur) mit dem Einzeldenkmal: (siehe Einzeldenkmalliste, OT Lauterbach – Obj. 08956054, siehe auch Sachgesamtheitsliste, OT Lauta – Obj. 09305633) | 09305634 |
| Weitere Bilder                          | Triangulationssäule | (Karte)                               | bezeichnet 1865 (Triangulationsstein)       | Station 2. Ordnung, bedeutendes Zeugnis der Geodäsie des 19. Jahrhunderts, vermessungsgeschichtlich von Bedeutung. Vermessungsstein mit zirka 3 Zentimeter vorstehenden niedrigem Sockel und einem gedrungenen Schaft aus Ehrenfriedersdorfer Granit, ohne Abdeckplatte, längsrechteckiger Block mit Inschrift: „Station/Lauterbacher/Knochen/der/Kön.Sächs./Triangulirung/1865“. | 08956130 |
| Direkt Bild zu diesem Denkmal hochladen | Gang und Bergbauhalden                                                                                                  | (Karte)                               | 1521–1538                                   | Orts- und bergbauhistorische Bedeutung. Einzeldenkmal der Sachgesamtheit Bauer-Morgen-Gang: (Fortsetzung des Haldenzuges auf Lautaer Flur) | 08956054 |
| Direkt Bild zu diesem Denkmal hochladen | Gedenkstein | (Karte)                               | bezeichnet 1781                             | Findling mit Inschrift, zur Erinnerung an den vom Blitz erschlagenen Hirtenjungen Christoph Neubert, ortsgeschichtlich von Bedeutung. | 08956088 |
| Direkt Bild zu diesem Denkmal hochladen | Gang und Bergbauhalden                                                                                                  | (Karte)                               | 1521–1538                                   | Orts- und bergbauhistorische Bedeutung. | 08956145 |
| Direkt Bild zu diesem Denkmal hochladen | Wohnstallhaus eines Bauernhofes                                                                                         | Am Seitenweg 4 (Karte)                | bezeichnet 1777                             | Langgestrecktes Fachwerk-Wohnhaus, wohl ehemaliger Dreiseithof, baugeschichtlich von Bedeutung. Erdgeschoss Bruchstein, Obergeschoss einriegeliges, zum Teil preußisches Fachwerk. | 08956076 |
| Direkt Bild zu diesem Denkmal hochladen | Wohnhaus | Am Seitenweg 13 (Karte)               | nachträgl. bez. 1779 (Wohnhaus)             | Obergeschoss Fachwerk, baugeschichtlich und sozialgeschichtlich von Bedeutung | 08956078 |
| Direkt Bild zu diesem Denkmal hochladen | Wohnstallhaus eines ehemaligen Zweiseithofes                                                                            | Am Seitenweg 30 (Karte)               | 1. Hälfte 19. Jahrhundert                   | Obergeschoss Fachwerk, seltenes Beispiel einer Füllung der Gefache mit Bruchstein, baugeschichtlich von Bedeutung. Erdgeschoss Bruchstein, verputzt, Obergeschoss Fachwerk, Füllungen ebenfalls in Bruchstein, Stall holzverkleidet, Erdgeschoss mit Porphyrgewänden. | 08956080 |
| Weitere Bilder                          | Schule | An den Kirchen 1 (Karte)              | 1884/1885                                   | Stattliches Schulgebäude, profiliertes Gewände mit kräftigen Verdachungen; historisierender Putzbau, ortshistorische Bedeutung. Die Lauterbacher Schule wurde 1884/85 nach dem Abbruch der ehemaligen Knabenschule errichtet. Diese und die Mädchenschule waren im 19. Jahrhundert in erzgebirgstypischen Fachwerkhäusern untergebracht. In dem Neubau, einem zweigeschossigen Massivbau mit flachem Mittelrisalit, wurden vier Schulstuben, vier Lehrerwohnungen und eine Hausmannswohnung eingerichtet, die räumlichen Strukturen sind noch weitgehend erhalten. So ist das Gebäude ein Zeugnis der Entwicklung des Schulwesens im 19. Jahrhundert, es hat aber außerdem auch eine baugeschichtliche Bedeutung als Zeugnis des zeitgenössischen Historismus, der sich hier in Renaissanceformen ausdrückt. Der stattliche zweigeschossige, symmetrische Massivbau mit Drempel und Satteldach ist verputzt, zeigt profilierte Fenstergewände mit kräftigen Verdachungen (5/11/5 Achsen) und hat als auffälligstes Gestaltungsmerkmal einen dreiachsigen flachen Mittelrisalit, der mit einem Dreiecksgiebel mit Zwillingsfenster, Kartusche und rechteckigem Aufsatz abschließt. Einen derartigen Aufsatz findet man ebenfalls als Abschluss der Seitengiebel, dort noch versehen mit Akroterien. Die zweiflügelige Eingangstür aus Eichenholz mit geschnitzten Kinderfiguren (Junge und Mädchen) entstand 1950 durch die örtliche Holzbildhauerei Grämer. | 08956082 |
| Weitere Bilder                          | Kirche (mit Ausstattung) sowie 21 Grabsteine bzw. Grabsteinfragmente an der Kirche und Parentationshalle des Friedhofes | An den Kirchen 8 (Karte)              | 2. Hälfte 15. Jahrhundert, später erweitert | Typische erzgebirgische Wehrkirche mit Blockbau-Geschoss auf steinernem Unterbau, eingezogener Chor, stattlicher Dachreiter, baugeschichtlich und ortsgeschichtlich von Bedeutung. Ehemalige Pfarrkirche. Wehrkirche mit überaus reicher Ausstattung. Der massive Bau zweite Hälfte 15. Jahrhundert, der Chor um 1500. Umbauten 1663 und 1776–79. Nach Errichtung der neugotischen Pfarrkirche 1906 wurde der Bau unter Leitung Woldemar Kandlers auf den neu angelegten Friedhof südlich des Dorfes versetzt. Restaurierung 1974–76. - Bruchsteinbau, der eingezogene Chor mit 3/8-Schluss und Strebepfeilern. Unterhalb der Traufe ein hölzerner Wehrgang mit Schießscharten, Satteldach mit Dachreiter. Westlich des nördlichen Eingangsbaus der originale, erhöht liegende Zugang. - Das Innere beeindruckt durch die reichhaltige und vielgestaltige, über Jahrhunderte gewachsene Nutzung des Raumes. Der Saal mit Felderdecke auf Balkenunterzug, reich mit aufwendigen Ornamenten und Heiligendarstellungen bemalt, 1618–23. Emporen an der Nord- und Westseite aus der gleichen Zeit, die gemalten biblischen Darstellungen auf der Brüstung 1843 bis auf die Darstellung des ungläubigen Thomas übermalt. Hinter der Orgel sowie an der Südseite kleine Logen. Spitzer Triumphbogen zum flach gedeckten Chor, die wohl geplante Wölbung nicht ausgeführt. Im Chor zweigeschossige Emporen von 1701. Überaus reiche, gut erhaltene Ausstattung. Schöner Schnitzaltar aus einer Freiberger Werkstatt, Anfang 16. Jahrhundert. Im Mittelschrein Mondsichelmadonna, daneben die Heiligen Barbara und Georg, auf den Flügeln Martin und Laurentius, auf den Außenseiten Liborius und Erasmus. Im Gesprenge Kruzifix (die Figuren der Maria und des Johannes 1972 gestohlen). - Hölzernes Taufgestell mit Wappen derer von Weißenbach und von Leutzsch, datiert 1615. - Die Orgel mit kunstvollem Renaissanceprospekt gilt als eine der ältesten Sachsens, wohl zwischen 1620 und 1630 als einmanualiges Werk vermutlich für eine andere Kirche entstanden, 1724 um das Pedalwerk erweitert und in Lauterbach aufgestellt, das Werk 1957 von Jehmlich restauriert und dabei das Manualpfeifenwerk rekonstruiert. - Alte Altarbekleidung mit ornamentalen und figürlichen Darstellungen auf Leinwand mit Gipsüberzug, der textile Charakter wird durch Einbindung von Wollfäden gesteigert, wohl 17. Jahrhundert. - Vorzüglich gearbeitete Madonnenfigur von Peter Breuer, wohl von einem älteren Altar, zwischen 1502 und 1505. - Zwei farbige Sandsteinepitaphien für Kinder des Amtsschösser Johann Heintze mit Darstellung der Verstorbenen im Zeitkostüm, bezeichnet 1585 und 1586 (Maria Heintze 1586 und Gottfried Heintze 1585). - Einfache evangelische Betstube unterhalb der Kanzel, 17. Jahrhundert. - Das alte Kastengestühl mit Schablonenmalerei, wohl 17. Jahrhundert. Grabmale in der Wehrkirche: - Kindergrabstein Maria Heintze 1586, Kindergrabstein Gottfried Heintze 1585 (beide im Chorraum), - Vier Gruftplatten der Herrschaft Lauterstein (ursprünglich Außenfassade Chorbereich, neuer Standort ehemaliger Eingangsbereich an Nordseite der Kirche): Elisabeth von Berbisdorf 1508, Georg von Berbisdorf 1530, Wolf von Berbisdorf 1547, Catharina von Berbisdorf 1549, - Grabsteine an Außenwand der Kirche (Nummerierung entsprechend Dokumentation im Aktenarchiv des Landesamtes für Denkmalpflege/Objektakte): - Pfarrer Johann Georg Matthae, gestorben 1759, - Förster Johann Tobias Drögnitz, gestorben um 1770–90, - J. R. Schönherrin, gestorben 1789, - Pfarrer J. Hermann, gestorben 1687 (Grabstein von 1688), - Pfarrer Magister P. Krebel, gestorben 1727, - Kalkbrenner Johann Chr. Schönherr, gestorben 1746, - Vizeoberförster und Erbrichter Esaias Ullmann, gestorben 1709, - Fragment eines Grabsteins mit Baum-Kreuz, - F. Schönherr (?), gestorben 1580, - Grabstein ohne Text mit ovalem Feld, - Lehnrichter Johann Georg Lange, gestorben um 1680, - Grabstein ohne Text mit Segmentbogenabschluss, - Barocker Grabstein mit Pulverhorn für einen Jäger, - Fragment eines Steines ohne Text, - Grabstein Lehrer und erster Kantor von Lauterbach Johann Samuel Oesterreich, gestorben 1742, - Pfarrer J. Chr. Amberger, gestorben 1713 sowie Steinernes Kreuz für Pfarrer Meigen, gestorben 1898 (ohne Nummerierung in Dokumentation) und vier Grabsteinfragmente. | 08956077 |
| Direkt Bild zu diesem Denkmal hochladen | Historische Handdruckspritze                                                                                            | Lengefelder Straße (Karte)            | 1862                                        | Technikgeschichtlich von Bedeutung. Vierrädrige ungefederte, für Pferdezug eingerichtete Wagenspritze. Wasserkasten aus genietetem Eisenblech mit Pumpwerk in der Mitte, am vorderen und hinteren Ende des Wasserkastens ist je ein aufklappbarer Doppelsitz angebracht. An der Saugseite liegen längsseitig die Saugschläuche. Die Fördermenge dieser Wagenspritze entspricht bei einer Pumpenmannschaft von zehn Personen bei 55 Doppelhüben in der Minute etwa 250 Liter. Die Wagenspritze wurde 1862 (laut Urkunden im Gemeindearchiv) von der Spezialspritzenfabrik C. G. Baldauf Chemnitz beschafft. | 08955967 |
| Direkt Bild zu diesem Denkmal hochladen | Wohnhaus und daran angebautes Seitengebäude                                                                             | Niederdorf 5 (Karte)                  | 1858 erwähnt                                | Hakenförmige Anlage, straßenbildprägendes Fachwerkwohnhaus, baugeschichtlich von Bedeutung. Erdgeschoss massiv, Obergeschoss Fachwerk, Giebel verschiefert, Krüppelwalmdach, Porphyrgewände, ehemalige Bäckerei. | 08956083 |
| Direkt Bild zu diesem Denkmal hochladen | Wohnhaus | Niederdorf 31 (Karte)                 | 1868 erwähnt                                | Fachwerkwohnhaus, straßenbildprägend, baugeschichtlich von Bedeutung. Erdgeschoss massiv, Obergeschoss Fachwerk, Giebel verkleidet. | 08956084 |
| Direkt Bild zu diesem Denkmal hochladen | Wohnhaus eines Bauernhofes                                                                                              | Niederdorf 44 (Karte)                 | 1783–1784                                   | Sehr großes Fachwerk-Wohnhaus, mit straßenbildprägendem Fachwerkgiebel, baugeschichtlich von Bedeutung. Erdgeschoss massiv, Obergeschoss Fachwerk, zum Teil verändert, Putzquaderungen an den Ecken. | 08956090 |
| Weitere Bilder                          | Kirche (mit Ausstattung) und ehemaliges Kirchhofstor                                                                    | Niederlautersteiner Straße 1 (Karte)  | 1906–1907                                   | Neogotische Saalkirche, Westturm mit barockisierender Haube, von Architekt Woldemar Kandler (Dresden), älteres barockes Kirchhofstor, baugeschichtlich, ortsgeschichtlich und ortsbildprägend von Bedeutung - neugotischer Bau, 1906/1907 von Woldemar Kandler; verputzter Sandsteinbau auf Quadersockel mit eingezogenem, polygonal geschlossenem Chor, Strebepfeiler; Spitzbogenfenster mit maßwerkartiger Gliederung; Westturm mit gestaffelter Haube, Traufgesims mit Maßwerkband aus Sandstein; Westportal mit profiliertem Spitzbogen; weites Schiff mit Spitztonne, durch Ornamentbänder geziert, die Fensteröffnungen ausgeschnitten; spitzer Triumphbogen zum kreuzrippengewölbten Chor; Emporen an drei Seiten - Ausstattung in neugotischen Formen aus der Bauzeit, Altarbild der Kreuzigung von Maler Paul Müller-Callnberg - spätromantische Schmeißer-Orgel von 1907 - Farbglasfenster mit Passionsdarstellungen aus der Werkstatt Türcke in Zittau | 08956081 |
| Direkt Bild zu diesem Denkmal hochladen | Seitengebäude und Scheune eines Dreiseithofes                                                                           | Niederlautersteiner Straße 7 (Karte)  | bezeichnet 1894, im Kern älter              | Hakenförmige Anordnung der Gebäude, großes straßenbildprägendes Seitengebäude mit Fachwerk-Obergeschoss, Scheune verbrettert, baugeschichtlich von Bedeutung. Erdgeschoss massiv, Obergeschoss preußisches Fachwerk. | 08956086 |
| Direkt Bild zu diesem Denkmal hochladen | Wohnstallhaus eines Bauernhofes                                                                                         | Niederlautersteiner Straße 37 (Karte) | 18. Jahrhundert                             | Fachwerk-Gebäude, straßenbildprägend, baugeschichtlich von Bedeutung. Erdgeschoss massiv, Obergeschoss einriegeliges Fachwerk über hakenförmigem Grundriss, Rückseite verschiefert. | 08956085 |
| Direkt Bild zu diesem Denkmal hochladen | Ehemaliges Erbgericht                                                                                                   | Oberdorf 2 (Karte)                    | im Kern vor 1800                            | Mit historischer Holzdecke und weiteren historischen Details im Innern, baugeschichtliche und ortsgeschichtliche Bedeutung. | 08955677 |
| Direkt Bild zu diesem Denkmal hochladen | Wohnhaus eines Bauernhofes                                                                                              | Oberdorf 29 (Karte)                   | bezeichnet 1871, im Kern älter              | Fachwerkgebäude mit prächtigem Zierschiefergiebel, einziges Beispiel dieser Art im Ort, baugeschichtlich von Bedeutung. Erdgeschoss massiv, Holzkonstruktion, zum Teil mit Fachwerk, Schiefergiebel schuppenartig und in Rosettenform. | 08956079 |
| Direkt Bild zu diesem Denkmal hochladen | Stallteil des Wohnstallhauses eines Bauernhofes                                                                         | Oberdorf 50 (Karte)                   | bezeichnet 1771                             | Dreischiffiger Stall des ehemaligen Erbgutes, Singularität im Ort, ortsgeschichtlich von Bedeutung. Drei gleich breite Schiffe mit böhmischem Kappengewölbe. | 08956129 |

### Niederlauterstein
| Bild                                    | Bezeichnung                                              | Lage                          | Datierung                                   | Beschreibung | ID       |
| --------------------------------------- | -------------------------------------------------------- | ----------------------------- | ------------------------------------------- | --- | -------- |
| Direkt Bild zu diesem Denkmal hochladen | Kriegerdenkmal für die Gefallenen des Ersten Weltkrieges | (Karte)                       | 1935                                        | Einfache gemauerte Stele mit Inschriftplatten aus Bronze für die Gefallenen des Ersten Weltkrieges, ortsgeschichtlich von Bedeutung. | 08956072 |
| Direkt Bild zu diesem Denkmal hochladen | Seitengebäude eines Bauernhofes                          | Brettelhäuserweg 9 (Karte)    | 1864                                        | Großer, dreischiffig gewölbter Stall des ehemaligen Erbgerichtes, Singularität, ortsgeschichtlich von Bedeutung. Dreischiffiger Stall mit schmalem Mittelschiff, -gewölbe, nach Brand 1864 neu gebaut, der hintere Teil (ehemaliger Pferdestall) 1930 abgebrannt. | 08956128 |
| Direkt Bild zu diesem Denkmal hochladen | Wohnhaus                                                 | Gänsegasse 11 (Karte)         | um 1800                                     | Ländliches Fachwerkwohnhaus, baugeschichtlich von Bedeutung. Erdgeschoss massiv, Obergeschoss Fachwerk, Giebel zum Teil verbrettert. | 08956074 |
| Direkt Bild zu diesem Denkmal hochladen | Wohnstallhaus und Scheune eines Bauernhofes              | Marienberger Straße 4 (Karte) | 1787 erwähnt, aber älter                    | Straßenbildprägendes Wohnstallhaus mit Fachwerk-Obergeschoss, Holzscheune, baugeschichtlich von Bedeutung. Langgestreckter Fachwerkbau, Erdgeschoss massiv, Obergeschoss Fachwerk, Frackdach, Scheune: Holzkonstruktion. | 08956089 |
| Direkt Bild zu diesem Denkmal hochladen | Burgruine                                                | Schloßberg (Karte)            | 2. Hälfte 12. Jahrhundert, später ausgebaut | Hochgelegene Ruine einer Burganlage, in Bruchstein, mit Rund- und Eckturm, ortshistorische Bedeutung. 1304 erstmals urkundlich erwähnt, 1323 im Besitz der Reichsministerialen von Schellenberg, dann der Markgrafen von Meißen, 1434 Verkauf an die Freiberger Patrizierfamilie von Berbisdorf, durch diese schlossartiger Ausbau der Anlage, 1559 Verkauf an Kurfürst August (landesfürstliches Amt), 14. März 1639 Zerstörung der Burg Lauterstein. | 08956073 |
| Direkt Bild zu diesem Denkmal hochladen | Wohnhaus eines Mühlenanwesens                            | Schloßberg 2 (Karte)          | 1893                                        | Historisierender Putzbau, Anklänge an den Schweizerstil, stattliches Wohnhaus des Mühlenbesitzers, ortshistorische Bedeutung. Aufwändiger verputzter Massivbau im Schweizerstil aus Bruchstein und Backstein, über sehr hohem Sockel zweigeschossig, Putzgliederung und Sandsteingewände, kräftige Fensterstürze, ausgebaute Giebel mit Holzschmuck.                                                                                                   | 08956075 |
| Direkt Bild zu diesem Denkmal hochladen | Ehemaliges Zechenhaus                                    | Schloßberg 4 (Karte)          | 1. Hälfte 19. Jahrhundert                   | Fachwerkgebäude, bergbaugeschichtliche Bedeutung. Im Wald gelegenes Fachwerkhaus in Hanglage, Fachwerk zum Teil verputzt und verbrettert. | 08956127 |

### Pobershau
| Bild                                    | Bezeichnung | Lage                                   | Datierung                                           | Beschreibung | ID       |
| --------------------------------------- | --- | -------------------------------------- | --------------------------------------------------- | --- | -------- |
| Direkt Bild zu diesem Denkmal hochladen | Haldenzug | (Karte)                                | 17./18. Jahrhundert oder älter                      | Bergbauhistorische Bedeutung. | 09207937 |
| Direkt Bild zu diesem Denkmal hochladen | Kunstgraben für das Pobershauer Bergbaugebiet                                                                                                   | (Karte)                                | 1678-1680                                           | Bergbauhistorische Bedeutung. | 09207935 |
| Direkt Bild zu diesem Denkmal hochladen | Haldenzug | (Karte)                                | 17./18. Jahrhundert oder älter                      | Bergbauhistorische Bedeutung. | 09207936 |
| Direkt Bild zu diesem Denkmal hochladen | Wohnhaus eines Bauernhofes | AS-Brettmühlenstraße 1 (Karte)         | Mitte 19. Jahrhundert                               | Zeit- und landschaftstypisches Fachwerkgebäude, baugeschichtlich von Bedeutung. Erdgeschoss massiv, Obergeschoss Fachwerk, Giebel verbrettert. | 09207899 |
| Direkt Bild zu diesem Denkmal hochladen | Walfisch-Stollenanlage | AS-Dorfstraße 23 (bei) (Karte)         | 17./18. Jahrhundert oder älter                      | Orts- und bergbauhistorische Bedeutung. Tiefster, über große Distanzen aufgefahrener Stolln in der Ortslage Pobershau, Stollnmundloch aus dem 18. Jahrhundert. | 09207933 |
| Direkt Bild zu diesem Denkmal hochladen | Mundloch und Stollenschachthalde | AS-Dorfstraße 35 (bei) (Karte)         | 19. Jahrhundert                                     | Bergbau- und ortshistorische Bedeutung. | 09207932 |
| Direkt Bild zu diesem Denkmal hochladen | Fabrikantenvilla und Villengarten (Gartendenkmal)                                                                                               | AS-Dorfstraße 41 (Karte)               | Ende 19. Jahrhundert                                | Gründerzeitlicher Putzbau, baukünstlerischer Wert und ortshistorische Bedeutung. Zweigeschossiger Massivbau über nahezu quadratischem Grundriss, regelmäßige Gliederung, alle Fassaden mit Mittelrisalit, zur Straße mit Dreiecksgiebel, Fenster mit kräftigen Gewänden und Sohlbänken auf kleinen Konsolen, Traufgesims mit Zahnschnittfries, Walmdach, Freitreppe, originale Haustür. | 09207926 |
| Direkt Bild zu diesem Denkmal hochladen | Fabrikantenvilla und Pavillon im Garten | AS-Dorfstraße 43 (Karte)               | Ende 19. Jahrhundert                                | Stattlicher, gründerzeitlicher Putzbau, baukünstlerischer Wert und ortshistorische Bedeutung. - Villa: Über hohem Polygonsockel zweigeschossiger, vielgliedriger Backsteinbau über nahezu quadratischem Grundriss, alle Gewände in Sandstein, verglaste Veranda, Mittelrisalit mit steilem Dreieckgiebel, als Abschluss kleiner Obelisk, alles in Sandstein. - Pavillon: Oktogonaler Bau, alle „Wände“ in kräftigem Astwerk aus Beton, bezeichnet „H. K. 1915“, mit Initialen des ehemaligen Besitzers Ahnert (RA) im Astwerk, im Park Reste von Astwerkgeländer (Beton). | 09207909 |
| Direkt Bild zu diesem Denkmal hochladen | Wohnhaus | AS-Dorfstraße 47 (Karte)               | 2. Hälfte 19. Jahrhundert                           | Obergeschoss Fachwerk, zeit- und landschaftstypische Gestaltung, baugeschichtlich von Bedeutung. Erdgeschoss massiv, Obergeschoss Fachwerk, Giebel massiv, verbrettert, Dachhecht. | 09207925 |
| Direkt Bild zu diesem Denkmal hochladen | Ehemaliges Huthaus, jetzt Wohnhaus, sowie Mundloch                                                                                              | AS-Dorfstraße 53 (Karte)               | vor 1800, später verändert                          | Bergbau- und ortshistorische Bedeutung. Kleiner zweigeschossiger Massivbau, Obergeschoss verbrettert. | 09207923 |
| Direkt Bild zu diesem Denkmal hochladen | Kriegerdenkmal für die Gefallenen des Ersten Weltkrieges                                                                                        | AS-Dorfstraße 57 (neben) (Karte)       | nach 1918 (Kriegerdenkmal)                          | Ortshistorische Bedeutung. Kleiner Ehrenhain mit Granitkubus, dieser mit Inschrifttafeln, als Abschluss nahezu lebensgroße Steinfigur eines knienden, betenden Soldaten. | 09207922 |
| Direkt Bild zu diesem Denkmal hochladen | Wohnhaus | AS-Dorfstraße 65 (Karte)               | Ende 19. Jahrhundert                                | Gründerzeitlicher Putzbau, zeit- und landschaftstypisches Gebäude, baugeschichtlich von Bedeutung. Zweigeschossiger Massivbau mit Ecknutung im Erdgeschoss, einfachem Gesims, Fenster im Obergeschoss mit Verdachung, Mittelrisalit, Dachhäuschen, in den Giebeln Holzverzierungen mit Anklängen an den Schweizer Stil, originale Tür. | 09207896 |
| Weitere Bilder                          | Huthaus, Mundloch und Stollenanlage des Molchner Stollen                                                                                        | AS-Dorfstraße 69 (Karte)               | 18. Jahrhundert                                     | Ortsbildprägende und bergbauhistorische Bedeutung. - Huthaus: Erdgeschoss massiv, Obergeschoss Fachwerk, - Mit giebelständigem Anbau der 1930er Jahre: Erdgeschoss massiv, Obergeschoss Fachwerk, geschlossenes Fachwerk-Ensemble um einen kleinen Innenhof, Zechenstube von 1991, - Nebengebäude von 1979. Derzeit Nutzung als Schaubergwerk Tiefer Molchner Stollen. | 09207889 |
| Direkt Bild zu diesem Denkmal hochladen | Eisenbahnbrücke der Bahnstrecke Reitzenhain–Flöha                                                                                               | AS-Kniebreche (Karte)                  | 19. Jahrhundert                                     | Dreibogige Sandsteinbrücke mit kleinen Bekrönungen von verkehrshistorischer und ortsbildprägender Bedeutung. | 09207938 |
| Direkt Bild zu diesem Denkmal hochladen | Gasthaus | AS-Kühnhaidner Straße 20 (Karte)       | Ende 19. Jahrhundert                                | Stattliches, landschaftsprägendes Gebäude im Schweizerstil, ortshistorische Bedeutung. Über hohem Sockelgeschoss zweigeschossiger weißer Putzbau mit Gliederungen in rotem Backstein, Krüppelwalmdach, im Giebelbereich zum Teil verbrettert. | 09207901 |
| Direkt Bild zu diesem Denkmal hochladen | Scheune | AS-Zugstraße 19 (Karte)                | 1710                                                | Kleine Holzscheune, Teil eines kleinen ländlichen Anwesens, von baugeschichtlichem Wert. 1710 (laut dendrochronologischer Untersuchung) erbaute kleine verbretterte Fachwerkscheune mit steilem Satteldach. Das Gebäude beeindruckt durch seine Authentizität. Es ist anzunehmen, dass diese Scheune zu den ältesten Gebäuden von Pobershau gehört. Der Denkmalwert dieses kleinen ländlichen Wirtschaftsgebäudes ergibt sich vorrangig aus dessen hausgeschichtlicher Bedeutung. | 09304401 |
| Weitere Bilder                          | Kirche (mit Ausstattung) | AS-Zugstraße 27 (Karte)                | 1903–1904                                           | Saalkirche mit Südturm, im neobarocken Stil mit Jugendstildetails, von Architekt Woldemar Kandler (Dresden), baukünstlerischer Wert, ortsbildprägende und ortshistorische Bedeutung - Saalkirche auf einer Anhöhe südlich des Dorfes, nach Plänen von Woldemar Kandler 1903–1904 in der Art barocker Dorfkirchen errichtet, jedoch mit zahlreichen Jugendstilformen (Fenster, Türen, Dach), Putzbau mit eingezogenem, polygonal geschlossenem Chor, der seitlich stehende Turm mit oktogonalem Glockengeschoss und geschweifter Haube, Westportal mit geschweiftem Aufsatz - Innentaum von großzügiger Weite, Tonnengewölbe mit gemalter Kassettierung, Emporen an drei Seiten; Chor mit Gratgewölbe, Gurtbögen mit Akanthusranken, Konsolen als stuckierte Engelsköpfe geformt; in neubarocken Formen gehaltene Ausstattung reich vergoldet, mit Akanthusornament - Altar mit korinthischen Pfeilern und gesprengtem Segmentbogengiebel, im Zentrum die gemalte Darstellung der Himmelfahrt Christi von Maler Ludwig Otto (Dresden) - gedrungene viereckige Sandstein-Taufe mit wulstiger neubarocker Ornamentik - reich verzierter neubarocker Prospekt der Jehmlich-Orgel von 1904 | 09207913 |
| Direkt Bild zu diesem Denkmal hochladen | Wohnhaus (ohne Anbau) | RS-Blauer Stein 13 (Karte)             | Mitte 19. Jahrhundert                               | Fachwerkgebäude, durch erhöhte Lage ortsbildprägend, baugeschichtlich von Bedeutung. Erdgeschoss massiv, Eckquaderung, Obergeschoss Fachwerk, Giebel verschiefert, Krüppelwalmdach. | 09207893 |
| Direkt Bild zu diesem Denkmal hochladen | Stollenanlage mit Mundloch und Rösche | RS-Dorfstraße (Karte)                  | 18. Jahrhundert                                     | Bergbauhistorische Bedeutung. Zirka 20 Meter breit gemauerte Bruchsteinmauer mit zwei flachen Eingängen. | 09207903 |
| Direkt Bild zu diesem Denkmal hochladen | Ehemaliges Huthaus, jetzt Wohnhaus | RS-Dorfstraße 28 (Karte)               | Ende 19. Jahrhundert                                | Bergbau- und ortshistorische Bedeutung. Zweigeschossiger, verputzter Bruchstein- und Backsteinbau, ausgebautes Dachgeschoss, Satteldach. | 09207934 |
| Direkt Bild zu diesem Denkmal hochladen | Ehemaliges Hammergebäude, heute Wohnhaus | RS-Dorfstraße 50 (Karte)               | um 1800, eventuell älter (Hammerwerk)               | Bergbauhistorische und ortshistorische Bedeutung. Ehemaliger Zinnfolienhammer, später Wohnhaus. Das Haus diente der Verarbeitung des im Raum Pobershau gewonnenen Zinns. Eingeschossiger Putzbau über rechteckigem Grundriss, Hausabschluss durch sehr steiles Satteldach. Sehr guter Originalzustand. Durch den schönen Graupelputz und das ungewöhnlich steile Satteldach fällt das Gebäude bei einer Fahrt durch den Ort sofort ins Auge. Das Gebäude ist ein bedeutendes Zeugnis der Montanindustrie im Erzgebirge, auch wenn die technische Ausstattung nicht erhalten blieb. | 09207924 |
| Direkt Bild zu diesem Denkmal hochladen | Wohnhaus, mit Laden | RS-Dorfstraße 74 (Karte)               | 2. Hälfte 19. Jahrhundert                           | Authentisch erhaltenes Wohnhaus mit originaler Ladeneinrichtung, zeittypisches Gebäude, Putzfassade, ortsgeschichtlich von Bedeutung. Zweigeschossiger Massivbau mit kräftigen Gewänden, geradem Türsturz, originalen Läden, Obergeschoss mit originalen Fenstern, Giebel zum Teil mit Winterfenstern, originaler Schriftzug des Geschäftes: „Lebensmittel-Fa. Albrecht-Drogen-Farben“, im Innern vollständig erhaltene Ladeneinrichtung des 19. Jahrhunderts! | 09207895 |
| Direkt Bild zu diesem Denkmal hochladen | Ehemaliges Huthaus, jetzt Wohnhaus | RS-Dorfstraße 78 (Karte)               | 1. Hälfte 19. Jahrhundert                           | Zeit- und landschaftstypischer Fachwerkbau, bergbauhistorische Bedeutung. Erdgeschoss massiv, Obergeschoss Fachwerk, Krüppelwalmdach mit zwei Dachhechten, Giebel im oberen Teil verbrettert. | 09207890 |
| Direkt Bild zu diesem Denkmal hochladen | Wohnhaus | RS-Dorfstraße 90a (Karte)              | 19. Jahrhundert                                     | Eingeschossiger Putzbau, Arbeiterwohnhaus zur Pochwäsche „Zinnerne Flasche“, bergbau- und ortshistorische Bedeutung. Kleiner eingeschossiger Massivbau, seit 1992 Vereinshaus der Bergbrüderschaft Pobershau. | 09207921 |
| Weitere Bilder                          | Hauptgebäude (Ratsseite-Dorfstraße 112) und Nebengebäude (Ratsseite-Hauptstraße 1a, mit Uhr) sowie Schornstein einer ehemaligen Holzwarenfabrik | RS-Dorfstraße 112 (Karte)              | 2. Hälfte 19. Jahrhundert (Haupt- und Nebengebäude) | Ortshistorische und ortsbildprägende Bedeutung. - Hauptgebäude: Über hakenförmigem Grundriss dreigeschossiger Massivbau mit Mezzaningeschoss, verputzt, Gliederung durch rot abgesetzten Backstein, kräftige Gewände, Eckbetonung. - Nebengebäude: Ebenso gestaltet, über rechteckigem Grundriss, hoher Schornstein aus Backstein. - Uhr: Ans Erdgeschoss angebracht, verziertes Gusseisen, einfaches Ziffernblatt. | 09207900 |
| Weitere Bilder                          | Schule mit Turnhalle | RS-Rathausstraße 1 (Karte)             | wohl 1938, im Kern älter                            | Zweigeschossiger massiver Putzbau mit Dachreiter, im traditionalistischen Stil der 1930er Jahre überformt, im Kern älter, von hohem Dokumentationswert und baugeschichtlich bedeutend. Traufständiger massiver Putzbau mit Satteldach und zentralem Dachreiter, daneben abknickend die Turnhalle mit kleinerem Baukörper, beide Gebäude ausdrucksstark auch wegen ihrer kleinteiligen Fenstergliederung. | 09305635 |
| Direkt Bild zu diesem Denkmal hochladen | Rathaus | RS-Rathausstraße 6 (Karte)             | 1924–1925                                           | Putzbau mit Mansarddach und Uhrentürmchen, innen gestaltete Schalterhalle der ehemaligen Sparkasse, ortsgeschichtliche und bauhistorische Bedeutung. Rathaus: Über Bruchsteinsockel zweigeschossiger Massivbau, zum Teil mit breiten Rundbogenfenstern, Mansardwalmdach mit kupfernem Uhrentürmchen, zum Tal mächtiger, breitgelagerter Mittelrisalit mit Dreieckgiebel. | 09207910 |
| Direkt Bild zu diesem Denkmal hochladen | Schachtanlage | RS-Rathausstraße 11 (neben) (Karte)    | 18. Jahrhundert                                     | Bergbau- und ortshistorische Bedeutung. Kleiner moderner Fachwerk-Bau mit Zugang zum gesamten Wildsberger und Martersberger Grubenrevier. | 09207911 |
| Direkt Bild zu diesem Denkmal hochladen | Bergschmiede, später Gasthaus | RS-Stangenweg 2 (Karte)                | um 1900, Kern zum Teil älter                        | Fachwerkgebäude, ortsbildprägende, ortshistorische und bergbauhistorische Bedeutung. - Gasthaus: Erdgeschoss massiv, Obergeschoss Fachwerk, Krüppelwalmdach, Dachhecht, Giebel verschiefert, der andere massiv, originale Gneisplatten vor dem Gasthaus. - Bergschmiede: Kleiner Fachwerk-Bau, Erdgeschoss und Giebel massiv, bezeichnet „Richter seit 1539“, | 09207892 |
| Direkt Bild zu diesem Denkmal hochladen | Wohnhaus | RS-Wagenbachtal 4 (Karte)              | Mitte 19. Jahrhundert                               | Massives Gebäude, Teil der alten Ortsstruktur, baugeschichtlich von Bedeutung. Kleiner eingeschossiger Putzbau, zum Teil mit Winterfenstern. | 09207905 |
| Direkt Bild zu diesem Denkmal hochladen | Wohnhaus und Scheune | RS-Wagenbachtal 8 (Karte)              | Mitte 19. Jahrhundert                               | Eingeschossiger Putzbau, zeit- und landschaftstypische Gestaltung, baugeschichtlich von Bedeutung. Eingeschossiger Putzbau mit Drempelgeschoss, fünf mal vier Achsen, rückseitig großer Schuppenanbau. | 09207904 |
| Direkt Bild zu diesem Denkmal hochladen | Trafoturm | RS-Wagenbachtal 20 (gegenüber) (Karte) | Anf. 20. Jh. (Transformatorenstation)               | technikgeschichtliche Bedeutung | 09207907 |
| Direkt Bild zu diesem Denkmal hochladen | Wohnhaus | RS-Wagenbachtal 22 (Karte)             | Ende 18. Jahrhundert                                | Obergeschoss Fachwerk, im Ort seltene Fachwerk-Konstruktion (Kopfband), ortsbildprägende und baugeschichtliche Bedeutung. Erhöht gelegener Bau, durch Hanglage über hohem, massivem Erdgeschoss, Obergeschoss Fachwerk mit Kopfband, Frackdach. | 09207908 |
| Direkt Bild zu diesem Denkmal hochladen | Ehemaliges Huthaus, jetzt Wohnhaus | RS-Wiesenweg 1 (Karte)                 | 16. Jahrhundert, später stark verändert             | Orts- und bergbauhistorische Bedeutung. Eingeschossiger, langgestreckter Massivbau, Fenster und Türen modern, im 16. Jahrhundert als Schmelzhütte erbaut. | 09207898 |

### Reitzenhain
| Bild                                    | Bezeichnung                                                                                | Lage                                 | Datierung                         | Beschreibung | ID       |
| --------------------------------------- | ------------------------------------------------------------------------------------------ | ------------------------------------ | --------------------------------- | --- | -------- |
| Direkt Bild zu diesem Denkmal hochladen | Zeuggraben als Wasserzuführungsgraben für die Kunstgezeuge in Lauta, Abschnitt Reitzenhain | (Karte)                              | 1551                              | Bergbauhistorische Bedeutung (siehe auch Gemarkung Kühnhaide und Gemarkung Marienberg). Einzeldenkmal der Sachgesamtheit Reitzenhainer Kunst- und Zeuggraben: (siehe auch Sachgesamtheitsliste, OT Reitzenhain, ohne Anschrift – Obj. 09305556) | 08956363 |
| Direkt Bild zu diesem Denkmal hochladen | Kilometerstein                                                                             | (Karte)                              | 2. Hälfte 19. Jahrhundert         | Verkehrsgeschichtlich von Bedeutung; mit Inschrift, unter anderem Bezeichnung „20,1“. | 08956002 |
| Direkt Bild zu diesem Denkmal hochladen | Zeuggraben als Wasserzuführungsgraben für die Kunstgezeuge in Lauta                        | (Karte)                              | 1551                              | Bergbauhistorische Bedeutung. Sachgesamtheitsbestandteil der Sachgesamtheit Reitzenhainer Kunst- und Zeuggraben, Abschnitt OT Reitzenhain mit dem Einzeldenkmal: (siehe Einzeldenkmalliste – Obj. 08956363, siehe auch Sachgesamtheitsliste, OT Marienberg, ohne Anschrift – Obj. 09305555). | 09305556 |
| Direkt Bild zu diesem Denkmal hochladen | Kilometerstein                                                                             | (Karte)                              | ab 1858                           | Denkmal der Verkehrsgeschichte. | 09206733 |
| Direkt Bild zu diesem Denkmal hochladen | Bahnhofsgebäude                                                                            | Ernst-Thälmann-Straße 74 (Karte)     | um 1900                           | Zeittypischer Klinkerbau, einfache aber ortsbildprägende Gestaltung, von ortsgeschichtlicher und verkehrsgeschichtlicher Bedeutung. Eingeschossiger, symmetrischer Bau mit drei Giebeln, Satteldach, Klinkerfassaden mit einfachen Ziergiebeln, Kunststeinfensterrahmungen, Giebel verbrettert. | 09205531 |
| Direkt Bild zu diesem Denkmal hochladen | Eisenbahnerwohnhaus                                                                        | Ernst-Thälmann-Straße 75 (Karte)     | um 1900                           | Charakteristischer Klinkerbau, ortsbildprägende Bebauung entlang der Gleise der Bahnstrecke Reitzenhain–Flöha, mit regionalgeschichtlicher und verkehrsgeschichtlicher Bedeutung. Einfacher zweigeschossiger Klinkerbau, Mittelrisalit, kräftiges Gesims, Drempelgeschoss, Satteldach, einfache Ziegelornamentik oberhalb der Fenster, die in Segmentbögen schließen, giebelseitig hauptsächlich Blindfenster. | 09205530 |
| Direkt Bild zu diesem Denkmal hochladen | Eisenbahnerwohnhaus                                                                        | Ernst-Thälmann-Straße 77 (Karte)     | um 1900                           | Charakteristischer Klinkerbau, einfacher, weitgehend unveränderter Zustand, typische Bebauung entlang der Gleise der Bahnstrecke Reitzenhain–Flöha, regionalgeschichtliche und verkehrsgeschichtliche Bedeutung. Winkelförmiger Klinkerbau mit Satteldach, zwei Geschosse mit einfachen Gesimsbändern, Fensterrahmung aus Kunststein, Verbretterung im Obergeschoss original, verputzter Eingang später, einfacher stufenförmiger Traufenschmuck der Giebel. | 09205528 |
| Direkt Bild zu diesem Denkmal hochladen | Gasthof, mit Scheunenanbau                                                                 | Hübner Straße-Wildhäuser 101 (Karte) | 19. Jahrhundert                   | Obergeschoss Fachwerk verbrettert, in ortsbildprägender Lage am Berg, unveränderte, ortstypische Bauweise, ortsgeschichtlich von Bedeutung. - Erdgeschoss massiv und verputzt, hölzerner Windfang, Obergeschoss verbrettert, giebelseitig Fachwerk, darüber verbrettert, Satteldach mit Schleppgaupe, Krüppelwalmdach, spätere Anbauten. - Scheune: Massiv und verputzt, Obergeschoss. verbrettert | 09205544 |
| Direkt Bild zu diesem Denkmal hochladen | Wohnhaus, ehemaliges Zollhaus                                                              | Rudolf-Breitscheid-Straße 3 (Karte)  | um 1905                           | Aufwändig gestaltete Putz-Klinker-Fassade mit Fachwerkelementen, mit regionalhistorischer und architektonischer Bedeutung zwei Geschosse, Sockel Bruchsteinmauerwerk, Putzfassade mit Eckbetonung (Materialwechsel Putz-Klinker), darüber Zierfachwerk, bewegte Dachlandschaft, Fenstergewände in Kunststein mit Klinkerbögen geschlossen | 09205534 |
| Direkt Bild zu diesem Denkmal hochladen | Nebenzollamtsgebäude, später Zollbeamtenwohnhaus                                           | Rudolf-Breitscheid-Straße 5 (Karte)  | 2. Hälfte 18. Jahrhundert         | Im Kern barocker Putzbau mit hohem Walmdach, von baugeschichtlicher und regionalgeschichtlicher Bedeutung. Zweigeschossiger, breit lagernder Putzbau mit hohem Walmdach, bekrönt durch einen Dachreiter auf polygonaler Grundfläche mit Laterne und Welscher Haube, vermutlich ehemals Glockentürmchen, im Inneren gut erhaltener barocker Baubestand, Keller über zweiläufige Treppe erreichbar mit einer hohen Tonne, Gewölbeansatz in Fußbodenhöhe, Erdgeschoss und Obergeschoss aus Bruchsteinmauerwerk, Fensteröffnungen mit Korbbogenlaibungen, zweiläufige Treppe – Treppengeländer aus Umbauphase um 1904, im Erdgeschoss Reste eines gebusten Kreuzgratgewölbes erhalten, Dachstuhl 18. Jh. – Kehlbalkendach mit Mittellängsunterzug und liegendem Stuhl. | 09303019 |
| Direkt Bild zu diesem Denkmal hochladen | Ehemaliger Gasthof, später Zollbeamtenwohnhaus                                             | Rudolf-Breitscheid-Straße 6 (Karte)  | vermutlich zwischen 1790 und 1830 | Repräsentativer Putzbau aus dem beginnenden 19. Jahrhundert, vermutlich um 1900 umgebaut, als alter Gasthof, welcher bereits im 16. Jahrhundert sich am gleichen Standort befand, erlangt das Gebäude eine hohe regionalgeschichtliche sowie baugeschichtliche Bedeutung. Zweigeschossiger Putzbau, Longitudinalbau mit Satteldach, regelmäßig angeordnete Rechteckfensteröffnungen mit Porphyrfenstergewänden, an der Hoftraufseite heute zwei Blendnischen mit Korbbogenabschluss – hier ursprünglich vermutlich große Tore, im Inneren Grundriss durch Ausbau zum Zollbeamtenwohnhaus verändert, ursprünglich im Erdgeschoss große Stallungen mit böhmischem Kappengewölbe auf Gurtbögen, gestützt durch schlichte Porphyrsäulen, die Gewölbe und Säulen erhalten, die Stallungen allerdings durch Trennwände nicht mehr sichtbar, Rahmenfüllungstüren mit Knauf und Brettertüren mit Langbändern aus der Erbauungszeit allerdings an verändertem Standort erhalten, Treppenhaus ebenfalls bauzeitlich, im Obergeschoss veränderter Grundriss mit Türen aus der Umbauphase von 1904, Kehlbalkendach mit Mittellängsunterzug, teilweise Blattsassen von Hängewerk sichtbar, Dachstuhl bauzeitlich. Als ehemalige Umspanne und späteres Zollbeamtenwohnhaus erlangt das Gebäude eine große regionalgeschichtliche sowie baugeschichtliche Bedeutung. Weiterhin ergibt sich eine ortsbildprägende Bedeutung durch die dominante Lage und durch die Größe des Bauwerks. | 09303002 |

### Rittersberg
| Bild                                    | Bezeichnung                                                  | Lage                                  | Datierung                 | Beschreibung | ID       |
| --------------------------------------- | ------------------------------------------------------------ | ------------------------------------- | ------------------------- | --- | -------- |
| Direkt Bild zu diesem Denkmal hochladen | Mundloch                                                     | Rittersberger Straße 2 (bei) (Karte)  | 17./18. Jahrhundert       | Bergbau- und ortshistorische Bedeutung. | 09207939 |
|                                         | Schule                                                       | Rittersberger Straße 11 (Karte)       | 1897                      | Zeittypischer historisierender Putzbau, überhöhter Seitenrisalit mit Dachreiter, ortsgeschichtlich von Bedeutung. | 09305550 |
| Direkt Bild zu diesem Denkmal hochladen | Wohnhaus                                                     | Rittersberger Straße 13 (Karte)       | Anfang 19. Jahrhundert    | Eingeschossiger Putzbau, Giebel verbrettert, kleiner Mittelrisalit, zeit- und landschaftstypische Gestaltung, wissenschaftlich-dokumentarischer Wert und sozialhistorische Bedeutung. Eingeschossiger, breitgelagerter Massivbau mit ausgebautem Dachgeschoss, Giebel verbrettert, kleiner Mittelrisalit mit Dreieckgiebel, Satteldach mit Dachhecht, originale Tür. | 09207942 |
| Direkt Bild zu diesem Denkmal hochladen | Wohnhaus (ohne Anbau)                                        | Rittersberger Straße 20 (Karte)       | 1. Hälfte 19. Jahrhundert | Zum Teil in Fachwerk, Giebel verbrettert, Teil der alten Ortsstruktur, baugeschichtlich von Bedeutung. Erdgeschoss massiv, Obergeschoss Fachwerk, Giebel verbrettert, Hofseite massiv. | 09207943 |
| Direkt Bild zu diesem Denkmal hochladen | Sonnenuhr am Wohnhaus und Stollnmundloch hinter dem Wohnhaus | Rittersberger Straße 30 (bei) (Karte) | bezeichnet 1883           | Ortsgeschichtliche und bergbauhistorische Bedeutung. Mundloch: Gemauertes Backsteinloch. | 09207941 |
| Direkt Bild zu diesem Denkmal hochladen | Wohnhaus                                                     | Rittersberger Straße 34 (Karte)       | 1. Hälfte 19. Jahrhundert | Eingeschossiger Massivbau, in zeit- und landschaftstypischer Gestaltung, baugeschichtlich von Bedeutung. Eingeschossiger Massivbau, Steingewände, Winterfenster, (ohne Anbau). | 09207945 |
| Direkt Bild zu diesem Denkmal hochladen | Wegestein                                                    | Scheibenweg (Karte)                   | 19. Jahrhundert           | Verkehrshistorische Bedeutung. Mit zwei gekreuzten, eingeritzten Schwertern, bezeichnet „52“, zirka 40 Zentimeter hoch, Gneis. | 09207947 |

### Rübenau
| Bild                                    | Bezeichnung | Lage                                          | Datierung                                | Beschreibung | ID       |
| --------------------------------------- | --- | --------------------------------------------- | ---------------------------------------- | --- | -------- |
| Direkt Bild zu diesem Denkmal hochladen | Ehemalige Kirchschule, später Pfarrhaus                                                                            | Am Maiberg 2 (Karte)                          | um 1800, im Kern älter                   | Stattlicher Putzbau, ehemals auch Wohnhaus des Lehrers, seit 1904 Pfarrhaus, ortsgeschichtlich von Bedeutung. Zweigeschossiger massiver Putzbau mit Fensterbankgesims, Haustür mit Korbbogen abschließend in Mitte der Traufseite, Giebeldreiecke vermutlich Fachwerk verschindelt, Krüppelwalmdach, um 1607 Erbauung urkundlich belegt als Schulgebäude, tatsächlicher Baubestand deutet auf Bauzeit ab zirka 1780, Umbau 1904 zum Pfarrhaus (Pfarrlehn war von 1853 bis 1905 das Wohnhaus Am Maiberg 6), neue Schule (Am Maiberg 4) 1903 erbaut. | 09238055 |
| Direkt Bild zu diesem Denkmal hochladen | Wohnhaus und Scheune eines Bauernhofes                                                                             | Am Maiberg 11Rittersberg (Marienberg) (Karte) | 19. Jahrhundert                          | Putzbau mit Krüppelwalmdach und Dachhecht, Scheune verbrettert, zeit- und landschaftstypische Gebäude, bauhistorische Bedeutung. Massivbau, verputzt, Fensteranordnung beibehalten, Krüppelwalmdach mit Eternitdeckung, Hechtgaupe über die gesamte Dachlänge, einfache verbretterte Scheune. | 09205556 |
| Direkt Bild zu diesem Denkmal hochladen | Meilenstein, zum Kilometerstein umgearbeitet                                                                       | Einsiedler Straße (Karte)                     | nach 1858 (Meilenstein)                  | Meilenstein, zum Kilometerstein umgearbeitet; ehemaliger Stationsstein in Grenznähe, verkehrsgeschichtlich von Bedeutung | 09205843 |
| Direkt Bild zu diesem Denkmal hochladen | Wohnhaus | Einsiedler Straße 38 (Karte)                  | 19. Jahrhundert                          | Erzgebirgs-Kammhaus, Putzbau mit einfacher Gestalt, von ortsbildprägender Wirkung, baugeschichtlich von Bedeutung. Wohnhaus, um 1870 erbaut. Gedrungener (zweigeschossig, fünfachsig), harmonisch wirkender Putzbau (Graupelputz), abgeschlossen durch ein Krüppelwalmdach. Giebel mit Eternit verschiefert. Zum Zeitpunkt der Denkmalerfassung und einer nochmaligen Begehung im Jahr 2002 waren neben den originalen Natursteingewänden und dem originalen Türportal auch eine vermutlich bauzeitliche Haustür und originale Winterfenster erhalten. Auf der abgewandten Seite des Hauses schließt ein eingeschossiger Anbau ohne Denkmalwert an. Im Inneren befinden sich ein Mittelflur und rechts an diesen anschließend ein Stall mit preußischen Kappengewölben. Die Fensteröffnungen im Inneren schließen durch flache Segmentbögen ab, einige bauzeitliche Rahmenfüllungstüren waren 2002 noch erhalten. Das Gebäude ist unterkellert durch eine Kellertonne aus Bruchsteinen. Der Dachstuhl wurde als Kehlbalkendach mit gezapften Holzverbindungen ausgebildet. Auch im Dachgeschoss waren bauzeitliche Türen anzutreffen – Brettertüren mit Langbändern. Dem Wohnhaus kommt eine baugeschichtliche Bedeutung als typisches ländliches Erzgebirgshaus des 19. Jahrhunderts zu. | 09205571 |
| Direkt Bild zu diesem Denkmal hochladen | Zollhaus (Oberer Natzschungweg 2), Scheune (Einsiedler Straße 94) und Seitengebäude sowie Torbogen eines Zollamtes | Einsiedler Straße 94 (Karte)                  | um 1800                                  | Stattliches, herrenhausartiges Zollgebäude, im klassizistischen Stil, geschlossene Hofanlage, baugeschichtlich und regionalgeschichtlich von Bedeutung. - Zollhaus: Zweigeschossiger Putzbau, Mittelrisalit mit Giebel, aufgeputzte Eckquaderung, schiefergedecktes Krüppelwalmdach mit Satteldachgaupen, rückseitig einfachere Fassade mit Eingangstür. - Wohnstallhaus: Erdgeschoss Bruchsteinmauerwerk, Obergeschoss Fachwerk, Krüppelwalm, Fachwerküberstand, Stichbogeneingang. - Scheune: Putzfassade, Krüppelwalm, Ladevorrichtung, östliches Seitengebäude. | 09205575 |
| Direkt Bild zu diesem Denkmal hochladen | Wohnstallhaus eines Bauernhofes                                                                                    | Hammerweg 13 (Karte)                          | 19. Jahrhundert                          | Obergeschoss Fachwerk verkleidet, ortstypisches Gebäude mit bauhistorischer Bedeutung. Zwei Geschosse, Erdgeschoss massiv und verändert, Obergeschoss und Giebel verschiefert, wahrscheinlich darunter Fachwerk erhalten, Krüppelwalmdach. | 09205866 |
| Direkt Bild zu diesem Denkmal hochladen | Ehemaliges Huthaus, jetzt Wohnhaus                                                                                 | In der Gasse 16 (Karte)                       | 19. Jahrhundert                          | Eingeschossiger Putzbau, Giebel verbrettert, weitgehend unverändert erhaltenes Gebäude, ortshistorisch und baugeschichtlich von Bedeutung. Erdgeschoss massiv (zum Teil Bruchsteinmauerwerk), Giebel verbrettert, Krüppelwalmdach mit Holzschindeln, Stalleinbau. | 09205557 |
| Direkt Bild zu diesem Denkmal hochladen | Wohnhaus mit Nebengebäude                                                                                          | Kriegwaldweg 6 (Karte)                        | 1937                                     | Holzhaus, gut erhaltenes Beispiel der Elementbauweise mit dem Baustoff Holz, baugeschichtlich von Bedeutung. Querverbrettertes Wohnhaus in Holzkonstruktion auf Bruchsteinsockel, originale Fenstergrößen mit authentischer sechsfeldriger Teilung, Giebelverbretterung mit senkrechter Lattung, steiles Satteldach mit Überstand, zeittypische Dreiecksgaupe sowie Dreiecksfenster im Giebel, Nebengebäude in gleichem Aussehen. Auftraggeber: Oscar Weidmüller, Dresden, Planung: Karl Adler, Ausführung: Hermann Adler, Baugeschäft Schwarzenberg. Die Häuser wurden in weniger als zwei Monaten nach Baugenehmigung (16. Juli 1937) fertig gestellt. | 09305551 |
| Direkt Bild zu diesem Denkmal hochladen | Wohnhaus (mit Forstamt), zwei Seitengebäude und Scheune einer Försterei                                            | Kriegwaldweg 8 (Karte)                        | zwischen 1774 und 1777, später erweitert | Ehemalige Oberförsterei, geschlossenes Ensemble, barockes Wohnhaus mit Wappenstein, baugeschichtlich und regionalgeschichtlich von Bedeutung. - Forstamt: (Bruchsteinmauerwerk) Verputzt, zwei Geschosse, ehemalig repräsentativer Eingang mit Segmentbogenabschluss und kursächsischem Sandsteinwappen. - Wohnstallhaus: Eingeschossig mit Krüppelwalmdach. - Scheunen: Eingeschossig, verputzt, Krüppelwalmdach. | 09205581 |
| Direkt Bild zu diesem Denkmal hochladen | Wohnstallhaus und Scheune eines Zweiseithofes                                                                      | Kriegwaldweg 41 (Karte)                       | Ende 19. Jahrhundert                     | Wohnstallhaus Obergeschoss Fachwerk, charakteristischer Kammhof mit bauhistorischer Bedeutung. - Zwei Geschosse, Erdgeschoss verputzt, ehemaliger Stallteil umgebaut, Fensteröffnungen später vergrößert, Obergeschoss Fachwerk, Krüppelwalm, giebelseitig verbrettert. - Scheune: Massiv verputzt mit Satteldach. | 09205573 |
| Direkt Bild zu diesem Denkmal hochladen | Wohnhaus eines Bauernhofes                                                                                         | Kriegwaldweg 45 (Karte)                       | Mitte 19. Jahrhundert                    | Obergeschoss Fachwerk, in ortsbildtypischer Gestalt, Beispiel ländlicher Bau- und Lebensweise, bauhistorische Bedeutung. Zwei Geschosse, Erdgeschoss verputzt, ehemaliger Stallteil umgebaut, hölzerner Windfang und zweigeschossiger Freischwinger erhalten, Obergeschoss Fachwerk (unterschiedliche Stärken), giebelseitig verbrettert, unverändertes Satteldach, genannt Hof Gütl. | 09205572 |
| Direkt Bild zu diesem Denkmal hochladen | Ehemaliges Herrenhaus eines Rittergutes                                                                            | Kühnhaidner Straße 4 (Karte)                  | um 1750                                  | Putzbau mit hohem Walmdach, in ortsbestimmender Straßenlage, baugeschichtliche und ortshistorische Bedeutung. Monumentaler, zweigeschossiger Bau mit Putzfassade, hohes Walmdach mit Hechtgaupen, Gewölbe im Eingang erhalten (Kreuzgratgewölbe). | 09205583 |
| Direkt Bild zu diesem Denkmal hochladen | Zollhaus (Oberer Natzschungweg 2), Scheune (Einsiedler Straße 94) und Seitengebäude sowie Torbogen eines Zollamtes | Oberer Natzschungweg 2 (Karte)                | um 1800                                  | Stattliches, herrenhausartiges Zollgebäude, im klassizistischen Stil, geschlossene Hofanlage, baugeschichtlich und regionalgeschichtlich von Bedeutung. - Zollhaus: Zweigeschossiger Putzbau, Mittelrisalit mit Giebel, aufgeputzte Eckquaderung, schiefergedecktes Krüppelwalmdach mit Satteldachgaupen, rückseitig einfachere Fassade mit Eingangstür. - Wohnstallhaus: Erdgeschoss Bruchsteinmauerwerk, Obergeschoss Fachwerk, Krüppelwalm, Fachwerküberstand, Stichbogeneingang. - Scheune: Putzfassade, Krüppelwalm, Ladevorrichtung, östliches Seitengebäude. | 09205575 |
| Direkt Bild zu diesem Denkmal hochladen | Ehemaliges Hammerwerk und Sägewerk                                                                                 | Olbernhauer Straße 10 (Karte)                 | 1689, 1769 Wiederaufbau                  | Imposanter, fast unveränderter Baukörper, technikgeschichtliche, ortshistorische und ortsbildprägende Bedeutung. Zweigeschossiger Putzbau, breiter Baukörper mit hohem Krüppelwalmdach, Hechtgaupe, Giebel verkleidet, teilweise massive Scheune. | 09205566 |
| Direkt Bild zu diesem Denkmal hochladen | Mühlengebäude | Olbernhauer Straße 67 (Karte)                 | 1925 oder älter                          | Gut gegliederter Putzbau von imposanter Größe, straßenbildprägender Lage, ortshistorischer Bedeutung. Zweigeschossiger traufständiger Putzbau mit Krüppelwalmdach, Fenstergewände aufgeputzt, Obergeschoss Stichbogen aus Klinkern über den Fensternt, technische Ausstattung nicht erhalten. | 09205568 |
| Direkt Bild zu diesem Denkmal hochladen | Ehemaliges Wohnstallhaus eines Bauernhofes                                                                         | Rübenauer Waldstraße 10 (Karte)               | 19. Jahrhundert                          | Obergeschoss Fachwerk, regionaltypisches Beispiel ländlicher Bau- und Lebensweise, auch ortsentwicklungsgeschichtlich von Bedeutung. Erdgeschoss massiv und verputzt, Obergeschoss Fachwerk verbrettert. | 09205558 |
| Direkt Bild zu diesem Denkmal hochladen | Wohnstallhaus | Rübenauer Waldstraße 12 (Karte)               | Mitte 19. Jahrhundert                    | Eingeschossiger Putzbau mit verschindeltem Giebel, für das Ortsbild charakteristischer Bau einfacher Form, ortsentwicklungsgeschichtlich von Bedeutung. Eingeschossiger Bau, massiv (Bruchsteinmauerwerk), Stallbau erhalten, Giebel verbrettert (Holzschindeln), Krüppelwalmdach rückwärtig Gaupe. | 09205579 |
| Direkt Bild zu diesem Denkmal hochladen | Wohnstallhaus und Scheune eines Bauernhofes                                                                        | Rübenauer Waldstraße 14 (Karte)               | Mitte 19. Jahrhundert                    | Wohnstallhaus eingeschossiger Putzbau mit Fachwerkgiebel, Scheune verbrettert, charakteristisches Ensemble mit ortsbildprägender Wirkung, baugeschichtlich von Bedeutung. Ehemaliges Wohnstallhaus: verputzte Fassade, Fensteröffnungen vergrößert, straßenseitig Giebel aufwändiger verschindelt, Krüppelwalmdach, Scheune verbrettert, Satteldach. | 09205580 |
| Direkt Bild zu diesem Denkmal hochladen | Fabrikgebäude (mit Ausstattung)                                                                                    | Unterer Natzschungweg 1 (Karte)               | Anfang 20. Jahrhundert (Fabrik)          | Ehemalige Nagelfabrik mit der technischen Ausstattung (Wasserturbine, Transmission, Drehbänke), technikgeschichtlich und ortsgeschichtlich von Bedeutung. Einfacher verputzter Bau mit reicher technischer Ausstattung, ehemalige Wasserturbine (ausgebaut), Transmission mit Lederriemen, dazugehörigen Rädern und Wellen, Drehbänke zum Teil neu. | 09205567 |
| Weitere Bilder                          | Kirche (mit Ausstattung) und Kirchhof mit Einfriedung sowie Gedenkstein an der Kirchhofsmauer                      | Zöblitzer Straße (Karte)                      | 1613–1614                                | Barocker Zentralbau mit Mansarddach und achteckigem Dachreiter, baugeschichtlich und ortsgeschichtlich von Bedeutung. Kleiner Zentralbau mit Mansarddach (Schieferdeckung) von 1613/14, um 1714 erweitert, Putzfassade, westlicher Vorbau, achteckiger Dachreiter mit Laterne und Welscher Haube (verschiefert), innen umlaufende Emporen, Kanzelaltar, Einfriedung: Mauerwerk (verputzt), Eisentor (1849 umgestaltet). | 09205562 |
| Direkt Bild zu diesem Denkmal hochladen | Kriegerdenkmal für die Gefallenen des Ersten Weltkrieges                                                           | Zöblitzer Straße 4 (neben) (Karte)            | nach 1918 (Kriegerdenkmal)               | Einfache Anlage auf stufenförmiger Erhöhung, mit Naturstein und Inschrifttafel, ortsgeschichtlich von Bedeutung. - Unseren Gefallenen Helden 1914–1918 die Gemeinde Rübenau, - Zweiter Weltkrieg: Inschrift: „So habt mit allen Menschen Frieden.“ | 09205564 |
| Direkt Bild zu diesem Denkmal hochladen | Kriegerdenkmal für die Gefallenen des Deutsch-Französischen Krieges                                                | Zöblitzer Straße 6 (bei) (Karte)              | nach 1871                                | Kleiner Sandsteinobelisk auf zweifach gestuften Postament, Inschrift, ortsgeschichtlich von Bedeutung. Emailplakette mit Beschriftung (Albin Oskar Engelhardt, verstorben 2. Dez. 1904 in Südwest-Afrika, geb. in Rübenau, sicherlich ein Angehöriger der deutschen Kolonialtruppen, der während der Herero-Aufstandes 1904 in Namibia gefallen ist). | 09205563 |
| Direkt Bild zu diesem Denkmal hochladen | Fabrikantenvilla                                                                                                   | Zöblitzer Straße 20 (Karte)                   | um 1910                                  | Oberhalb des Dorfes, imposante Baugestalt mit reichem Fassadenschmuck und Zierfachwerk, baugeschichtlich und ortsgeschichtlich von Bedeutung. Sockel Bruchsteinmauerwerk, Putzfassade, im Dachgeschoss Zierfachwerk bzw. verbrettert, viereckiger Eckerker, Krüppelwalmdach. | 09205561 |
| Direkt Bild zu diesem Denkmal hochladen | Wohnhaus | Zöblitzer Straße 29 (Karte)                   | 19. Jahrhundert                          | Eingeschossiger Putzbau, Giebel verschindelt, weitgehend unverändertes ländliches Wohnhaus in einfachen ortsbildtypischen Formen, selten gewordenes Beispiel für Anwendung von Holzschindeln, baugeschichtlich von Bedeutung. Eingeschossiger Putzbau, Giebel verschindelt, Satteldach, große Schleppgaupe, einfacher verbretterter Schuppen mit seitlichem Anbau. | 09205560 |

### Satzung
| Bild                                    | Bezeichnung | Lage                             | Datierung                             | Beschreibung | ID       |
| --------------------------------------- | --- | -------------------------------- | ------------------------------------- | --- | -------- |
| Weitere Bilder                          | Triangulationssäule | Am Hirtstein 3 (bei) (Karte)     | bezeichnet 1868 (Triangulationsstein) | Station 2. Ordnung, restauriert, bedeutendes Zeugnis der Geodäsie des 19. Jahrhunderts, vermessungsgeschichtlich von Bedeutung. Quadratischer Vermessungsstein aus Ehrenfriedersdorfer Granit auf anstehendem Fels, in zirka 30 Zentimeter Höhe über dem anstehenden Fels eine Kerbung eingelassen, Inschrift: „Station/Hirtstein/der Kön: Sächs:/Trinagulirung/1868“, 2012 umfassend restauriert. | 09206735 |
| Direkt Bild zu diesem Denkmal hochladen | Wohnhaus | An der Reihe 11 (Karte)          | 18. Jahrhundert                       | Ländliches Wohnhaus mit verbrettertem- bzw. verkleidetem Fachwerk-Obergeschoss, baugeschichtlich von Bedeutung. Zweigeschossig, Erdgeschoss Bruchstein verputzt, Hauseingang in der Mitte der Traufseite mit hölzernem Vorhäuschen, Fachwerk-Obergeschoss verbrettert oder verkleidet, Heuluke mit Aufzug am Giebeldreieck, Tür im Obergeschoss an Hofseite, steiles Satteldach, ursprünglich mit Fensterläden. | 09247845 |
| Direkt Bild zu diesem Denkmal hochladen | Ehemaliges Wohnstallhaus | Satzunger Hauptstraße 9 (Karte)  | Anfang 19. Jahrhundert                | Obergeschoss Fachwerk verbrettert, in einfacher, ortstypischer Baugestalt, baugeschichtlich von Bedeutung. Erdgeschoss massiv, Holzwindfang und teilweise Fensterläden, Obergeschoss und Giebel verbrettert, mit Freischwinger/Holz, Holzanbau rückwärtig. | 09206722 |
| Direkt Bild zu diesem Denkmal hochladen | Wohnstallhaus | Satzunger Hauptstraße 41 (Karte) | 19. Jahrhundert                       | Obergeschoss Fachwerk verkleidet, ortsbildprägende Lage, bauhistorische Bedeutung. Erdgeschoss massiv, Obergeschoss verschiefert (darunter Fachwerk erhalten), Giebel vollständig verschiefert, Satteldach. | 09206720 |
| Direkt Bild zu diesem Denkmal hochladen | Ehemaliges Wohnstallhaus | Satzunger Hauptstraße 42 (Karte) | 19. Jahrhundert                       | Obergeschoss Fachwerk verschindelt, in ortstypischer Gestaltung, Beispiel ländlicher Bau- und Lebensweise, baugeschichtlich von Bedeutung. Erdgeschoss massiv, teilweise verändert (Fenstereinbau), Giebel verbrettert, Obergeschoss verschiefert. | 09206721 |
| Direkt Bild zu diesem Denkmal hochladen | Ehemaliges Wohnstallhaus und Seitengebäude eines Bauernhofes                                                                    | Satzunger Hauptstraße 48 (Karte) | 19. Jahrhundert                       | Wohnstallhaus Obergeschoss Fachwerk, ortsbildprägende Lage, als Ensemble gut erhaltenes Beispiel ländlicher Lebens- und Arbeitsweise, baugeschichtlich von Bedeutung. Zweigeschossig, Putz-Fachwerkbau, Satteldach, Giebel und Obergeschoss verschiefert, darunter eventuell Fachwerk (Fensteranlage), Erdgeschoss massiv und leicht verändert (Vorbau-Fenster), Nebengebäude: Bruchsteinmauerwerk verputzt, Satteldach, Korbbogentor. | 09206719 |
| Weitere Bilder                          | Ehemaliges Rathaus | Satzunger Hauptstraße 62 (Karte) | 1939                                  | Einfacher Putzbau im Heimatstil, mit original erhaltenen Baudetails wie Portalgewände, Fensterläden und Uhrturm, ortshistorische Bedeutung. Zweigeschossiger Putzbau mit Satteldach, spitze Turmuhr und dreieckige Gaupen. | 09206716 |
| Direkt Bild zu diesem Denkmal hochladen | Ehemaliges Wohnstallhaus | Satzunger Hauptstraße 70 (Karte) | 19. Jahrhundert                       | Obergeschoss Fachwerk verkleidet, von straßenbildprägender Größe, markantes Beispiel ländlicher Bau- und Lebensweise, baugeschichtlich von Bedeutung. Krüppelwalmdach, Erdgeschoss massiv und teilweise veränderte Fenster, Garageneinbau, Obergeschoss verschiefert, Fensteranlage deutet auf Fachwerk hin, ebenso Giebel verschiefert. | 09206718 |
| Direkt Bild zu diesem Denkmal hochladen | Wohnstallhaus und Scheune eines Bauernhofes                                                                                     | Satzunger Hauptstraße 74 (Karte) | 19. Jahrhundert                       | Zum Teil in Fachwerk, typisches Beispiel ländlicher Bau- und Lebensweise, sozial- und bauhistorisch bedeutsam. Erdgeschoss massiv, Stallfenster, Obergeschoss verschiefert, Satteldach, Scheune: eingeschossig (Bruchsteinmauerwerk verputzt), hohes Satteldach. | 09206717 |
| Direkt Bild zu diesem Denkmal hochladen | Wohnstallhaus | Satzunger Hauptstraße 76 (Karte) | 19. Jahrhundert                       | Von ortstypischer Gestalt, ein Giebel mit Ornamentblech, baugeschichtlich von Bedeutung. Erdgeschoss massiv, Obergeschoss verbrettert (Fachwerk), Giebel verschiefert und Heuaufzug, anderer Giebel mit Ornamentblech, mit seitlichem Scheunenanbau (verbrettert). | 09205537 |
|                                         | Gasthof | Satzunger Hauptstraße 84 (Karte) | bezeichnet 1834                       | Ortsbildprägender Bau im Ortszentrum an der Kreuzung gelegen, ortshistorische Bedeutung. Zweigeschossiger Putzbau mit Krüppelwalmdach, ehemals zwei Gebäude (rechter Bauteil mit linkem Scheunenbau verbunden). | 09205540 |
| Weitere Bilder                          | Dorfkirche Satzung mit Ausstattung, Kirchhof mit Leichenhalle, Einfriedungsmauer                                                | Satzunger Kirchstraße 1 (Karte)  | 1573 geweiht                          | Saalkirche mit barockem Westturm, baugeschichtlich, ortsgeschichtlich und ortsbildprägend von Bedeutung. - Kirche: Putzbau, Satteldach (Schieferdeckung), viereckiger Westturm mit Kupferhaube, östl. Sakristeianbau Ende 17. Jahrhundert - Turm: 1756 - Leichenhalle: Verputzter Bruchsteinbau, Stichbogenportal mit Schlussstein mit Bezeichnung, beiderseits der Tür ovale Fenster mit Natursteineinfassung und Gittern, Walmdach mit Schieferdeckung | 09205541 |
| Weitere Bilder                          | Kriegerdenkmale für die Gefallenen des deutsch-französischen Krieges und die Gefallenen des Ersten Weltkrieges auf dem Kirchhof | Satzunger Kirchstraße 1 (Karte)  | Nach 1871; nach 1918                  | Ortsgeschichtlich von Bedeutung. - Kriegerdenkmal: 1871, Sandsteinpostament, Obelisk Inschrift: „Gott war mit uns“, restliche Inschrift kaum lesbar, - Kriegerdenkmal Erster Weltkrieg: Kunststeinsockel, grob behauener Stein mit Serpentinplatte mit Inschrift: „Widmung/Unserer fürs Vaterland Gefallenen und Gestorbenen Vätern, Söhnen, Gatten und Brüdern zum Gedächtnis/Gewidmet Gemeinde Satzung/1914–1918 ...“ (Namen der Verstorbenen). Das Kriegerdenkmal für die Gefallenen des deutsch-französischen Krieges 1870/1871 befindet sich auf dem Kirchhof neben der Kirche. Das freistehende Kriegerdenkmal steht auf einem Sandsteinpostament mit profilierten Kanten mit karniesförmigem Profil und abgetrepptem Aufsatz. Darauf erhebt sich ein Obelisk, der mit einer flachen, pyramidenförmigen Spitze abgeschlossen wird. An der nach oben leicht verjüngten, monolithischen Sandsteinstele ist die erhabene Inschrift »Gott war mit uns« erkennbar. Darüber ist das Relief eines Eisernen Kreuzes angebracht, das von einem mit Schleifen umwundenen Lorbeerkranz gerahmt wird. Weitere Inschriften am Postament sind kaum lesbar. Das Kriegerdenkmal ist von ortsgeschichtlicher Bedeutung. | 09307439 |
|                                         | Pfarrhaus und Schuppen eines Pfarrhofes                                                                                         | Satzunger Kirchstraße 2 (Karte)  | 19. Jahrhundert                       | Imposanter und unverändert erhaltener Baukörper in ortsbildprägender Lage gegenüber der Kirche, baugeschichtlich und ortsgeschichtlich von Bedeutung. Erdgeschoss massiv und verputzt, Obergeschoss und Giebel verbrettert (darunter Fachwerk erhalten), großes unverändertes Satteldach mit Schieferdeckung, Portal mit Sandsteinarchitrav und -gewände. | 09205542 |
| Direkt Bild zu diesem Denkmal hochladen | Wohnstallhaus | Satzunger Kirchstraße 14 (Karte) | Mitte 19. Jahrhundert                 | Mit verkleidetem Fachwerk-Obergeschosses, gut erhaltenes Zeugnis ländlicher Lebens- und Arbeitsweise, baugeschichtlich von Bedeutung. Erdgeschoss massiv und verputzt, Stallfenster erhalten, rückwärtig verschieferter Freischwinger, Obergeschoss Fachwerk verkleidet. | 09205543 |
| Direkt Bild zu diesem Denkmal hochladen | Ehemaliges Wohnstallhaus | Satzunger Ziegengasse 21 (Karte) | Anfang 19. Jahrhundert                | Obergeschoss Fachwerk verbrettert, mit weitgehend unveränderter Baugestalt, baugeschichtlich von Bedeutung. Erdgeschoss massiv (verputzt), Fensteröffnungen später vergrößert, ebenso steinerner Vorbau, giebelseitig markant verbrettertes Fachwerk, ungewöhnlich hohes Satteldach. | 09205548 |
| Direkt Bild zu diesem Denkmal hochladen | Wohnhaus und Schuppen | Steinbacher Straße 1 (Karte)     | Ende 19. Jahrhundert                  | Ortsbildprägendes Ensemble in unverändertem Zustand, baugeschichtlich von Bedeutung. Zweigeschossiger Putzbau (Bruchsteinmauerwerk), Fenster im Erdgeschoss mit Stichbögen und Gewändesteinen, im Obergeschoss aufgeputzt, einfaches Satteldach mit Schieferdeckung, massiver Vorbau, Schuppen verbrettert. | 09205552 |
| Direkt Bild zu diesem Denkmal hochladen | Ehemaliges Wohnstallhaus | Straße der Jugend 6 (Karte)      | 19. Jahrhundert                       | Obergeschoss Fachwerk verkleidet, in ortstypischer Baugestalt, baugeschichtlich von Bedeutung. Erdgeschoss massiv (verputzt), ehemaliger Stallbau als Garage/Scheuneneinbau, Obergeschoss Fachwerk verkleidet, unverändert erhaltenes Schieferdach mit altdeutscher Deckung. | 09205551 |

### Sorgau
| Bild                                    | Bezeichnung                                                  | Lage                                 | Datierung                 | Beschreibung | ID       |
| --------------------------------------- | ------------------------------------------------------------ | ------------------------------------ | ------------------------- | --- | -------- |
| Direkt Bild zu diesem Denkmal hochladen | Wohnhaus                                                     | Kleine Seite 6 (Karte)               | 1818                      | Landschaftsprägendes kleines Fachwerk-Wohnhaus, sozialgeschichtlich von Bedeutung. Wohnstallhaus aus der Zeit um 1800 (die nachträglich auf dem Schlussstein des Hauseingangs angebrachte Datierung „1818“ ist nicht gesichert). Es besteht aus einem massiv aus Bruchsteinen errichteten Erd- und einem Fachwerkobergeschoss (an der Hangseite massiv ersetzt). Ein steil geneigtes Satteldach mit verbretterten Giebeln schließt das Gebäude ab. Es ist mit dunkelroten/braunen Reformziegeln gedeckt. Das an zwei Seiten sichtbare Fachwerk besteht aus einer Ständer-Riegel-Konstruktion mit Eck- und Mittelstreben. Der Sturzriegel ist über den Fenstern versetzt. Das Dachtragwerk ist als Kehlbalkendach mit liegendem Stuhl und Windrispenverband ausgebildet. Der Hauseingang ist leicht außermittig an der Talseite angelegt. Er wird von einem Korbbogen mit angedeutetem Schlussstein überfangen. Auf der Hangseite gibt es ebenfalls einen Eingang, dieser führt aufgrund des steilen Geländes direkt in das Obergeschoss. Das Innere zeigt die für mitteldeutsche Wohnstallhäuser typische Gliederung. Ein etwa mittig angelegter Flur trennt den Wohn- vom Wirtschaftsbereich. Er ist mit unregelmäßig gebrochenen Natursteinplatten belegt. Ein Wassertrog befindet sich am Ende des Flures. Die Erdgeschossfenster werden ebenfalls von Rundbögen überfangen. Verschiedene Türen stammen noch aus der Erbauungszeit. Das Gebäude dokumentiert noch in einem weitgehend unverfälschten Zustand die ländliche Bauweise im Erzgebirge in der Zeit um 1800. Durch seine exponierte Lage am Hang oberhalb des Kretzschenbaches ist der Bau auch von landschaftsprägender Bedeutung. | 09207624 |
| Direkt Bild zu diesem Denkmal hochladen | Wohnhaus                                                     | Sorgauer Dorfstraße 2 (Karte)        | 1. Hälfte 19. Jahrhundert | Malerisches Fachwerk-Wohnhaus, zeit- und landschaftstypisch, baugeschichtlich von Bedeutung. Erdgeschoss massiv, Bruchsteinmauerwerk, Obergeschoss Fachwerk, Gartenseite massiv, Giebel Fachwerk, Satteldach mit Schieferdeckung. | 09207619 |
| Direkt Bild zu diesem Denkmal hochladen | Wohnstallhaus und Scheune eines Zweiseithofes                | Sorgauer Dorfstraße 4 (Karte)        | 18. Jahrhundert           | Wohnstallhaus Obergeschoss Fachwerk, Scheune verbrettert, zeit- und landschaftstypisch, baugeschichtlich von Bedeutung. - Wohnstallhaus: Erdgeschoss massiv, Obergeschoss Fachwerk, Straßenseite massiv, Giebel Fachwerk verbrettert, zum Teil Winterfenster erhalten, - Scheune: Holzkonstruktion, Satteldach mit Schieferdeckung. | 09207618 |
| Direkt Bild zu diesem Denkmal hochladen | Wohnstallhaus eines Bauernhofes                              | Sorgauer Dorfstraße 15 (Karte)       | Kern 18. Jahrhundert      | Massives Gebäude mit Fachwerk-Anteil, Giebel verbrettert, weitgehend original erhalten, baugeschichtlich von Bedeutung. Zweigeschossiger Massivbau aus Bruchstein, Frackdach, verputzter Anbau mit Fachwerk, Giebel verbrettert. | 09207617 |
| Direkt Bild zu diesem Denkmal hochladen | Gasthof mit Saalanbau                                        | Sorgauer Dorfstraße 23 (Karte)       | 2. Hälfte 19. Jahrhundert | Obergeschoss Fachwerk, ortshistorische und ortsbildprägende Bedeutung. Erdgeschoss massiv, Obergeschoss Fachwerk, Giebel massiv, Giebel Fachwerk, Krüppelwalmdach. | 09207616 |
| Direkt Bild zu diesem Denkmal hochladen | Wohnstallhaus, Scheune und Seitengebäude eines Dreiseithofes | Sorgauer Dorfstraße 27 (Karte)       | bezeichnet 1817           | Wohnstallhaus mit Fachwerk-Obergeschoss und Segmentbogenportal, Wirtschaftsbauten verbrettert, Teil der alten Ortsstruktur, baugeschichtlich von Bedeutung. - Wohnstallhaus: Erdgeschoss massiv, Obergeschoss Fachwerk, Sandsteingewände im Erdgeschoss, zwei segmentbogige Sandsteinportale mit Schlusssteinen, ein Schlussstein bezeichnet „S.G.H. 1817“, Satteldach mit Dachhäuschen und Schieferdeckung. - Seitengebäude: Holzkonstruktion. - Scheune: Holzkonstruktion. | 09207620 |
| Direkt Bild zu diesem Denkmal hochladen | Wohnhaus und Torbogen eines Bauernhofes                      | Sorgauer Dorfstraße 31 (Karte)       | 1. Hälfte 19. Jahrhundert | Obergeschoss Fachwerk, zeit- und landschaftstypisch, in der Region seltener Torbogen, baugeschichtlich von Bedeutung. Erdgeschoss massiv, Obergeschoss Fachwerk, Giebel massiv, Torbogen aus Bruchstein. | 09207621 |
| Weitere Bilder                          | Schule                                                       | Sorgauer Dorfstraße 36 (Karte)       | bezeichnet 1876           | Zeittypischer Schulbau mit markantem Dachreiter, ortsgeschichtlich von Bedeutung. Zweigeschossiger massiver Putzbau, flaches Satteldach mit Ausbau in Welscher Haube (für Glocke?), Geschosse werden optisch durch Gurtgesims getrennt, originale Fenstergrößen, jedoch mit vereinfachten Fenstern, zentraler Eingang mit Supraporte. | 09305553 |
| Direkt Bild zu diesem Denkmal hochladen | Wohnstallhaus eines Bauernhofes                              | Sorgauer Dorfstraße 60a (Karte)      | 1. Hälfte 19. Jahrhundert | Obergeschoss Fachwerk, malerisch im Tal gelegen, kleines Gebäude von sozialgeschichtlicher Bedeutung. Erdgeschoss und ein Giebel massiv, Obergeschoss Fachwerk. | 09207613 |
| Direkt Bild zu diesem Denkmal hochladen | Straßenbrücke über den Kretzschenbach                        | Sorgauer Dorfstraße 64 (bei) (Karte) | 19. Jahrhundert           | Einbogige Steinbrücke, verkehrshistorische Bedeutung. | 09207626 |
| Direkt Bild zu diesem Denkmal hochladen | Wohnstallhaus eines Bauernhofes                              | Sorgauer Dorfstraße 66 (Karte)       | 1. Hälfte 19. Jahrhundert | Obergeschoss Fachwerk verbrettert, ortsbildprägende Wirkung, baugeschichtlich von Bedeutung. Erdgeschoss Bruchstein verputzt, Flachbogentür, Obergeschoss Fachwerk, mit Giebel rundum verbrettert, zum Teil Giebel durch Fenstereinbau. | 09207615 |
| Direkt Bild zu diesem Denkmal hochladen | Ehemaliges Forsthaus, jetzt Wohnhaus                         | Sorgauer Dorfstraße 69 (Karte)       | um 1910                   | Malerisches Gebäude, ortsbildprägende Wirkung, im Reform- und Heimatstil, ortsgeschichtlich von Bedeutung. Eingeschossiger Massivbau mit angebautem, verbrettertem Dachgeschoss und Krüppelwalmdach, traufseitiger Mitteltrakt dominant, Satteldach. | 09207614 |

### Zöblitz
| Bild                                    | Bezeichnung | Lage                             | Datierung                         | Beschreibung | ID       |
| --------------------------------------- | --- | -------------------------------- | --------------------------------- | --- | -------- |
| Direkt Bild zu diesem Denkmal hochladen | Mundloch, Stolln und Halde der Gottes Segen Fundgrube                                                                                         | (Karte)                          | 1710–1884                         | Bergbauhistorische Bedeutung. | 09247965 |
| Weitere Bilder                          | Kriegerdenkmal für die Gefallenen des Deutsch-Französischen Krieges                                                                           | Am Marktplatz (Karte)            | nach 1871                         | Ortshistorische Bedeutung. Natursteinobelisk auf zweistufigen Natursteinsockel, Tafeln aus Serpentin. | 09207563 |
| Direkt Bild zu diesem Denkmal hochladen | Wohnhaus in geschlossener Bebauung | Am Marktplatz 21 (Karte)         | bezeichnet 1894                   | Historisierende Putzfassade, Teil der Marktplatzbebauung, ortsentwicklungsgeschichtlich von Bedeutung. Zweigeschossiger Massivbau, flacher Mittelrisalit mit Giebelaufsatz, Türmchen und Muschelmotiv, bezeichnet „1894“ im Giebel. | 09207558 |
| Direkt Bild zu diesem Denkmal hochladen | Wohnhaus in geschlossener Bebauung | Am Marktplatz 22 (Karte)         | Ende 19. Jahrhundert              | Historisierende Putzfassade, Teil der Marktplatzbauung, ortsentwicklungsgeschichtlich von Bedeutung. Zweigeschossiger Massivbau auf Natursteinsockel, Gurtgesims, Fenster im Obergeschoss abwechselnd mit Dreiecksgiebeln und gerader Verdachung versehen, Schieferdach mit drei Dachhäuschen, das mittlere mit Dreiecksgiebelabschluss Doppelfenster und flache Pilaster gestaltet. | 09207557 |
|                                         | Pfefferküchlerei | Am Marktplatz 32 (Karte)         | 18. Jh. (Wohnhaus)                | Wohnhaus in halboffener Bebauung Wohnhaus in halboffener Bebauung; ehemals Pfefferküchlerei, Backofen erhalten, Teil der. Marktplatzbebauung, baugeschichtlich und ortsgeschichtlich von Bedeutung weitere Informationen | 09306659 |
| Direkt Bild zu diesem Denkmal hochladen | Pfarrhaus in geschlossener Bebauung | Am Marktplatz 82 (Karte)         | 19. Jahrhundert                   | Putzbau mit Tordurchfahrt, ortshistorische und städtebauliche Bedeutung. Zweigeschossiger Massivbau mit Kniestock und Satteldach, neun Achsen, Natursteingewände, originale Tür, im Keller gewölbte Räume. | 09207554 |
| Weitere Bilder                          | Ehemaliges Amtsgericht in halboffener Bebauung und in Ecklage, heute Museum                                                                   | Bahnhofstraße 1 (Karte)          | 17. Jahrhundert, später überformt | Putzbau mit Walmdach, ortshistorische und ortsbildprägende Bedeutung. Heute Heimat- und Serpentinsteinmuseum, zweigeschossiger Massivbau, sechzehn mal sieben Achsen, Walmdach mit Schieferdeckung. | 09207562 |
|                                         | Ehemaliges Forsthaus, jetzt Wohnhaus in offener Bebauung                                                                                      | Bahnhofstraße 10 (Karte)         | 2. Hälfte 19. Jahrhundert         | Putzbau mit Walmdach, baugeschichtlich und ortsgeschichtlich von Bedeutung. Zweigeschossiger Putzbau, Erdgeschoss Putznutung, Porphyrgewände, Walmdach mit Schieferdeckung. | 09207561 |
| Direkt Bild zu diesem Denkmal hochladen | Meilenstein, zum Kilometerstein umgearbeitet                                                                                                  | Bahnhofstraße 18 (neben) (Karte) | nach 1858 (Stationsstein)         | Ehemaliger Stationsstein, verkehrsgeschichtlich von Bedeutung. Die königlich-sächsischen Meilensteine waren Nachfolger der kursächsischen Postmeilensäulen. Am 1. September 1858 begann der Straßenbau-Ingenieur Wilke mit der Neuvermessung der Sächsischen Straßen. Diese Neuvermessung bildete die Grundlage für die Einführung des neuen Vermessungssystems. Dieses umfasste Stationssteine, Meilensteine, Halbmeilensteine, Abzweigsteine und Grenzübergangssteine. Die Stationssteine fanden am Anfang und Ende von Poststrecken Aufstellung. Auf ihnen waren die Namen und die Entfernung der an der Strecke liegenden Städte verzeichnet. Die Meilensteine standen unmittelbar an der Straße. Auf der einen Seite des Steins stand Name und Entfernung des Ausgangsortes und auf der anderen Name und Entfernung des Ortes am Ende der Poststrecke. Die Halbmeilensteine sollten den Streckenverlauf kennzeichnen. Beiderseits war eine Krone angebracht, eine Beschriftung war nicht üblich. Abzweigsteine standen an Abzweigungen von der Hauptroute und trugen in der Regel nur den Namen der nächsten Poststation ohne Entfernungsangabe. Auf den Grenzübergangssteinen war die Bezeichnung „Königreich Sachsen“ verzeichnet. Auf der anderen Seite enthielten diese Ortsnamen und Entfernungen. Zwischen Stationssteinen und Ganzmeilensteinen betrug der Abstand eine Meile (das entspricht 7,5 km). Demnach bestand der Abstand zwischen Stationsstein und Halbmeilenstein und zwischen Halbmeilenstein und Ganzmeilenstein eine halbe Meile = 3,75 Kilometer. Seit 1875 galt im gesamten Deutschen Reich (also auch im Königreich Sachsen) das Meter als offizielles Längenmaß. Die Steine wurden aus diesem Grund vielfach auf das neue Maß umgeändert. Alle Steine wurden aus Sandstein hergestellt.(Quelle: Dietze, Gernot: Kleindenkmale, oft wenig beachtete Kleinode unserer Heimat. in: Mitteilungen des Landesvereins Sächsischer Heimatschutz e. V. 09/1999, S. 11ff.) Der an der B 171 stehende ehemalige Stationsstein wurde später zum Kilometerstein umgearbeitet. Wie alle Steine wurde er aus Sandstein gefertigt und mit einer Krone versehen. Er ist wie folgt beschriftet: „Marienberg 5,6 km“ und „Olbernhau 9,6 km“. Als Teil des umfassenden Vermessungssystem kommt auch diesem Stationsstein eine große verkehrshistorische Bedeutung zu. | 09207564 |
| Direkt Bild zu diesem Denkmal hochladen | Wohnhaus in offener Bebauung, mit Garten (Gartendenkmal)                                                                                      | Bahnhofstraße 19 (Karte)         | um 1870                           | Gründerzeitlicher Putzbau, als ehemaliger Wohnsitz eines Fabrikanten von ortshistorischer Bedeutung. Über hohem Sockelgeschoss zweigeschossiger Massivbau, im Erdgeschoss: Segmentbogenfenster, als Schlussstein Diamantquader, Fenstersohlbänke mit Konsolen, Ecknutung Obergeschoss: Rechteckfenster mit gerader Verdachung, flache Putzgliederung, flacher Mittelrisalit, Dach mit Schieferdeckung, kräftiges Gurtgesims. | 09207596 |
| Direkt Bild zu diesem Denkmal hochladen | Wohnhaus in geschlossener Bebauung | Johannisstraße 17 (Karte)        | 18. Jahrhundert, später überformt | Putzbau, Tordurchfahrt mit Segmentbogen, Teil der alten Ortsstruktur, baugeschichtlich von Bedeutung. Zweigeschossiger Massivbau, Erdgeschoss Putznutung, Segmentbogenportal, zwischen Erdgeschoss und Obergeschoss, zwei Gesimse, in dessen Fläche sich Putzspiegel befinden, Porphyrgewände. | 09207556 |
| Direkt Bild zu diesem Denkmal hochladen | Wohnhaus in geschlossener Bebauung | Johannisstraße 87 (Karte)        | Mitte 19. Jahrhundert             | Klassizistisch wirkende Putzfassade mit Mittelrisalit, Teil der alten Ortsstruktur, baugeschichtlich von Bedeutung. | 09305554 |
| Direkt Bild zu diesem Denkmal hochladen | Wohnhaus in geschlossener Bebauung | Johannisstraße 111 (Karte)       | Mitte 19. Jahrhundert             | Putzbau mit Tordurchfahrt, Teil der alten Ortsstruktur, baugeschichtlich von Bedeutung. Zweigeschossiger Putzbau mit zwölf Achsen, zwei leicht hervortretende Seitenrisalite mit je einem Segmentbogen (einmal mit Eingangstür, einmal als Toreinfahrt), profiliertes Kranzgesims. | 09207552 |
| Direkt Bild zu diesem Denkmal hochladen | Wohnhaus in geschlossener Bebauung | Johannisstraße 112 (Karte)       | Mitte 19. Jahrhundert             | Weitgehend original erhaltener Putzbau, Teil der alten Ortsstruktur, baugeschichtlich von Bedeutung. Zweigeschossiger, verputzter Bau aus Bruchsteinmauerwerk, im Obergeschoss profilierte Fenstergewände, originale Haustür, Eingang mit gerader Verdachung, Kranzgesims mit Zahnschnitt. | 09207551 |
| Weitere Bilder                          | Kirche (mit Ausstattung) | Schützenstraße 6 (Karte)         | 1729, im Kern älter               | Barocke Saalkirche mit polygonalem Chorschluss und Ostturm, baukünstlerischer Wert, ortshistorische und ortsbildprägende Bedeutung. Unter Verwendung von Teilen eines spätgotischen Vorgängerhaus aus dem 15. Jahrhundert (Triumphbogen, Turm), 1729 nach Plänen von Johann Christian Simon aus Dresden errichtete Saalkirche mit Ostturm. Grundlegende Umgestaltung des Innern 1904, Restaurierung 1994/95. - Großer verputzter Bruchsteinbau mit Walmdach, der gestaffelte Turm mit seitlichen Treppentürmen, die Westseite dreiseitig geschlossen. Das Innere durch die Ausgestaltung in Jugendstilformen von 1904 bestimmt. Das Spiegelgewölbe mit Taube und Cherubim, wie die Fensterlaibungen und Seitenwände mit barockisierenden Akanthusranken. Die umlaufenden Emporen auf Pfeilern mit profilierten Kämpfern. Hinter der Orgel illusionistische barocke Wandmalerei (Draperie), 1994 teilweise freigelegt. Reichgeschnitzter barocker Kanzelaltar von 1750, die Altarschranken aus Serpentin. - Taufstein aus Serpentin, 1616. Das zinnerne Taufbecken von 1614 mit gegossenen Reliefköpfen von Christus und den Evangelisten sowie der Bezähmung der Tiere durch Orpheus. - Zwei barocke Beichtstühle von 1734. - Buntglasfenster von 1904 mit Akanthusornamentik und den Darstellungen von Christus in Gethsemane, Christus als Sämann und dem Bildnis Luthers, in der Sakristei Christus als Wanderer. - Silbermannorgel: Zweimanualig, von 1742. 1904 Erneuerung durch Jehmlich, dabei fehlende Cis eingefügt und Normalstimmung hergestellt. Dabei wohl Obermanual der Cymbel beraubt. Restauriert 1997. | 09207553 |
| Direkt Bild zu diesem Denkmal hochladen | Fabrikantenvilla mit Einfriedung und Pforte                                                                                                   | Sorgauer Straße 14 (Karte)       | um 1905                           | Putzbau mit Ziegelgliederungen und Zierfachwerk, Fabrikanten-Wohnsitz der ehemaligen Blechspielzeugfabrik, baukünstlerischer Wert und ortshistorische Bedeutung. - Villa: Eingeschossiger Putzbau auf Backsteinsockel, Backsteinverzierungen, reiche Dachlandschaft, Zierfachwerk im Giebelbereich. - Einfriedung: Polygonmauerwerk aus Naturstein, Stelen aus Backstein, aufwändig gestaltetes Eingangstor aus Backstein. Fabrik auf der gegenüberliegenden Straßenseite. | 09207547 |
| Direkt Bild zu diesem Denkmal hochladen | Historische Drehbank auf Sockel (Drehbank Inv. Nr. 68 und 69), Bohrmaschine (Inv. Nr. 0104/53) zur Serpentinsteinverarbeitung in einer Fabrik | Sorgauer Straße 18 (bei) (Karte) | um 1880                           | Technikgeschichtliche Bedeutung. | 09207625 |
| Weitere Bilder                          | Kriegerdenkmal für die Gefallenen des Ersten Weltkrieges                                                                                      | Südsteig 6 (Karte)               | nach 1918 (Kriegerdenkmal)        | Auf dem Friedhof gelegen, ortshistorische Bedeutung. Kreuz aus Naturstein auf Natursteinpostament, dahinter kleine flache Granitplatten mit den Namen der Gefallenen angeordnet. | 09207549 |
| Direkt Bild zu diesem Denkmal hochladen | Wohnhaus und Scheune eines Zweiseithofes | Vorwerk 214 (Karte)              | um 1800, womöglich älter          | Wohnhaus Obergeschoss Fachwerk, Scheune verbrettert, landschaftsprägend, baugeschichtlich von Bedeutung. - Wohnhaus: Erdgeschoss massiv, Obergeschoss Fachwerk, Giebel verkleidet, - Seitengebäude: Holzkonstruktion. | 09207601 |